# Kortrijk

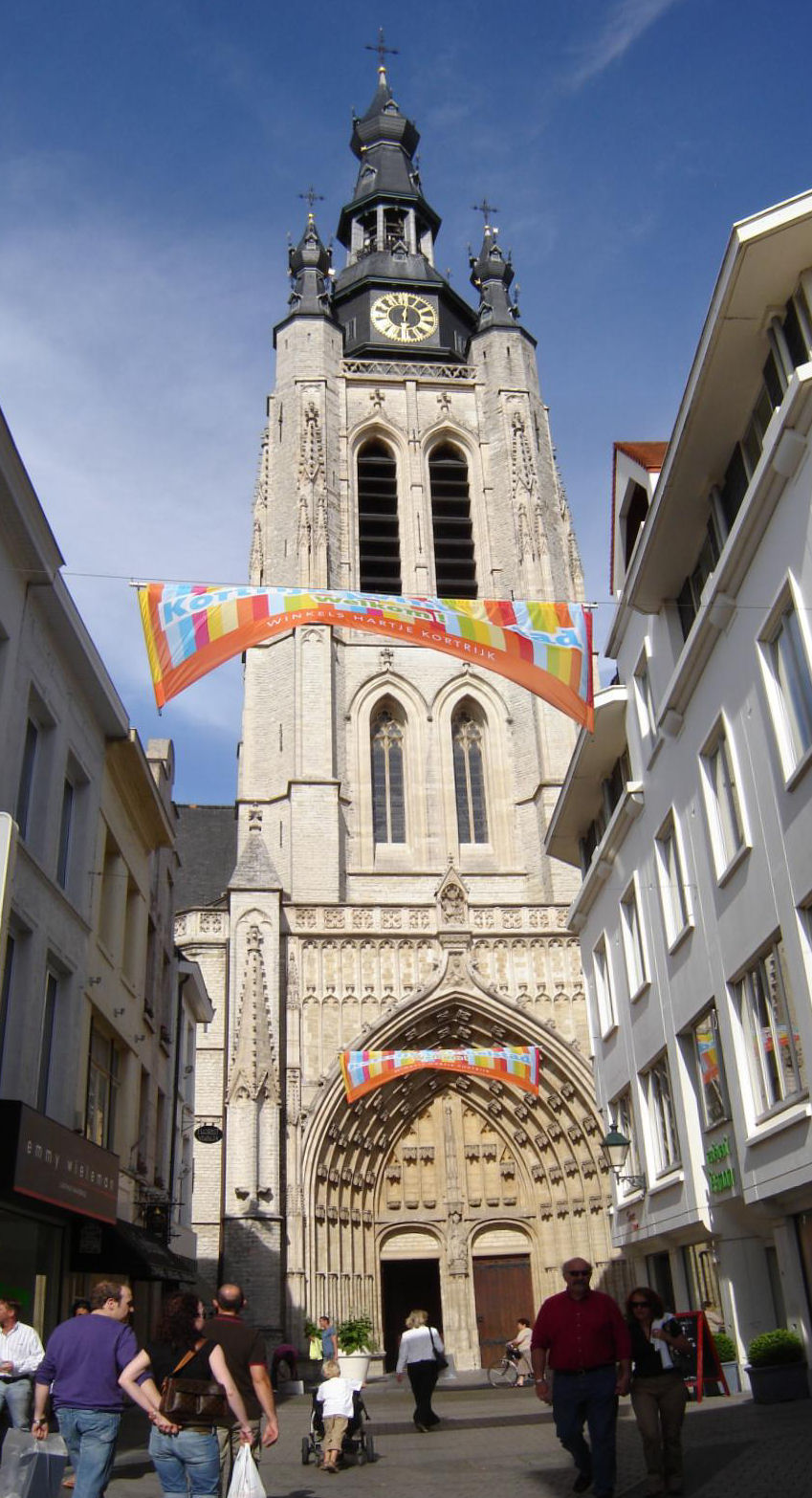
De Sint-Maartenskerk

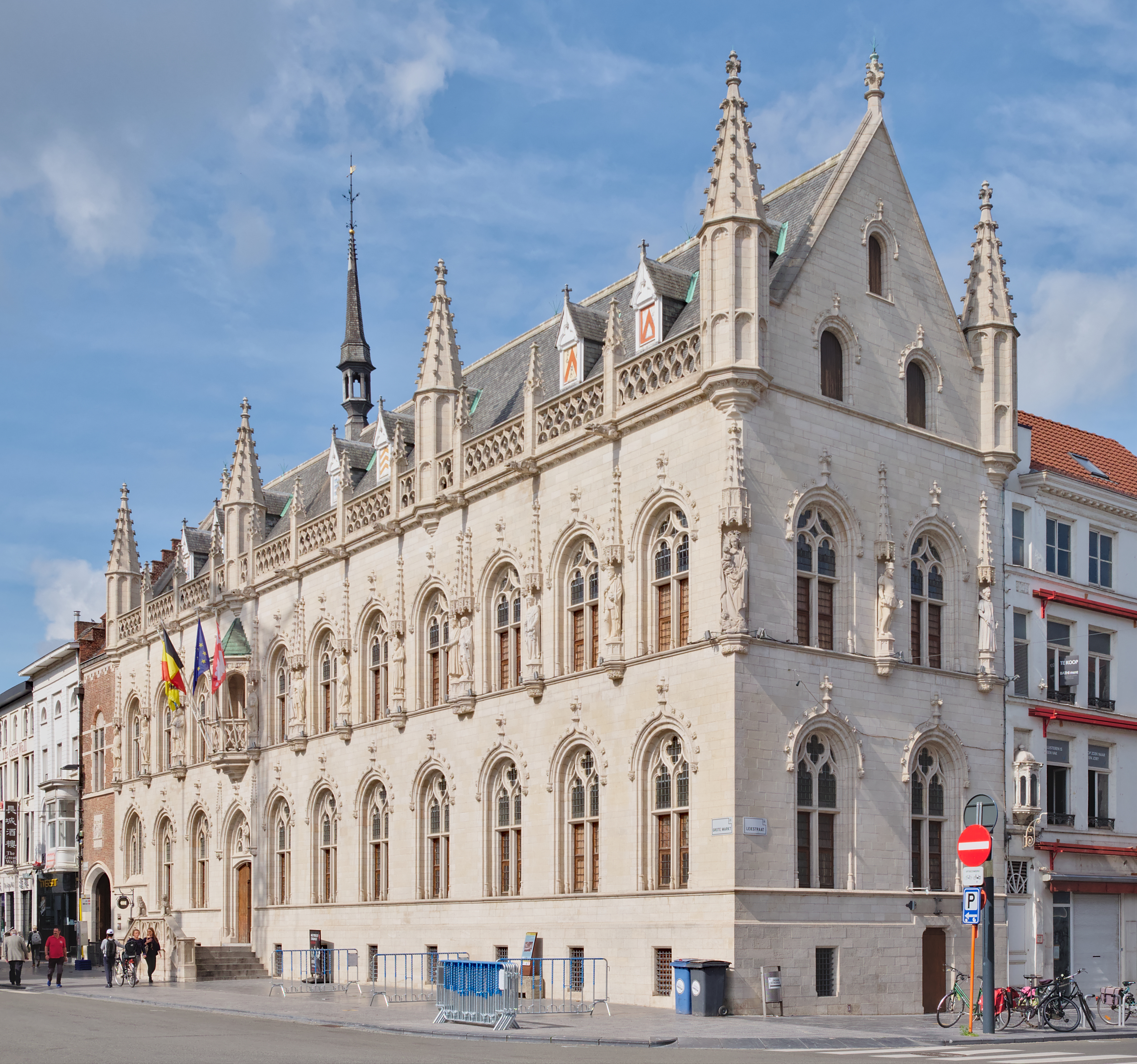
Het historisch stadhuis

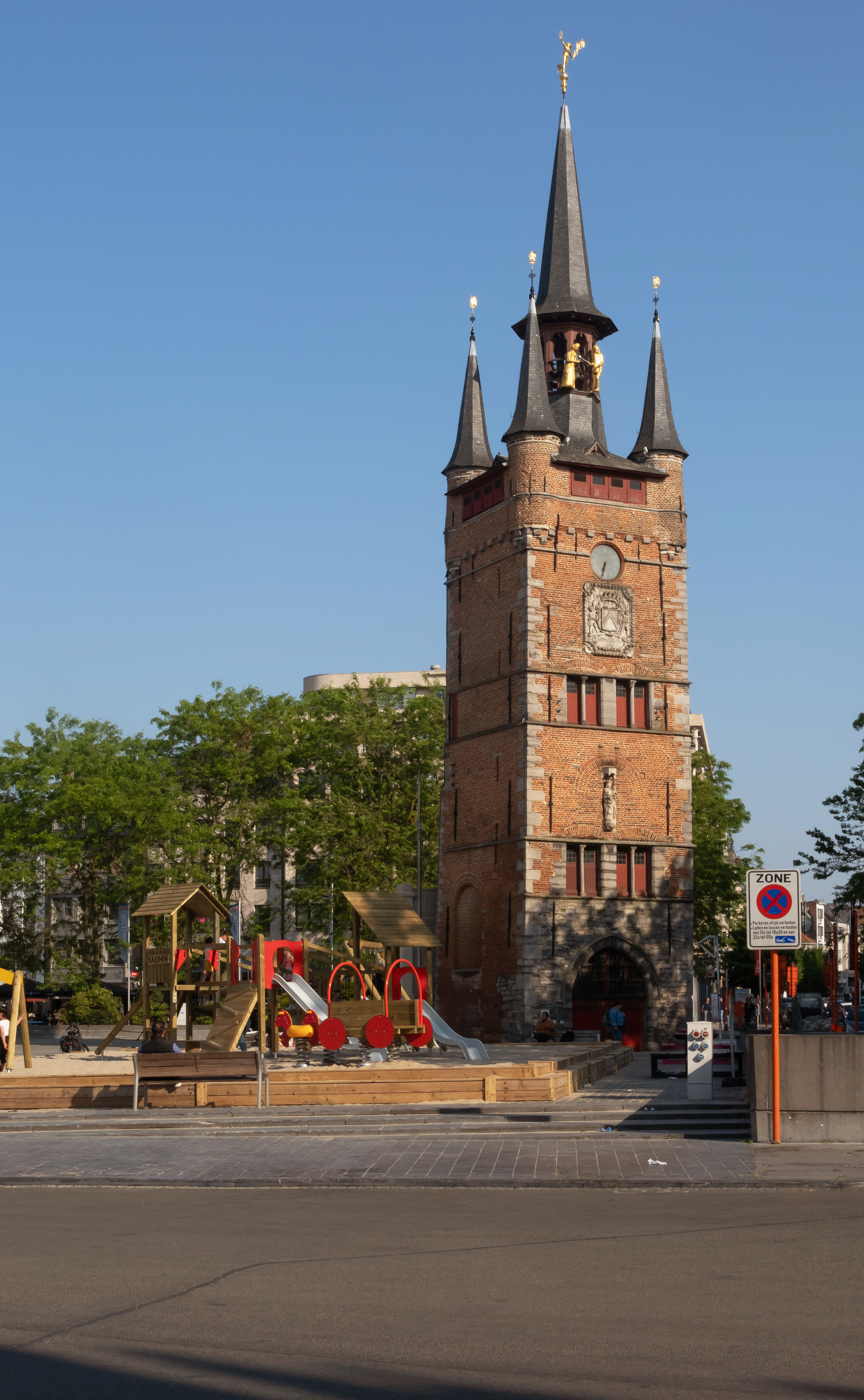
Het belfort van Kortrijk

Kortrijk is een centrumstad in het zuiden van de Belgische provincie West-Vlaanderen en is de hoofdplaats van het gelijknamige bestuurlijke en gerechtelijke arrondissement. De rivier de Leie stroomt dwars door de historische stad. Kortrijk telt in 2025 zo'n 81.000 inwoners en is daarmee de tweede grootste stad van de provincie West-Vlaanderen. Een inwoner van Kortrijk wordt een Kortrijkzaan/Kortrijkzane of soms Kortrijkenaar genoemd. Kortrijk ligt 25 km ten noordoosten van de Franse stad Rijsel, waarmee het een transnationaal Eurodistrict vormt: de Franse-Belgische Eurometropool Rijsel-Kortrijk-Doornik met ongeveer 2.100.000 inwoners.
Kortrijk ontstond uit een Romeinse woonkern op de kruising van de Leie en twee Romeinse heirbanen. In de middeleeuwen groeide Kortrijk onder impuls van een bloeiende vlas- en lakennijverheid uit tot een van de welvarendste steden van Vlaanderen. De stad staat bekend als de "Groeningestad" of "Guldensporenstad" door de Guldensporenslag, die op 11 juli 1302 plaatsvond op de Groeningekouter te Kortrijk. In de stad werd het Verdrag van Kortrijk (1820) ondertekend dat de grens vastlegde tussen Frankrijk en het huidige België.
De stad was in de 19e en 20e eeuw een centrum van de vlasnijverheid. Vandaag is Kortrijk bekend vanwege zijn textielindustrie, als inkoopstad en zijn centrumfunctie op het vlak van tewerkstelling, dienstverlening en onderwijs. De stad heeft naast diverse hogescholen een universiteit.
Waar Kortrijk op 19 april 1962 (Witte Donderdag) de eerste stad in België was die een autovrije winkelstraat opende (de Korte Steenstraat), is op heden een groot deel van de historische binnenstad volledig omgevormd tot verkeersvrij voetgangersgebied. Daarnaast is de volledige historische stadskern in 2019 een officiële fietszone geworden, waar autoverkeer fietsers niet mag inhalen. Hiermee was de stad een van de eerste Europese steden die een dergelijke zone invoerden.

## Naamgeving
De naam Kortrijk gaat terug op de Latijnse naam van de stad Cortoriacum. Deze benaming betekent "nederzetting gelegen aan de bocht van de rivier", wat verwijst naar de Gallo-Romeinse nederzetting of vicus nabij een bocht van de Leie. Deze nederzetting bevond zich hier in de eerste eeuw na Christus en ontstond op het kruispunt van enerzijds twee Romeinse heirbanen (Tongeren-Kassel en Doornik-Oudenburg) en anderzijds langs de oevers van de bevaarbare Leie.
De eerste vermelding waarin Cortoriacum teruggevonden is, dateert uit de laat-Romeinse tijd. In een 4e/5e-eeuws officieel document, de Notitia Dignitatum, wordt een infanterie-eenheid opgesomd: de zogenaamde Cortoriacenses. Zij maakte deel uit van de defensieve organisatie van Noordwest-Gallië en was een deel van de "legiones comitatenses" onder de controle van Magister Peditum. Cortoriacenses. betekent hierbij de te Cortoriacum gelegerde troepen. Aldus slaat deze naam op de plaats of de vicus waar het legerkamp was ondergebracht. Cortoriacum evolueerde later naar Cortryck en vanaf de 19e eeuw werd het met de Nederlandse spellingsregels Kortrijk. Opvallend is dat de stad zowat haar hele bestaansgeschiedenis in alle talen met een C en niet met een K werd geschreven (in het Frans heet de stad nu Courtrai).

### Uitspraak
De uitspraak Kortrik (voor Cortracum, Courtrai) is klankwettig en vergelijkbaar met Doornik (Tornacum, Tournai). Een inwoner van Kortrijk wordt Kortrijkzaan (van Kortriziaan) genoemd. Dit is een adaptatie van het Franse Courtraisien.

## Geschiedenis

### Romeinse tijd
Kortrijk is een van de oudste steden van België. In de eerste eeuw na Christus ontstond Kortrijk als de Gallo-Romeinse vicus Cortoriacum. Deze nederzetting lag aan het kruispunt van de heirbaan Boulogne-Tongeren en de heirbaan Doornik-Oudenburg en langs de oevers van de Leie. In 1950 kwamen bij opgravingen Romeinse vondsten aan het licht waaruit deskundigen opmaakten dat de Romeinen Kortrijk gebruikten als uitvalsbasis voor de verovering van Brittannië in 43 na Christus.

### Middeleeuwen

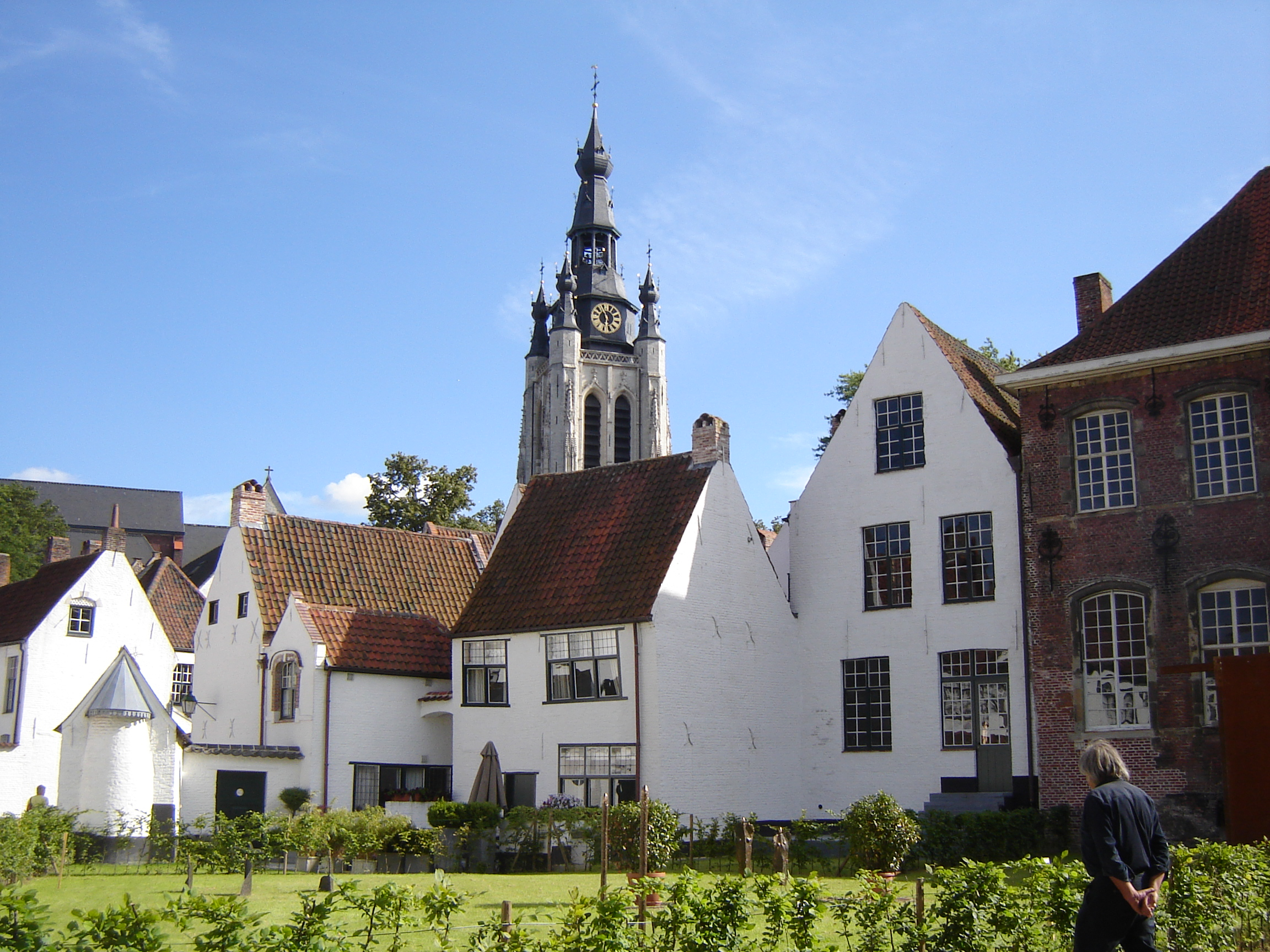
Het Kortrijkse Begijnhof
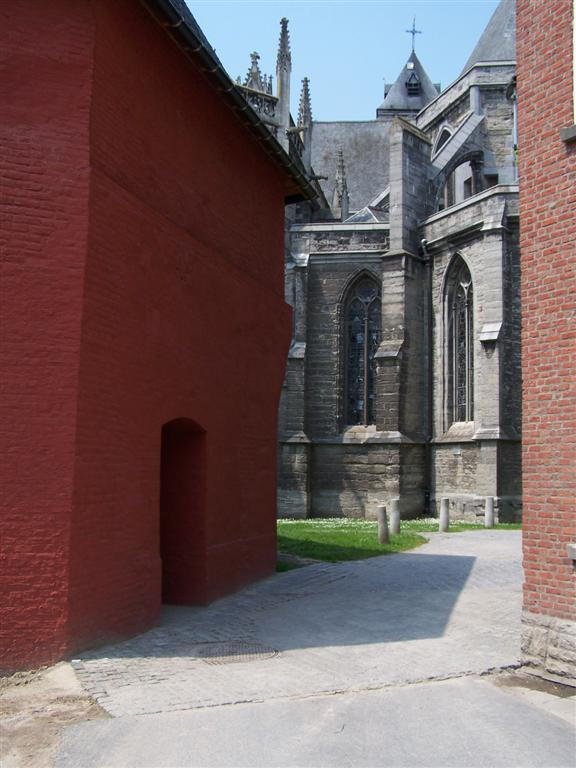
De middeleeuwse Artillerietoren en Onze-Lieve-Vrouwekerk
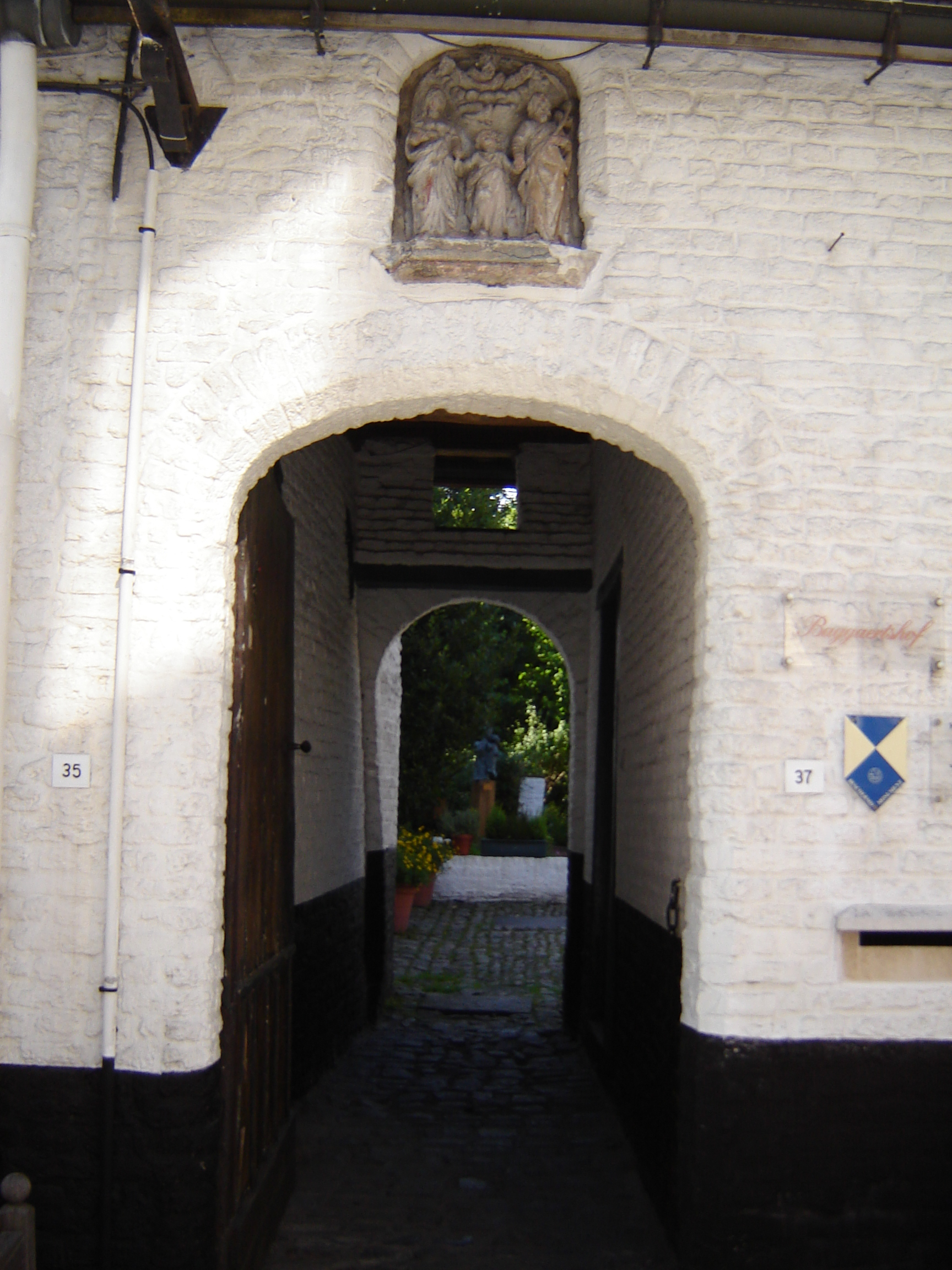
Het Baggaertshof

Een van de eerste vermeldingen in literatuur was in De "Gesta episcoporum Cameracensium" en  is voornamelijk een kroniek van de bisschoppen van het bisdom van Kamerijk, waartoe ook Kortrijk behoorde, in plaats van een gedetailleerde geschiedenis van de stad zelf. Desondanks biedt het werk wel enige informatie over de vroege geschiedenis van Kortrijk en het belang ervan in de regio Vlaanderen tijdens de middeleeuwen.
Volgens de "Gesta episcoporum Cameracensium" was Kortrijk oorspronkelijk een Frankische nederzetting gelegen aan de oevers van de Leie. Het groeide in belang tijdens de middeleeuwen als een centrum van handel en industrie, vooral op het gebied van textiel. De stad kreeg in de 11e eeuw stadsrechten van Boudewijn IV, graaf van Vlaanderen, waardoor het zich onafhankelijk kon besturen en regelmatig markten en beurzen kon organiseren.
Het werk vermeldt ook een aantal historische figuren die met Kortrijk verbonden zijn, zoals Boudewijn van Bergen, die in 1071 vocht in de Slag bij Kassel tegen de Fransen. Kortrijk was ook de locatie van de Guldensporenslag in 1302, waar (onder meer) Vlaamse troepen onder leiding van Willem van Gulik de Jongere en Gwijde van Namen een Frans leger versloegen en grotere autonomie voor de Vlaamse steden veiligstelden. De Kortrijkse pagus of gouw strekte zich begin 8e eeuw uit tussen de Leie en de Schelde. Rond 880 zouden Noormannen in Kortrijk overwinterd hebben. Als gevolg hiervan versterkte Boudewijn II de Kale, graaf van Vlaanderen deze plaats in de 9e eeuw. In de 10e eeuw onder de zwakke graaf Arnulf II begon Boudewijn Baldzo zelfstandig te opereren in de Kortrijkgouw. Hij noemde zich graaf, net als zijn opvolger Eilbodo van Vladslo. Boudewijn IV herstelde het grafelijk gezag door Eilbodo te verjagen en de Kortrijkse Opstand neer te slaan. Omstreeks 1000 verdeelde hij het graafschap Vlaanderen in kasselrijen. Dit waren militaire, bestuurlijke, gerechtelijke en later fiscale districten met een burcht als centrum. Aanvankelijk was Kortrijk afhankelijk van Doornik; vanaf 1071 werd het een onafhankelijke kasselrij.
In deze periode krijgen steden voorrechten. Zo kreeg de stad in april 1190 privileges van Filips van de Elzas via een bewaarde keure: Kortrijk werd uit de kasselrij geheven, kreeg een bestuur en lijfeigenen konden zich als vrije burgers (poorters) vestigen.
Het wapenschild van de stad Kortrijk gaat terug op het familiewapen van de 12e-eeuwse Kortrijkse burggraven en bestaat uit een rode keper op een witte achtergrond.
In de 13e eeuw kreeg Ferrand van Portugal tegenwind van de Vlaamse steden toen de Franse koning Filips August hem tot graaf van Vlaanderen wilde benoemen. Ferrand verschanste zich in Kortrijk waarop troepen uit Gavere en Oudenaarde de stad plunderden. Beide partijen verzoenden zich maar Filips August ging niet akkoord met de regeling. Zijn zoon Lodewijk (die later koning werd als Lodewijk VIII van Frankrijk) viel vanuit Rijsel Kortrijk binnen en liet de stad verwoesten. De graven van Vlaanderen lieten ze later weer opbouwen vanwege haar opbrengsten voor de schatkist.
Kortrijk won in de 13e eeuw aan belang door de lakenindustrie. De kwaliteit die er werd gefabriceerd was lager (kleine draperie) dan die van de grotere Vlaamse steden. In de 15e eeuw kreeg het linnen dat uit het ter plaatse verbouwde vlas werd gemaakt, meer belang dan het laken.

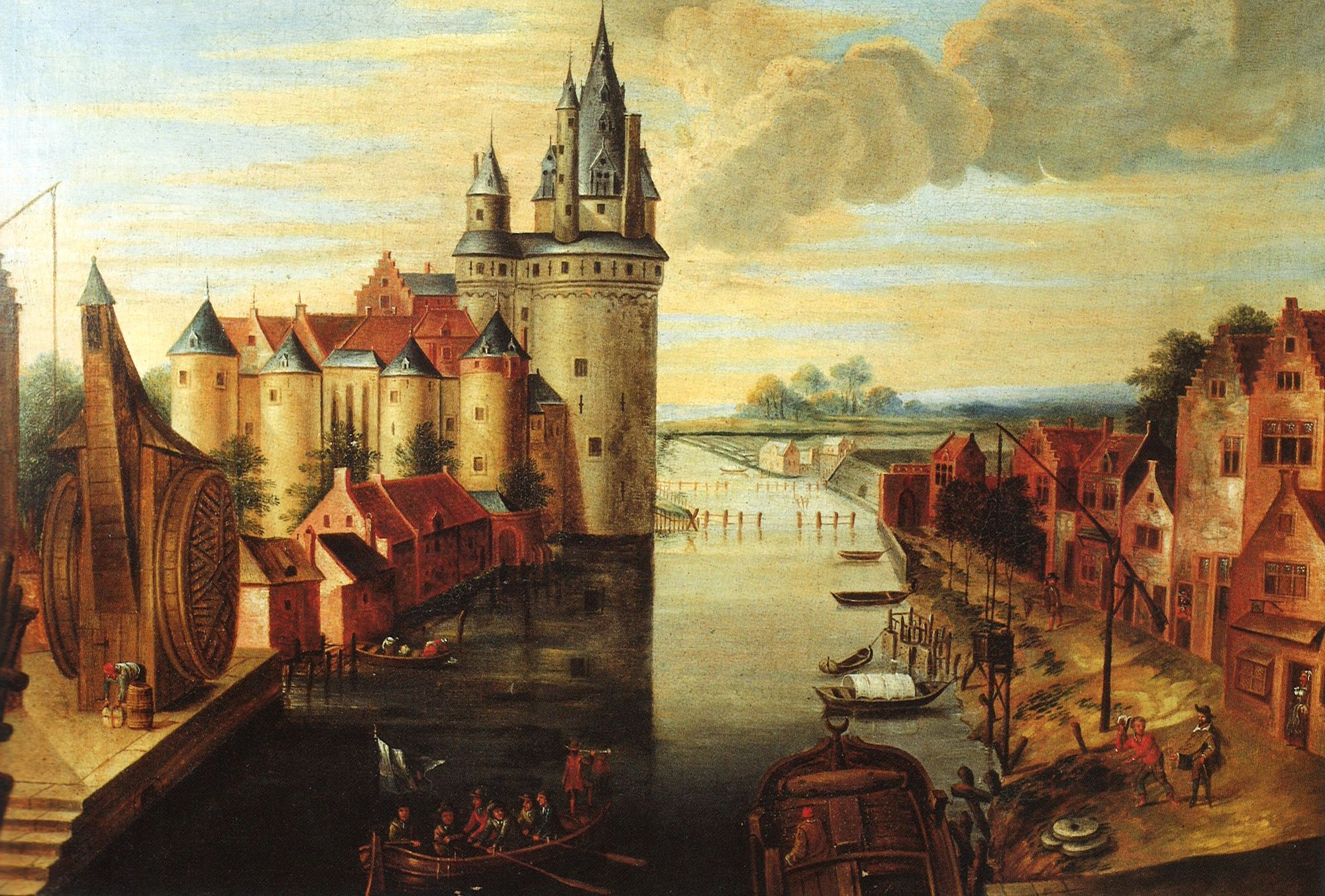
Het Bourgondisch kasteel van Kortrijk, ter hoogte van de huidige Vismarkt

De conflicten tussen de Franse koning en Vlaanderen deden de economie in Kortrijk stagneren. Kortrijk werd door Franse troepen bezet in de aanloop naar de Guldensporenslag. Die veldslag vond plaats op het Groeningeveld op 11 juli 1302. De Fransen bouwden een dwangburcht boven op de grafelijke burcht waarvan de resten nog te zien zijn (zie foto op pagina over de Onze-Lieve-Vrouwekerk).
In 1323 revolteerden de Kortrijkzanen tegen hun graaf, Lodewijk II van Nevers. Die vervreemdde steeds meer van zijn volk als inner van de Franse boetes opgelegd via de Vrede van Athis. De graaf bezette de wijk Overleie. De inwoners namen dit niet en zetten de graaf gevangen. Daarop volgde een nieuwe Franse bezetting. Uiteindelijk mondde die periode uit in de Slag bij Kassel in 1328 waarbij de Vlamingen onder Nicolaas Zannekin werden verslagen.
In 1331 vond in Kortrijk een grote stadsbrand plaats.
Lodewijk II van Male veroverde de stad in mei 1381. Kortrijk was dan weer een bondgenoot van Jacob van Artevelde toen hij het graafschap veroverde. Na de Slag bij Westrozebeke op 27 november 1382 kregen de Bretoense huurlingen Kortrijk als premie waarbij de stad werd geplunderd en verwoest.
Het bewind van Filips de Stoute, hertog van Bourgondië, luidde een periode van vrede en heropbouw in die zeventig jaar duurde. Een nieuw kasteel werd opgetrokken ter hoogte van de Kasteelkaai en Kasteelstraat. Nieuwe stadsmuren met een Broeltoren aan de noordkant integreerden de bestaande toren in de verdedigingswerken. Sociale spanningen en de pest die een vlot handelsverkeer verhinderde, zorgden ervoor dat de lakennijverheid veel aan belang verloor. Na de dood van Maria van Bourgondië in 1482 raakte Kortrijk opnieuw in een oorlog tegen de Fransen betrokken.

### 16e tot 18e eeuw: bezettingen en versterkingen

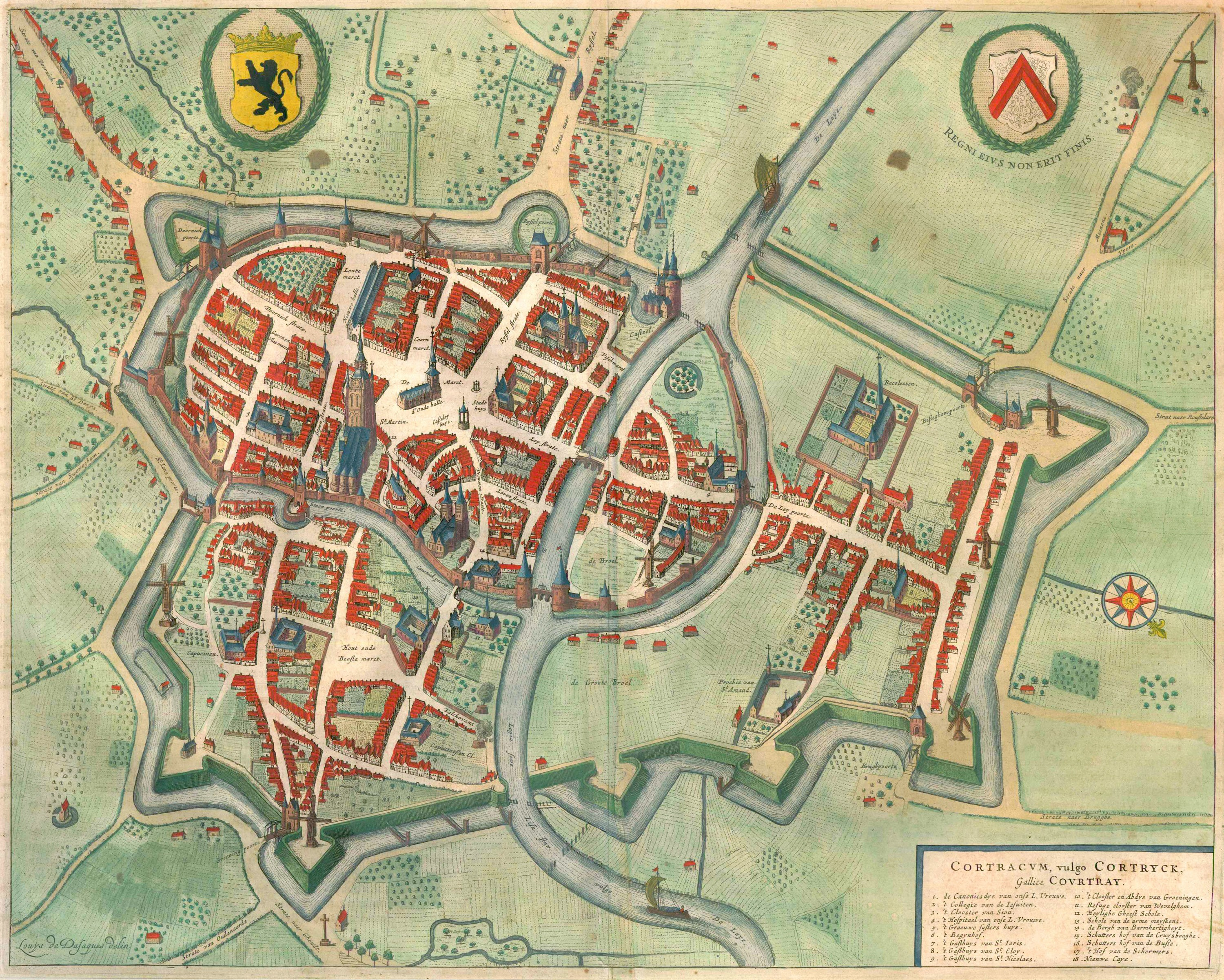
Stadsplattegrond in Antonius Sanderus (1649)

De opkomende linnenindustrie bracht de welvaart van weleer niet terug. De volksopstand in de Nederlanden die in 1539 uitbrak, bracht ook de toorn van Karel V over Kortrijk. 
De opkomst van het protestantisme, met een overwicht van anabaptisten, en de wijze waarop die moesten worden vervolgd, leidden vanaf 1560 tot een onverzoenbare tweespalt in de hoogste kringen van het stadsbestuur. Zwaargewichten als inquisiteur Pieter Titelmans, de Brugse monnik broeder Cornelis van Dordrecht en de pastoor van de Sint-Maartenskerk, Jacob Tsantele, wierpen zich in de strijd. Hen was het om veel te doen, aangezien enkele honderden personen van protestantisme verdacht waren. Na de Beeldenstorm (waaraan Kortrijk ontsnapte) gaf de benoeming van een nieuwe stadspensionaris eens te meer aanleiding tot een hevige tweespalt. In 1578 werd Kortrijk door de stad Gent met dwang opgenomen in de Calvinistische Republiek, en werd er hier een kerk voor de calvinisten opgericht. Maar al in 1580 volgde de Inname van Kortrijk door de malcontenten. De stad werd weer Spaans en dus katholiek.
De aanspraken van Lodewijk XIV van Frankrijk op Vlaanderen resulteerden in vijf Franse bezettingen tussen 1646 en 1706 en de aanleg van versterkingen alsook de bouw van de citadel van Kortrijk. De Vrede van Utrecht wees de stad toe aan de Oostenrijkers.
Kortrijk was in de late 17e eeuw en eerste helft van de 18e eeuw een van de vestingsteden die deel uitmaakten van de Nederlandse vestingbarrière in de Zuidelijke Nederlanden.

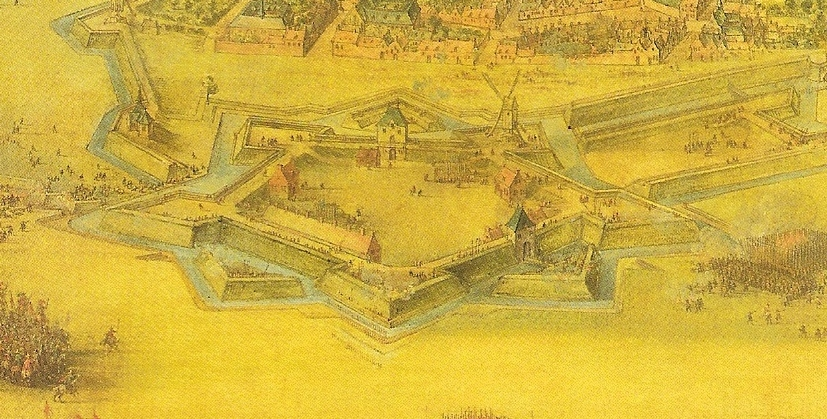
Gravure van de citadel van Kortrijk
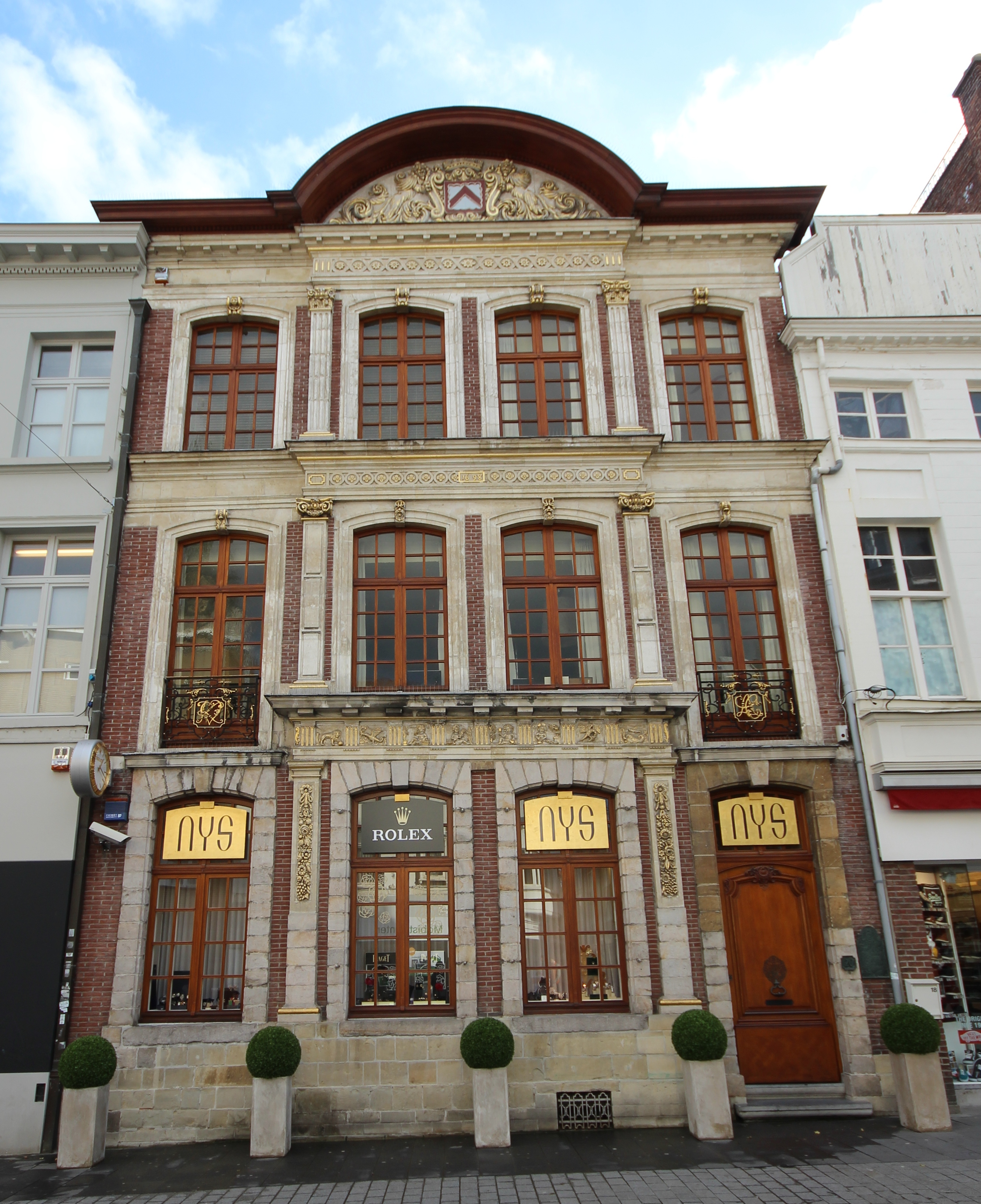
Huis Ghellinck
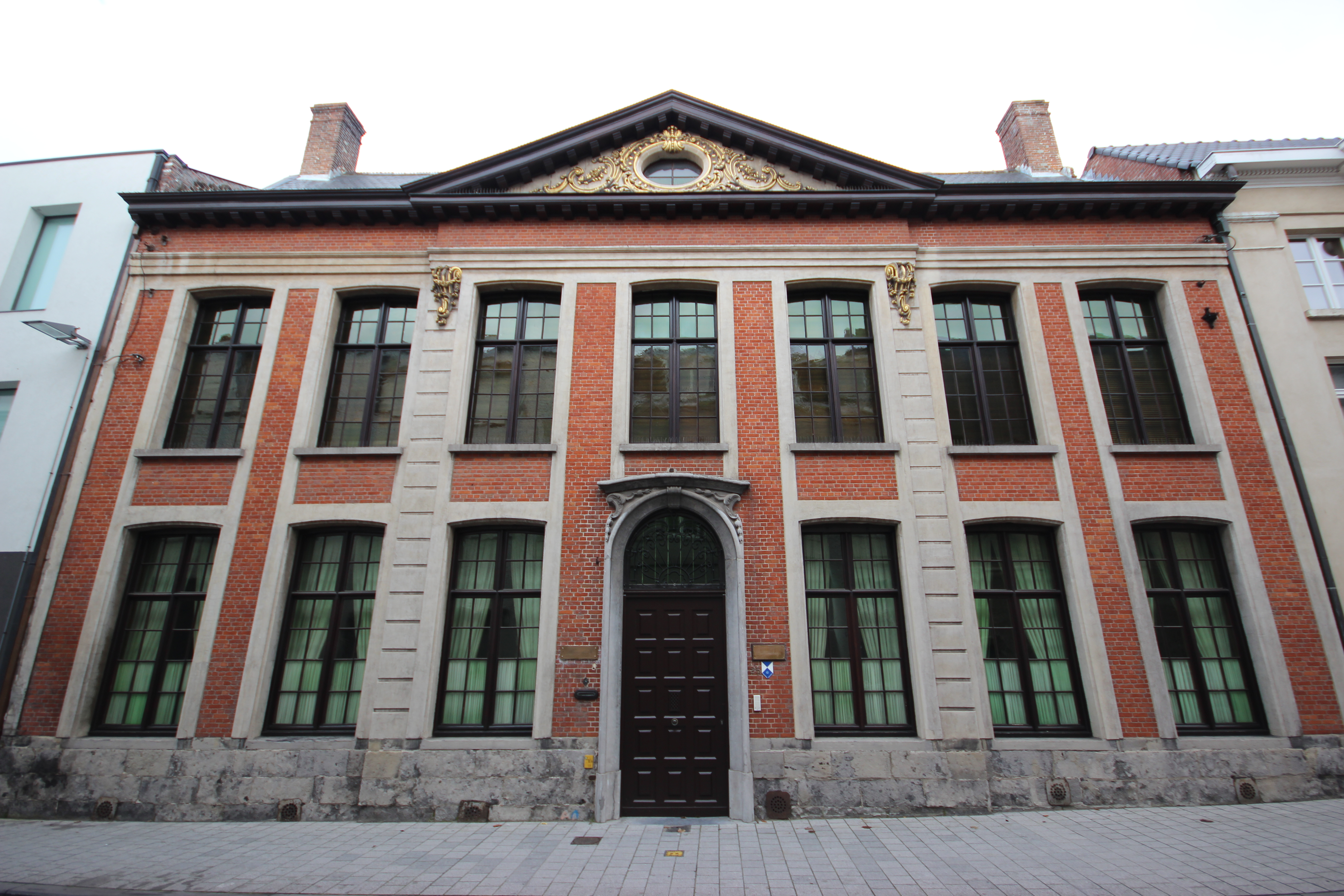
Griffiershuis
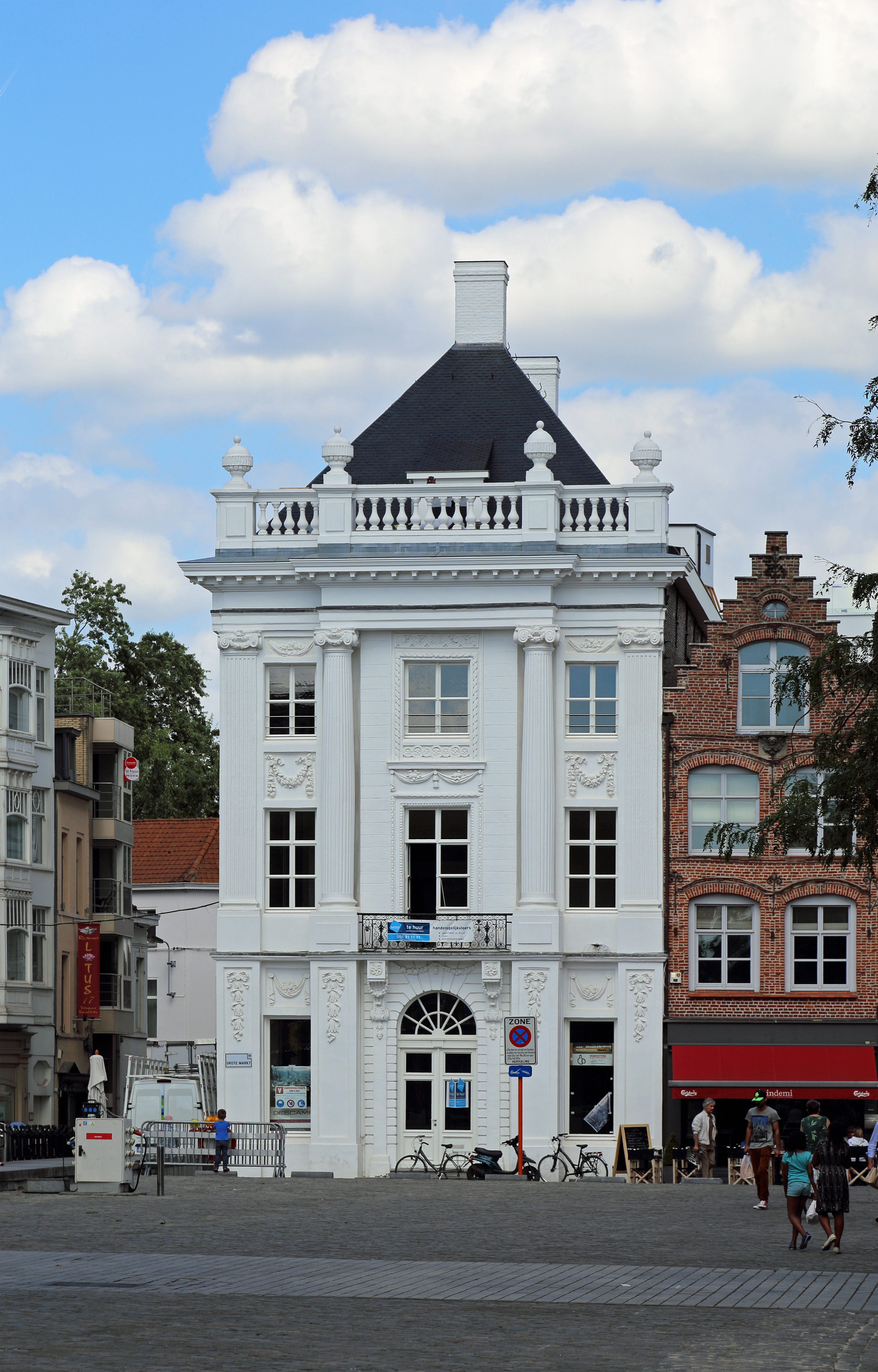
Den Roeland of Patria

### Industrialisatie en bevolkingsexplosie in de 19e eeuw
Kortrijk speelde een rol bij de Brabantse omwenteling in 1789 maar de Oostenrijkers konden zich rehabiliteren. Het embargo dat Napoleon Bonaparte afkondigde was zoals elders funest voor de uitvoer. Het Nederlands bewind (1815-1830) en de handelspolitiek van het jonge België brachten daar weinig verandering in.
Frankrijk en het Koninkrijk der Nederlanden (onder leiding van koning Willem I) ondertekenden op 28 maart 1820 het Verdrag van Kortrijk in het huidige Broelmuseum. Met dit verdrag werd de grens tussen het huidige België en Frankrijk vastgelegd.
De industrialisatie van de textielsector, in de tweede helft van de 19e eeuw, bracht een en ander op gang. Grote textielfabrieken werd op diverse locaties in en rond de stad gebouwd en het Kanaal Bossuit-Kortrijk verbond de stad rechtstreeks met de Schelde. Rond deze tijd ontstonden ook vele arbeidersbuurten met de vele beluiken. De industrialisatie bracht tevens een sterke bevolkingsgroei tot stand door de trek van het platteland naar de stad.
In de tweede helft van de 19e eeuw werd de stad onder impuls van burgemeester Auguste Reynaert grondig gesaneerd terwijl het historisch erfgoed gerestaureerd en verfraaid werd (o.a. het belfort, het centrale postkantoor, de lakenhallen).

### 20e eeuw

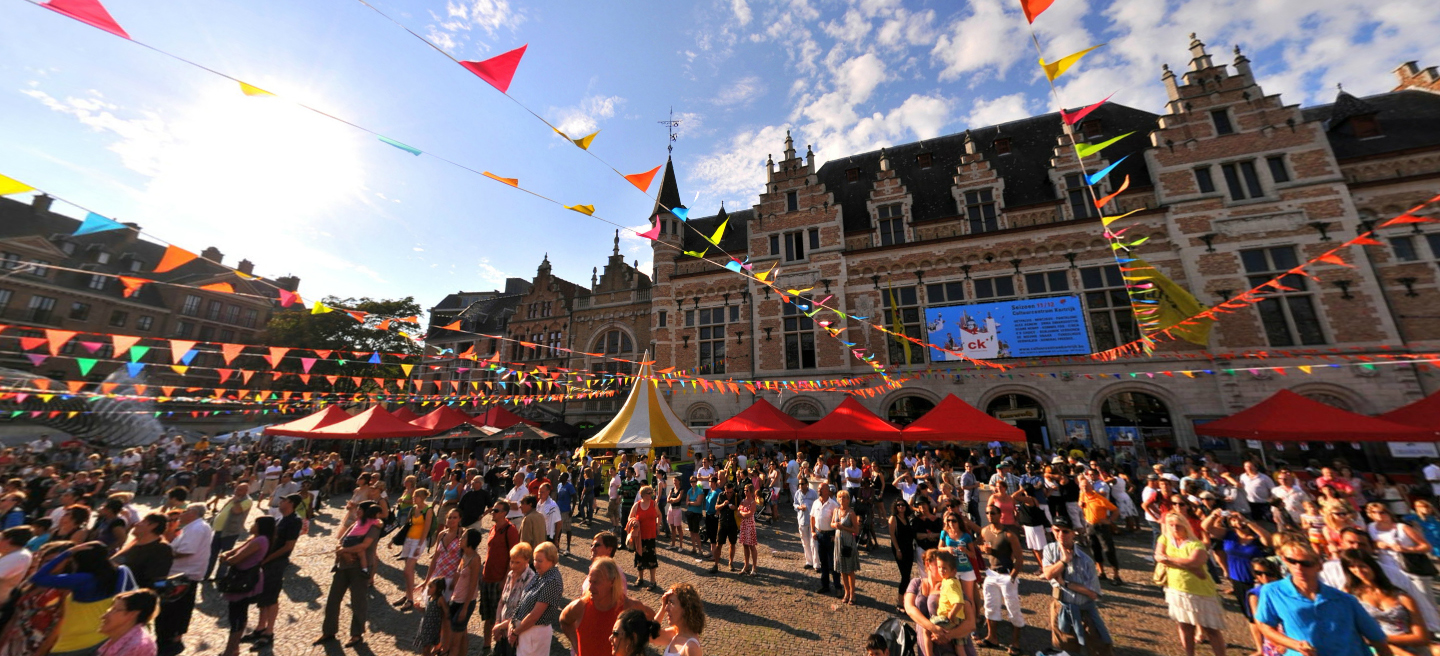
Het Schouwburgplein ontstond pas in de 20e eeuw, nadat de Lakenhallen tijdens de Tweede Wereldoorlog verwoest werden. Tegenwoordig vinden hier vaak evenementen plaats, zoals het Zomercarnaval.

Tijdens de Eerste Wereldoorlog richtten bombardementen in de nazomer van 1917 veel schade aan. In de herfst van 1918 vonden er aan de Leie nog zware gevechten plaats tussen Newfoundlandse en Schotse troepen enerzijds en terugtrekkende Duitse troepen anderzijds (zie Newfoundland Memorial Kortrijk).
In de Tweede Wereldoorlog was er de slag aan de Leie tijdens de Achttiendaagse Veldtocht maar het was vooral het geallieerd bombardement in 1944 dat verwoestend was. Daarbij werden het oorspronkelijke 19e-eeuwse spoorwegstation (toen overwelfd door een glazen koepel) alsook de Lakenhallen, het centrale postgebouw en talrijke burgerhuizen vernield. Na de oorlog werd de stad heropgebouwd.
In de tweede helft van de 20e eeuw kende de stad een sterke uitbouw als centrumstad van Zuid-West-Vlaanderen, onder meer door de oprichting van de Kortrijkse universiteit KULAK, de bouw van diverse nieuwe ziekenhuizen, de aanleg van de eerste verkeersvrije winkel-wandelstraat van België en de bouw van het beurzencomplex 'de hallen van Kortrijk' (later herdoopt tot Kortrijk Xpo).
Aan het eind van de 20e eeuw kende de stad een sterke heropleving doordat talrijke ingrijpende stadsvernieuwingsprojecten het licht zagen zoals de Leiewerken (waarbij de rivier verbreed en uitgediept werd en er zeven nieuwe bruggen gebouwd werden), de bouw van het woon- en winkelcentrum K in Kortrijk en de heraanleg van de openbare ruimte, zowel in de binnenstad als in diverse stadswijken. Deze projecten, vaak opgezet door het stadsbestuur of het stadsontwikkelingsbedrijf Kortrijk, moesten Kortrijk als een moderne stad de 21e eeuw inloodsen.

## Geografie
De stad ligt aan de rivier de Leie. Met deze rivier was de stad economisch gezien eeuwenlang verbonden. De Leie splitst zich ongeveer in het centrum van de stad en komt wat verder weer samen, zodat er een eiland ontstaan is, het zogenaamde Buda-eiland.

### Bestuurlijke indeling

#### Kernen en wijken
Naast het stadscentrum van Kortrijk bestaat de fusiegemeente nog uit de deelgemeenten Aalbeke, Bellegem, Bissegem, Heule, Kooigem, Marke en Rollegem.
De kernen van Heule, Bissegem en Marke liggen nabij de Leie en zijn vergroeid met de stadskern van Kortrijk. In het buitengebied in het uiterste noorden van Heule ligt een deel van het gehucht Sint-Katharina, dat op de grens van de buurgemeenten Lendelede en Kuurne met Kortrijk ligt.
Aalbeke ligt iets ten zuiden van het centrum, halverwege tussen Kortrijk-centrum en de Waalse grensstad Moeskroen.

Kortrijk, deelgemeenten en buurgemeenten. De gele gebieden zijn bebouwde kernen.

De dorpen Bellegem en Rollegem liggen in het landelijke gebied ten zuiden van Kortrijk, in het gebied tussen de rivieren Schelde en Leie. Het kleine dorpje Kooigem ligt het verst verwijderd van het centrum en de Leie. Het ligt namelijk 10 kilometer ten zuiden daarvan, op slechts een paar kilometer van de Schelde.
|      | Naam | Oppervlakte (km²) | Bevolking (1 januari 2022) |
| ---- | --- | ----------------- | -------------------------- |
| I    | Kortrijk - Binnenstad (historisch centrum + Buda + Overleie) - Doorniksewijk - Blauwe Poort - Sint-Janswijk - Sint-Elisabethwijk - Sint-Denijsewijk - Sint-Anna + Marionetten - Drie Hofstedenwijk - Brugse Poort - Lange Munte - Gentwijk - Magdalenawijk - Hoog-Kortrijk - Pius X - Venning - Walle - Westerkwartier (Kortrijk Weide) | 22,38             | 42.205                     |
| II   | Heule - Heule-Centrum - Heule-Watermolen - Sente | 11,69             | 12.440                     |
| III  | Bissegem | 3,44              | 5.384                      |
| IV   | Marke - Marke-Centrum - Rodenburg | 8,22              | 7.458                      |
| V    | Aalbeke | 7,17              | 2.886                      |
| VI   | Rollegem | 8,47              | 2.861                      |
| VII  | Bellegem | 13,98             | 3.863                      |
| VIII | Kooigem | 4,79              | 786                        |

#### Randgemeenten
De verstedelijkte agglomeratie van Kortrijk loopt in het noorden ook verder in de buurgemeenten Kuurne en Harelbeke. Ondanks hun nauwe band met Kortrijk zijn dit zelfstandige gemeenten. De stad vormt bovendien samen met o.a. de Franse metropool Rijsel en de Waalse steden Moeskroen en Doornik de Frans-Belgische Eurometropool Rijsel-Kortrijk-Doornik. Diverse grensoverschrijdende projecten zijn momenteel lopende en geven mede vorm aan dit grensoverschrijdend Eurodistrict.
De stad Kortrijk grenst zo aan de volgende gemeenten en dorpen (en één gehucht):
| - a. Kuurne (gemeente Kuurne) - b. Harelbeke (stad Harelbeke) - c. Zwevegem (gemeente Zwevegem) - d. Sint-Denijs (gemeente Zwevegem) - e. Spiere (gemeente Spiere-Helkijn) | - f. Dottenijs (stad Moeskroen) - g. Lowingen (stad Moeskroen) - h. Moeskroen (stad Moeskroen) - i. Rekkem (stad Menen) - j. Lauwe (stad Menen) | - k. Wevelgem (gemeente Wevelgem) - l. Gullegem (gemeente Wevelgem) - m. Sint-Eloois-Winkel (gemeente Ledegem) - n. Lendelede (gemeente Lendelede) - o. Sint-Katharina (gehucht Sint-Katharina, deel uitmakend van Heule, Kuurne en Lendelede) |

### Klimaat
In Kortrijk heerst voornamelijk een gematigd regenklimaat. Dit klimaat zorgt er het gehele jaar voor dat de regenval vrij gelijkmatig verdeeld wordt en zowel in de zomer als in de winter nadrukkelijk aanwezig kan zijn. De Atlantische golfstroom zorgt ervoor dat de westelijke en zuidwestelijke winden minder invloed hebben op het klimaat.
| Maand                       | jan  | feb | mrt  | apr  | mei  | jun  | jul  | aug  | sep  | okt  | nov  | dec  | Jaar  |
| --------------------------- | ---- | --- | ---- | ---- | ---- | ---- | ---- | ---- | ---- | ---- | ---- | ---- | ----- |
| Gemiddeld maximum (°C)      | 5    | 6   | 10   | 13   | 18   | 20   | 22   | 23   | 19   | 15   | 9    | 6    | 13,83 |
| Gemiddelde temperatuur (°C) | 3    | 4   | 7    | 9    | 13,5 | 16   | 18   | 18,5 | 15   | 11,5 | 7    | 4,5  | 10,58 |
| Gemiddeld minimum (°C)      | 1    | 2   | 4    | 5    | 9    | 12   | 14   | 14   | 11   | 8    | 5    | 3    | 8     |
|                             |      |     |      |      |      |      |      |      |      |      |      |      |       |
| Neerslag (mm)               | 49,1 | 38  | 36,1 | 33,7 | 33,3 | 59,2 | 56,4 | 53,4 | 52,8 | 48,8 | 55,6 | 53,4 | 569,8 |
| Bron: weather.msn.com       |      |     |      |      |      |      |      |      |      |      |      |      |       |

## Demografie
Volgens het Nationaal Instituut voor de Statistiek telde de gemeente Kortrijk 77.741 inwoners op 1 januari 2022. De stad vormt samen met de verstedelijkte randgemeenten Kuurne, Harelbeke en Gullegem (deelgemeente van Wevelgem) een aaneengesloten stedelijk weefsel in de Leievallei, met op 1 januari 2021 circa 120.000 inwoners. Het verstedelijkt gebied van Kortrijk oefent daarom een grotere invloed op zijn omgeving uit dan op basis van het bevolkingsaantal van Kortrijk zelf zou kunnen aangenomen worden.

### Demografische ontwikkeling voor de fusie
- Bron:NIS - Opm:1831 t/m 1970=volkstellingen op 31 december; 1976= inwoneraantal per 31 december

### Demografische ontwikkeling van de fusiegemeente
Alle historische gegevens hebben betrekking op de huidige gemeente, inclusief deelgemeenten, zoals ontstaan na de fusie van 1 januari 1977.
- Bronnen:NIS, Opm:1831 tot en met 1981=volkstellingen; 1990 en later= inwonertal op 1 januari

| Inwoners van jaar tot jaar op 1 januari 1992 tot heden | Inwoners van jaar tot jaar op 1 januari 1992 tot heden | Inwoners van jaar tot jaar op 1 januari 1992 tot heden |
| Jaar                                                   | Aantal                                                 | Evolutie: 1992=index 100                               |
| ------------------------------------------------------ | ------------------------------------------------------ | ------------------------------------------------------ |
| 1992                                                   | 76.385                                                 | 100,0                                                  |
| 1993                                                   | 76.264                                                 | 99,8                                                   |
| 1994                                                   | 76.196                                                 | 99,8                                                   |
| 1995                                                   | 76.040                                                 | 99,5                                                   |
| 1996                                                   | 75.951                                                 | 99,4                                                   |
| 1997                                                   | 75.639                                                 | 99,0                                                   |
| 1998                                                   | 75.408                                                 | 98,7                                                   |
| 1999                                                   | 75.099                                                 | 98,3                                                   |
| 2000                                                   | 74.790                                                 | 97,9                                                   |
| 2001                                                   | 74.543                                                 | 97,6                                                   |
| 2002                                                   | 74.558                                                 | 97,6                                                   |
| 2003                                                   | 74.340                                                 | 97,3                                                   |
| 2004                                                   | 73.984                                                 | 96,9                                                   |
| 2005                                                   | 73.625                                                 | 96,4                                                   |
| 2006                                                   | 73.657                                                 | 96,4                                                   |
| 2007                                                   | 73.777                                                 | 96,6                                                   |
| 2008                                                   | 73.995                                                 | 96,9                                                   |
| 2009                                                   | 74.229                                                 | 97,2                                                   |
| 2010                                                   | 74.911                                                 | 98,1                                                   |
| 2011                                                   | 74.868                                                 | 98,0                                                   |
| 2012                                                   | 75.219                                                 | 98,5                                                   |
| 2013                                                   | 75.120                                                 | 98,3                                                   |
| 2014                                                   | 75.128                                                 | 98,4                                                   |
| 2015                                                   | 75.219                                                 | 98,5                                                   |
| 2016                                                   | 75.506                                                 | 98,8                                                   |
| 2017                                                   | 75.736                                                 | 99,2                                                   |
| 2018                                                   | 76.265                                                 | 99,8                                                   |
| 2019                                                   | 76.735                                                 | 100,5                                                  |
| 2020                                                   | 77.109                                                 | 100,9                                                  |
| 2021                                                   | 77.213                                                 | 101,1                                                  |
| 2022                                                   | 77.741                                                 | 101,8                                                  |
| 2023                                                   | 78.944                                                 | 103,4                                                  |
| 2024                                                   | 80.032                                                 | 104,8                                                  |
| 2025                                                   | 80.776                                                 | 105,7                                                  |

## Toerisme en bezienswaardigheden

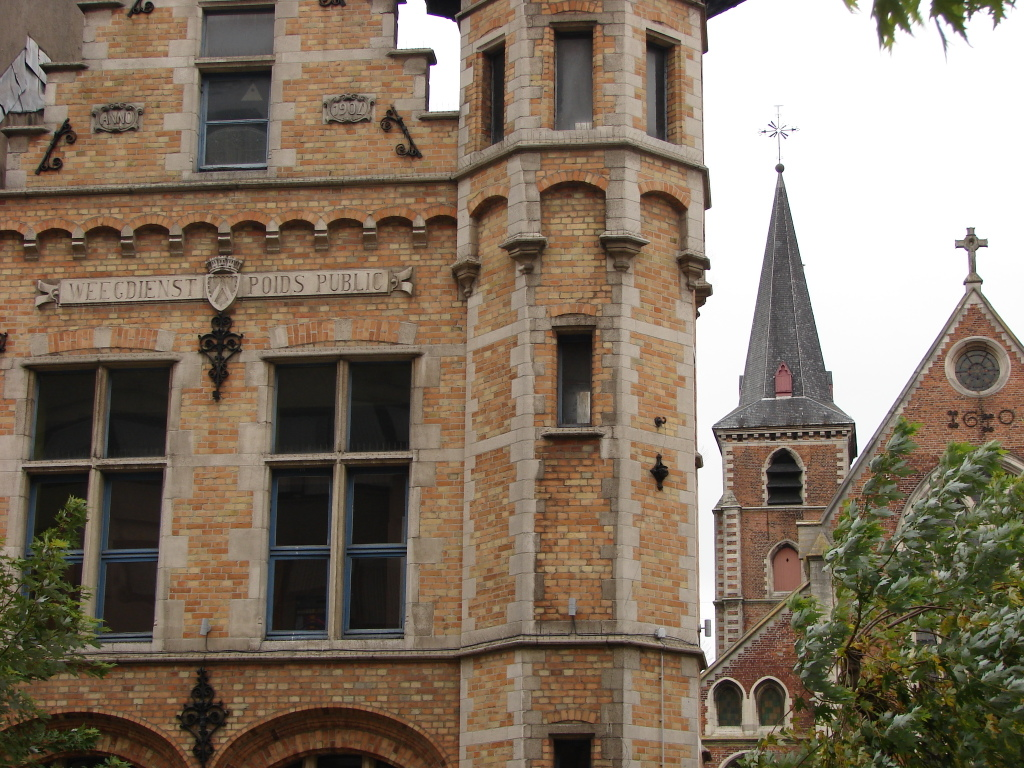
De Stadswaag en de Sint-Michielskerk

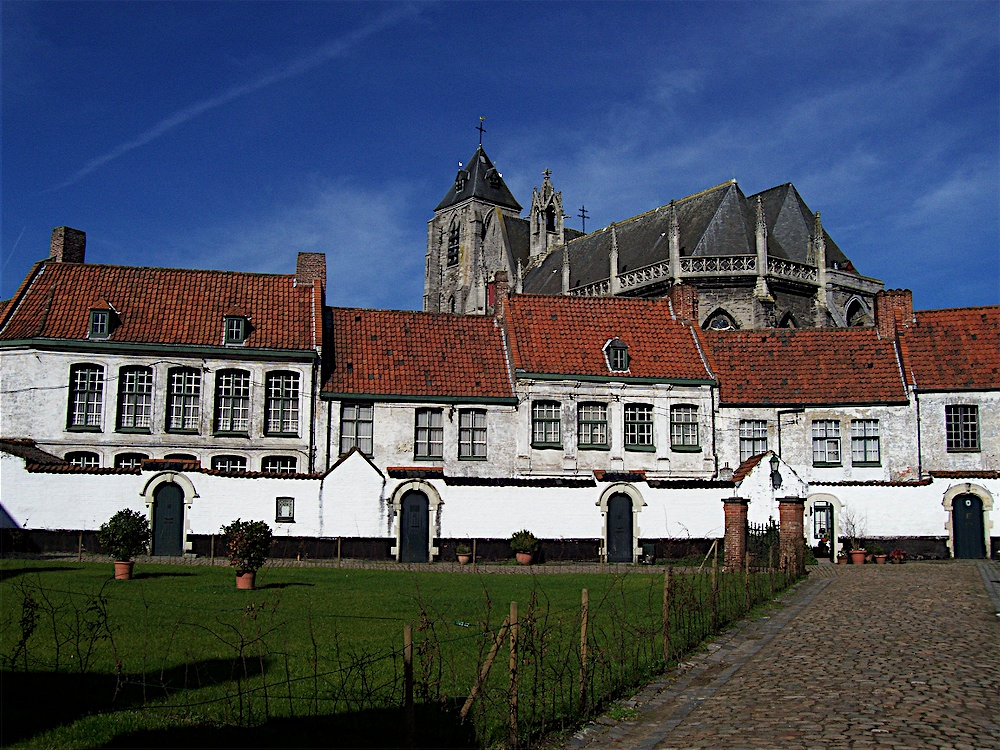
Het Sint-Elisabethbegijnhof

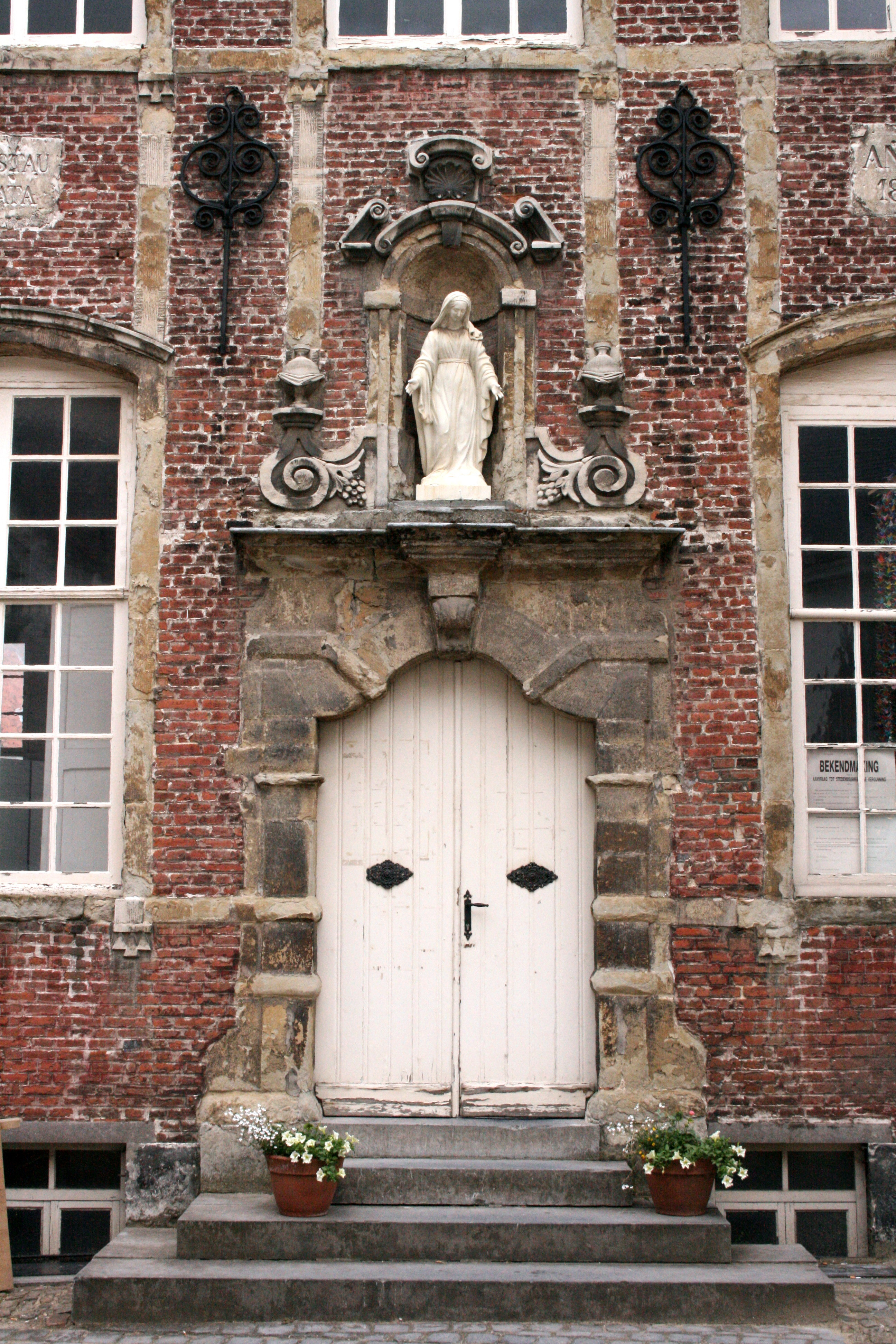
Het Sint-Elisabethbegijnhof, Sint-Annazaal

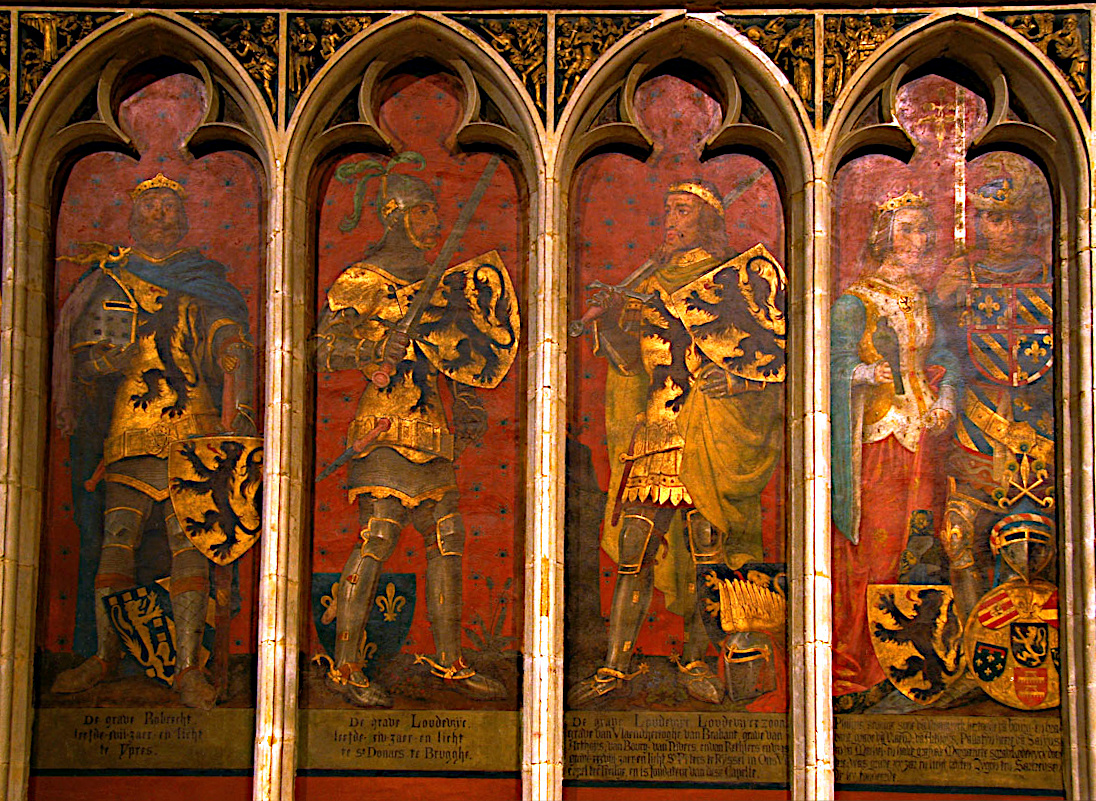
De graven van Vlaanderen in de Gravenkapel te Kortrijk

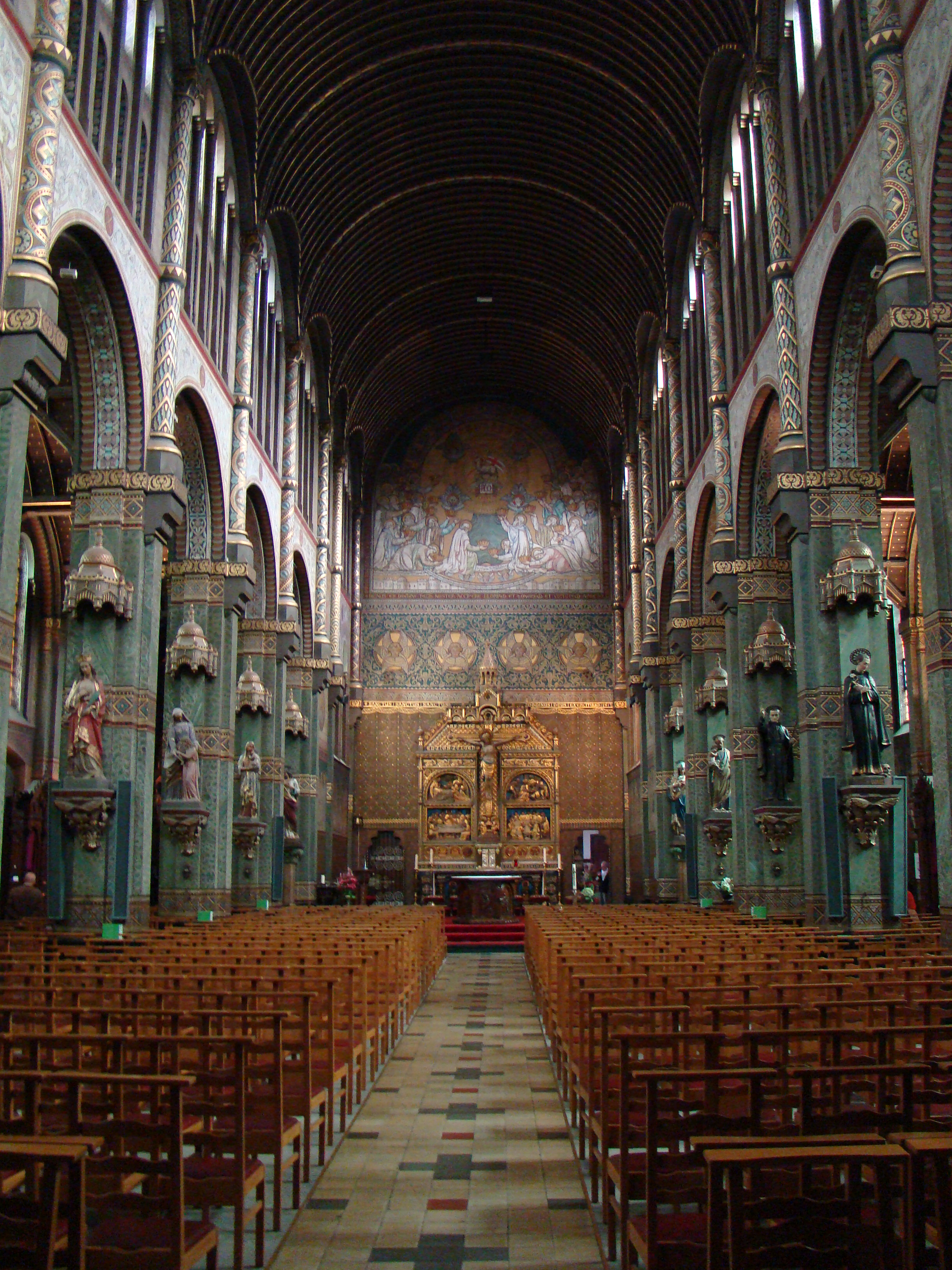
De binnenkant van de Sint-Antoniuskerk

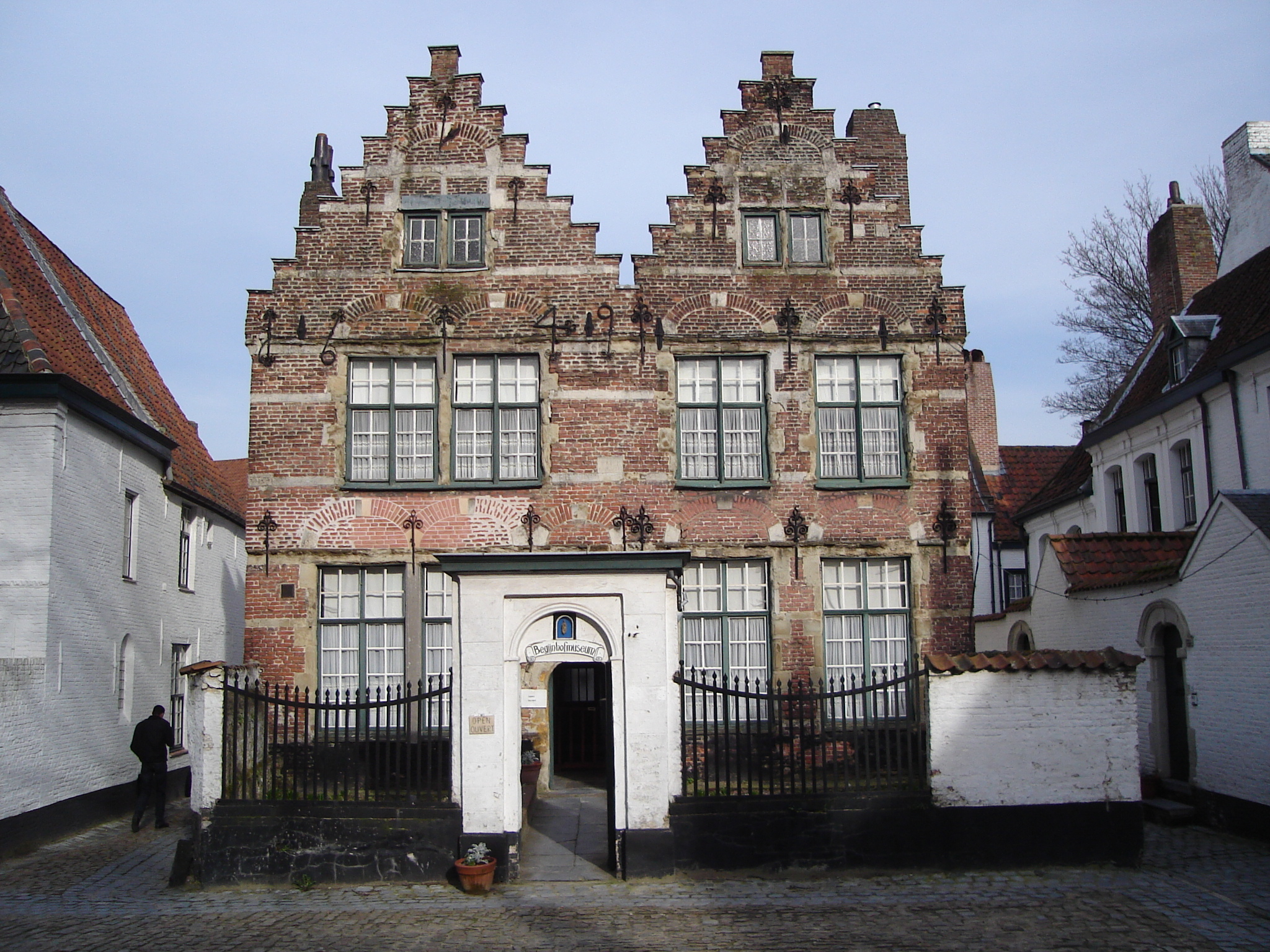
Trapgevels in de historische binnenstad.

Kortrijk is een historische stad met een rijk cultureel erfgoed. Ondanks de vele verwoestingen doorheen talrijke oorlogen is het historisch centrum vrij goed geconserveerd. Vandaag telt Kortrijk heel wat beschermde monumenten en gebouwen, waarvan er twee, met name het belfort en het begijnhof, zelfs de titel van Unesco Werelderfgoed dragen. Daarnaast telt het Kortrijkse straatbeeld heel wat waardevolle gevels. Tot het Kortrijkse erfgoed behoren ook molens, standbeelden en natuurlijke landschappen.
Naast het historische erfgoed zijn er in Kortrijk de laatste jaren heel wat opmerkelijke realisaties verwezenlijkt op het vlak van hedendaagse architectuur en publieke ruimte. De Verlaagde Leieboorden aan de Verzets- en Broelkaai wonnen in 2019 de jury- én publieksprijs voor beste publieke ruimte in Vlaanderen. Voorts zijn in de stad ook diverse musea te bezoeken, onder meer Kortrijk 1302, Texture en het vernieuwde Bezoekerscentrum in het Begijnhof.
Kortrijk is gelegen in de Leiestreek, een van de Vlaamse toeristische regio's. Elke zomer worden boottochten op de Leie georganiseerd en ook de parken en de vernieuwde wandel- en fietspromenades langsheen de Leieboorden bieden heel wat recreanten aangename verpozingsmogelijkheden. De geschiedenis, de horecagelegenheden, de musea, maar ook de verkeersvrije winkelstraten en winkelcentra lokken heel wat mensen naar deze stad.
Het autoverkeer wordt zo veel mogelijk uit het centrum van de stad geweerd. De snelheidsbeperkingen (30 km per uur), een ambitieus verkeersgeleidingsplan, veel eenrichtingsverkeer (twee richtingen voor fietsers) en randparkings met directe pendelverbinding naar de binnenstad moeten van Kortrijk een aangename wandel- en winkelstad maken.

### Erfgoed

#### Civiel
- Het gotische stadhuis.
- Het belfort, gelegen aan de Grote Markt.
- De twee bijna identieke Broeltorens langs de oude leie. Deze vestingtorens zijn middeleeuwse bouwwerken. De meest zuidelijke toren is de Speyetoren en werd in de 13e eeuw gebouwd. De andere, de Ingelburgtoren, dateert van de 15e eeuw. Tussen de twee torens is een brug met in het midden het beeld van de heilige Johannes Nepomucenus, patroonheilige van de drenkelingen. Beide torens worden met elkaar verbonden door middel van de Broelbrug, een stenen brug die drie bogen telt.
- De Artillerietoren.
- De Berg van Barmhartigheid.
- De Kortrijkse Stadswaag.
- Het Onze-Lieve-Vrouwehospitaal, gesticht rond 1200-1204. Oorspronkelijk werden de zieken verzorgd door zusters en broeders van de cisterciënzerorde, maar later richtten ze zich naar de regel van Sint-Augustinus. Nu maakt het hospitaal deel uit van het AZ Groeninge.
- Het Baggaertshof, met 13 huisjes en een kapelletje, gelegen rondom een medicinale kruidentuin. Dit geheel van middeleeuwse huisjes wordt vaak het tweede Kortrijkse begijnhof genoemd.
- Op de Groeningekouter (pal in het centrum van de hedendaagse stad) bevinden zich de Groeningepoort en het Groeningemonument, opgericht naar aanleiding van de 600e verjaardag van de Guldensporenslag.
- De Broelkaai, met diverse patriciërswoningen en het Broelmuseum.
- middeleeuwse kelder. Deze kelder werd ontdekt in 1955 en bevindt zich op de hoek van de Grote Markt. De middeleeuwse kelder is een restant van verschillende stenen huizen die op die plaats gestaan hebben. De kelder werd in 1983 beschermd.
- Den Roeland of Patria.
- Het Griffiershuis uit 1771.
- De patriciërswoning Huis Ghellinck uit 1698 in Lodewijk XIV-stijl.
- Het Schouwburgplein, met de Stadsschouwburg en tal van historische gevels in Vlaamse renaissancestijl.
- Het historische gerechtshof en het nieuwe justitiegebouw, beiden gelegen in de Gerechtshofwijk.
- Het Casino uit 1844.
- Diverse art-nouveau- en art-decowoningen in de Sint-Janswijk.
- Oud Gerechtshof Kortrijk.

#### Religieus
- Het Sint-Elisabethbegijnhof, een gaaf bewaarde middeleeuwse stadswijk. Het begijnhof werd gesticht in 1238 door Johanna van Constantinopel. Het werd meerdere malen verwoest (in 1302, 1382 en in 1684), en in de 17e eeuw herbouwd. De huisjes zijn dan ook opgetrokken in barokke stijl. De oorspronkelijke gotische kapel werd gebouwd in 1464, maar werd in de 18e eeuw ook herbouwd in barokke stijl. In het huis van de Grootjuffrouw bevond zich het Begijnhofmuseum. Dit bevindt zich sedert september 2016 aan de grote ingangspoort.
- De Sint-Maartenskerk, een gotische kerk die dateert van rond 1300, maar deels werd herbouwd na een grote brand in 1382. Een tweede brand in 1862 leidde tot de herstelling van de toren.
- De Onze-Lieve-Vrouwekerk, met Kruisoprichting van Antoon Van Dyck. Deze kerk is een van de oudste gebouwen in Kortrijk. Ze werd oorspronkelijk gebouwd binnen de muren van het eerste grafelijke kasteel te Kortrijk, waarvan nog steeds restanten te zien zijn naast de kerk. In de kerk is sinds 11 juli 2022 het Belevingscentrum Kortrijk 1302 gevestigd (ter vervanging van het vroegere museum Kortrijk 1302 in de Groeningeabdij[14][15]).
- De Gravenkapel, die zich naast de Onze-Lieve-Vrouwekerk bevindt, werd gebouwd naar het voorbeeld van de Sainte Chapelle te Parijs als mausoleum voor graaf van Vlaanderen Lodewijk van Male.
- De Sint-Michielskerk, een jezuïetenkerk die zich bevindt aan het Sint-Michielspleintje nabij de Grote Markt.
- De Sint-Janskerk.
- De Groeningeabdij.
- De Sint-Niklaaskapel.
- De Sint-Elooiskerk in de wijk Overleie.
- De Sint-Rochuskerk in de Doorniksewijk.
- De Sint-Elisabethkerk in de wijk Sint-Elisabeth.
- De Sint-Antoniuskerk of Toontjes kerk van de passionisten met bedevaartplaats voor broeder Isidoor nabij de Veemarkt.
- De Damiaankerk aan de Aalbeeksesteenweg.
- De Verrijzeniskerk aan de Burgemeester Pyckestraat.

Daarnaast zijn er ook nog tal van kapellen en kerken in de verschillende stadswijken en deelgemeenten.

### Musea
- Belevingscentrum Kortrijk 1302 in de Onze-Lieve-Vrouwekerk.[14] Dit vervangt het vroegere Kortrijk 1302.
- Museum voor Schone Kunsten of het Broelmuseum voor Oudheidkunde en Sierkunst. Dit museum is ondergebracht in een 18e-eeuws herenhuis. Het bevat werken van Kortrijkse kunstenaars (onder anderen Roelant Savery) en een unieke verzameling internationale keramiek. Het museum sloot eind 2014 de deuren.
- Voorheen: het Nationaal Vlasmuseum en het Kant- en Linnenmuseum. In 2014 werden onderdelen van de collectie overgebracht naar een nieuw museum met de naam Texture.
- Groeningeabdij met  historisch museum. Dit museum vertelt de geschiedenis van Kortrijk tot aan de valavond van de eerste Wereldoorlog. Momenteel geen permanente opstelling.
- Begijnhofmuseum
- Vlaams Filmmuseum en -archief / Huis van Beeld & geluid
- Abby Kortrijk in de voormalige Groeningeabdij

### Moderne architectuur
Kortrijk heeft naast zijn historisch patrimonium ook heel wat te bieden op het vlak van 20e- en 21e-eeuwse architectuur en stedenbouw. De Kortrijkse Kunstwerkstede Gebroeders De Coene was in de 20e eeuw een toonaangevend designbedrijf. De Kunstwerkstede scheerde nationaal en internationaal hoge toppen als producent van art-decomeubelen en verwierf onder meer de licenties voor de vervaardiging van de befaamde Knoll-meubelen.

#### Eerste helft 20e eeuw
- Art-nouveau-woningen in de Sint-Janswijk en de Doorniksewijk
- Prinses Marie-Joséplein, een typerend plein uit het Interbellum met homogene art-deco-bebouwing
- Het Vlaams Huis, architect Richard Acke
- De Gouden Lanteern, architect Richard Acke (oorspronkelijk een bioscoop, later kunstencentrum Limelight en vervolgens muziekclub De Kreun)
- 't Nest, architect Richard Acke, een voorbeeld van nieuwe zakelijkheid

#### Tweede helft 20e eeuw en begin 21e eeuw

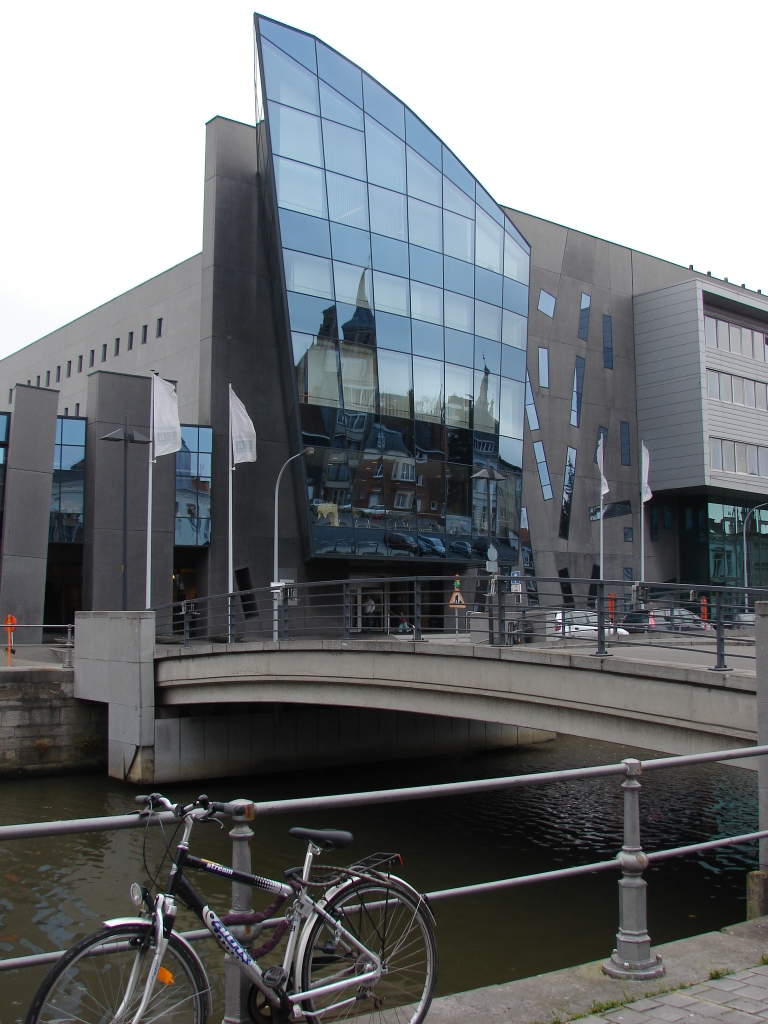
De nieuwe vleugel van het hospitaal

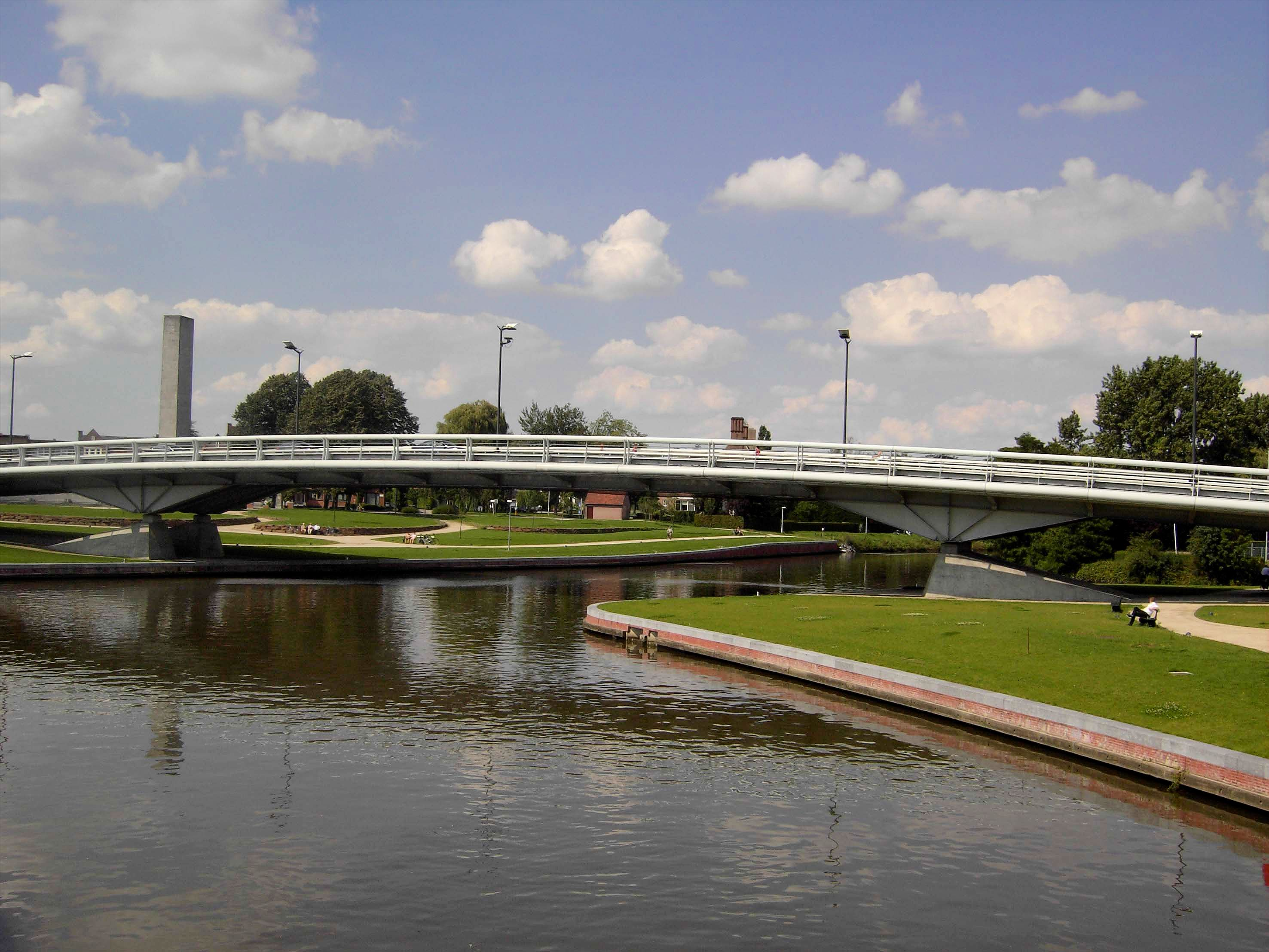
De nieuwe Groeningebrug

Sinds de jaren negentig kwamen er vele nieuwe projecten op gang op het gebied van architectuur en urbanisme. Naast de ontwikkeling van Hoog Kortrijk, werden ook de Kortrijkse binnenstad en de winkelstraten grondig gerenoveerd en gingen diverse stadsvernieuwingsprojecten van start. Een van de belangrijkste ingrepen zijn de Leiewerken, waarbij de Leie wordt verbreed en verlegd, er 7 nieuwe bruggen worden gebouwd en de Leieoevers tot wandel- en fietsboulevards worden heraangelegd.
- Postgebouw op de Graanmarkt uit 1960, architect Gaston De Leye
- Stationsgebouw, 1956
- Collegetoren langsheen de Diksmuidekaai
- Nieuwe vleugel hospitaal aan de Reepkaai, Luyten en Lens
- Heraanleg Grote Markt en Nieuwe Begraafplaats aan de Ambassadeur Baertlaan, Bernardo Secchi
- Heraanleg verkeersvrije winkelstraten, Jordi Farrando en Philippe Cnockaert
- Leieboorden-project aan het Guido Gezellepad, bOb Van Reeth
- Pradopark, sociale huisvesting, Henk Desmet en Paul Vermeulen
- Bankfiliaal in de Wijngaardstraat en nieuw winkel- en wooncentrum K in Kortrijk, Robbrecht en Daem Architecten
- Tacktoren op het Buda-eiland, Stéphane Beel en Lieven Achtergael
- Justitiegebouw in de Beheerstraat, Stéphane Beel en Alain Bossuyt
- Twee campussen van de universiteit KULAK aan de Etienne Sabbelaan, Stéphane Beel
- Kunstwerk ‘De Golf’ op het Schouwburgplein, Olivier Strebelle
- Nieuw administratief centrum, noAarchitecten
- SumProject / Leiedal, Dirk Vandekerckhove Landschapsarchitecten: Groeningebrug en heraanleg Koning Albertpark
- Skate Bowl, nabij de nieuwe Groeningebrug de grootste skatebowl in Europa
- Heraanleg Diksmuidekaai en Fabriekskaai in het kader van de Leiewerken, Jordi Farrando
- Nieuwe radiostudio's Radio 2, Cepezed architectenbureau
- Vlaams Kunststofcentrum, Innovatie- en incubatiecentrum, Architectenbureau Turbozen
- AWG Architecten i.s.m. Snoeck & Partners: sportcampus 'Lange Munte'
- Collegeburg, Laurent Ney
- Noordbrug, een tuikabelbrug, Greisch
- Nieuwe Collegetoren of K Toren, Samyn & Partners
- Sint-Janstoren, Robbrecht & Daem Architecten
- Crematorium 'Uitzicht' op Hoog Kortrijk, Eduardo Souto de Moura

### Andere bezienswaardigheden
- Internationale Rozentuin
- De fontein De Golf op het Schouwburgplein. Het is een werk van Olivier Strebelle, het is 7 m hoog op 12 m lang en bestaat uit 11 gebogen buizen waaruit het water spuit.
- Natuurgebied De Kleiputten (op 't Hoge). De kleiputten dateren van 1923, de klei werd gebruikt voor de fabricatie van bakstenen. De stad kocht dit gebied in 1989 zodat het gebied beschermd kon worden. Het bestaat uit een reservaat van 2 ha en een park van 4 ha.
- Vannestes molen, te Marke
- Preetjes molen, te Heule
- Hoogmolen, te Aalbeke
- De stadsbibliotheek beschikt over een uitgebreide verzameling van meer dan 10.000 Esperantoboeken en -tijdschriften geschonken door Cesar Vanbiervliet (1905-1992).

## Cultuur en recreatie

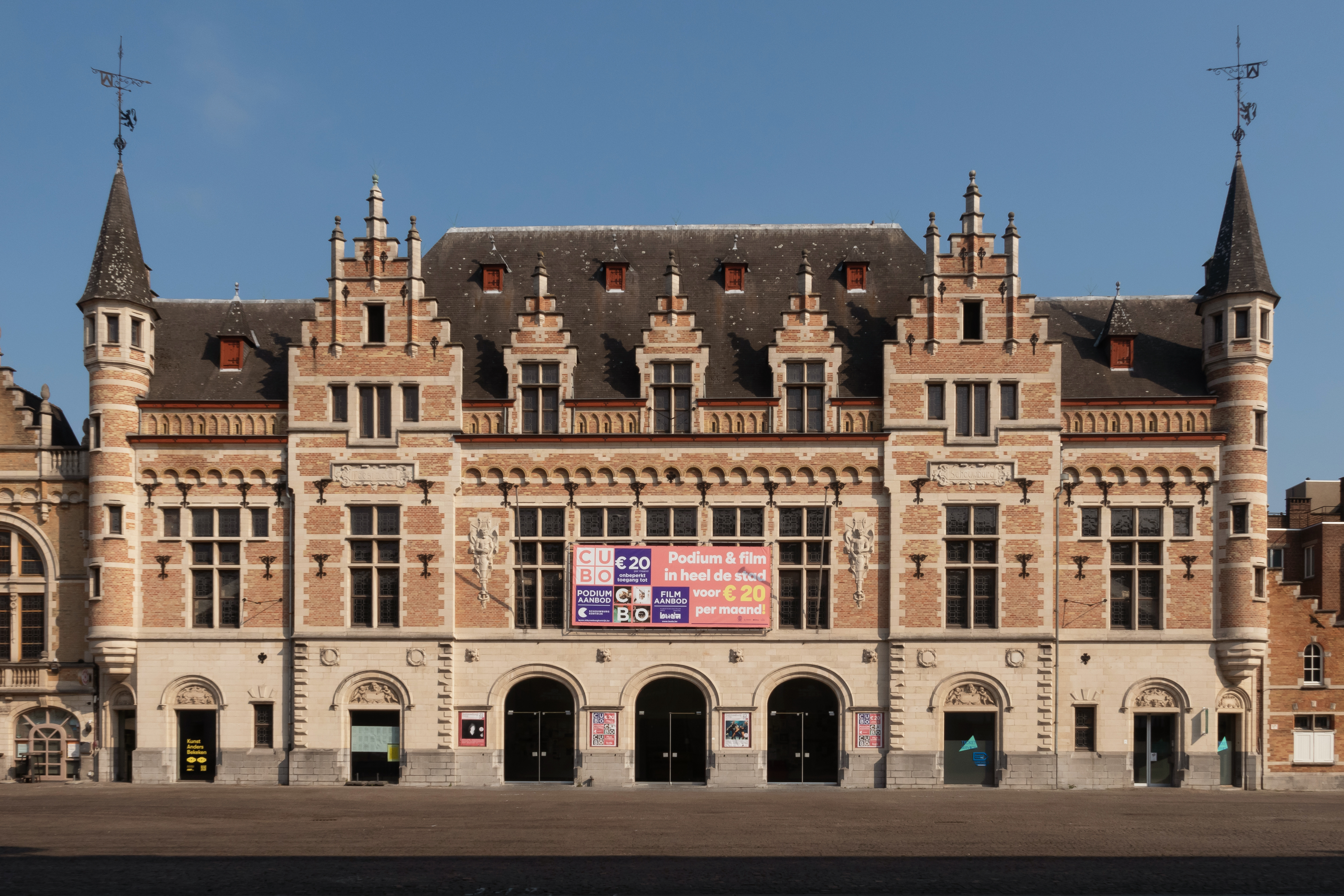
De Kortrijkse Stadsschouwburg

### Theaters en concertzalen
Kortrijk heeft verschillende culturele centra:
- Cultuurcentrum Kortrijk
  - Kortrijkse stadsschouwburg
  - Muziekcentrum Track*
- Theater Antigone
- Buda Kunstencentrum
  - Budascoop
  - BK6
- Wilde Westen
  - Concertzaal De Kreun
  - DAK
- Evenementenhal Depart

Tevens heeft elke deelgemeente van Kortrijk een eigen ontmoetingscentrum.

### Bioscopen
Vroeger lagen er in de binnenstad en daarbuiten tal van bioscopen, zoals de cinema Royal op de Grote Markt, de Gouden Lanteern in de Persijnstraat en de cinema Capitole op het stationsplein. Hierna volgden er nog vele andere. Bekende cinema’s in Kortrijk waren onder meer cinema Ons Huis en danszaal Scala. Door de komst van de televisie en later de grote bioscoopcomplexen, moesten ook in Kortrijk vele kleine cinema's noodgedwongen de deuren sluiten.
In het Kortrijkse staat bovendien de wieg van de grote moderne bioscoopcomplexen van de bioscoopgroep Kinepolis. De eerste buurtbioscoop van deze groep opende in de jaren 60 in het naburige Harelbeke, maar het eerste complex met meerdere zalen (vijf) opende onder de naam Pentascoop op het Kortrijkse Buda-eiland. Hierrond ontstond een gezellige uitgangsbuurt (het zogenaamde 'Mirakelstraatje'). Na een grondige vernieuwing van het complex heropende deze bioscoop, onafhankelijk van Kinepolis, als deel van het Kortrijkse Buda Kunstencentrum de deuren in 2006 onder de naam Budascoop.
Nu bevindt zich in de binnenstad nog de Budascoop, terwijl er op Hoog-Kortrijk een groot bioscoopcomplex van Kinepolis gevestigd is. De Budascoop is een bioscoop die vooral bekendstaat om zijn meer alternatieve programmatie, met aandacht voor niet-commerciële (lowbudget)films en cultfilms. In de vestiging van bioscoopketen Kinepolis aan de President Kennedylaan komen alle nieuwe, en soms ook klassieke, kaskrakers aan bod.

### Evenementen

#### Festivals
Er worden jaarlijks verschillende festivals georganiseerd:
| Festivals in Kortrijk         | Festivals in Kortrijk                           | Festivals in Kortrijk      | Festivals in Kortrijk                                                    | Festivals in Kortrijk |
| Tijdstip                      | Naam                                            | Soort festival             | Locatie                                                                  | Uitleg |
| ----------------------------- | ----------------------------------------------- | -------------------------- | ------------------------------------------------------------------------ | --- |
| voorjaar (februari-maart)     | Fresh                                           | Kunstenfestival            | Buda Kunstencentrum                                                      | Een kunstenfestival met nieuwe producties van het Buda Kunstencentrum. |
| voorjaar (april-mei)          | Festival van Vlaanderen, het Happy New Festival | Muziekfestival             | Diverse locaties in de binnenstad.                                       | Muziekfestival met zowel klassieke als moderne muziek op diverse locaties doorheen de binnenstad dat plaatsvindt in de maanden april-mei. |
| voorjaar                      | Novarock                                        | Muziekfestival             | Kortrijk Xpo                                                             | Novarock was een muziekfestival dat tot en met 2012 jaarlijks plaatsvond. Het evenement was een mix van muziek, randanimatie en een heuse Novarockrally. Novarock werd in 2002 opgericht en vond achtereenvolgens -wegens schaalvergroting- op diverse locaties plaats: van het Ontmoetingscentrum te Heule over het Bouwcentrum Pottelberg tot uiteindelijk in het beurzen- en evenementencomplex Kortrijk Xpo. Kenmerkend voor dit festival was dat het het eerste grote festival in zijn soort was tijdens het jaar dat het volledig overdekt was en dat het ook telkens een podium bood aan beloftevol talent uit zowel het Kortrijkse als uit de rest van Vlaanderen (via de Novarockrally). In 2013 werd besloten om geen nieuwe festivaleditie meer te organiseren. |
| 1 mei                         | Mayday Maydayfestival                           | Muziekfestival             | Begijnhofpark                                                            | Dit jaarlijk muziekfestival vindt telkens plaats op 1 mei in het Begijnhofpark en biedt een mix van muziekoptredens en randanimatie naar aanleiding van het Feest van de Arbeid. |
| Pinksteren en pinkstermaandag | Sinksenfeesten                                  | Stadsfestival              | de hele binnenstad                                                       | De Sinksenfeesten zijn zowat de grootste volksfeesten die op Pinksteren en de maandag na Pinksteren de volledige binnenstad omtoveren tot een groot feestgebied. Er vinden op talrijke plaatsen optredens plaats, er is straattheater en traditiegetrouw is er op pinkstermaandag ook telkens een grote rommelmarkt over de volledige binnenstad. |
| juli                          | Parkjazz                                        | Muziekfestival             | Begijnhofpark                                                            | Dit tweejaarlijks openlucht jazzfestival vindt telkens plaats in het Begijnhofpark in het begin van de maand juli. |
| week van 11 juli              | Guldensporenfeesten                             | Stadsfestival              | de hele binnenstad                                                       | Ter herdenking van de Guldensporenslag vinden verspreid over de stad activiteiten plaats zoals muziekoptredens en vuurwerk. |
| juli                          | Kortrijk Congé                                  | Kunsten- en muziekfestival | jaarlijks andere locatie                                                 | Met dit festival wordt het begin van de zomer officieel ingeluid met tal van activiteiten, muziekoptredens en performances. Locaties waren tot dusver het park De Blauwe Poort, het Buda-eiland, het Evolispark, Budabeach en het Koning Albertpark. |
| Zomereditie en Wintereditie   | Humorologie                                     | Cabaretfestival            | OC Marke                                                                 | Dit cabaretfestival is het oudste humor- en cabaretfestival van Vlaanderen. Tijdens de Zomereditie, die 3 dagen duurt, worden een hele reeks bekende en onbekende comedy-acts geprogrammeerd op verschillende podia. Tweejaarlijks is er tijdens de wintereditie het Humorologieconcours, een wedstrijd voor beginnende cabaretiers, comedians, theatermakers... Tijdens de finale worden er een juryprijs, publieksprijs en persoonlijkheidsprijs uitgereikt. |
| augustus                      | Alcatraz Metal Festival                         | Metalfestival              | De Lange Munte                                                           | Oorspronkelijk was het festival een indoor festival en had het zijn stek in de Brielpoort te Deinze. In 2013 verhuisde het festival naar de terreinen van VIVES te Kortrijk en werd het een outdoor festival. Vanaf 2015 werd gekozen voor een terrein aan De Lange Munte als locatie. Het vast thema van het festival is, zoals de naam doet vermoeden, een gevangenis. Zo neemt de productietoren bijv. de vorm aan van een wachttoren. In 2017 vierde het festival zijn 10de editie met een 2de podium, Swamp Stage, en werd er een 3de festivaldag ingelast waardoor Alcatraz zich het 2de grootste metal festival van België mag noemen. Vanaf 2019, werd met La Morgue nog een 3de podium toegevoegd waar vooral Belgische underground bands een podium krijgt. In 2022 kwam daar een 4de podium bij: Helldorado, waar elke festivaldag in het teken stond van een bepaald subgenre. |
| augustus                      | Kamping Kitsch Club                             | Muziekfestival             | De Lange Munte                                                           | "Het marginaalste festival van het land", ook wel de grootste verkleedpartij van het land genoemd, gaat jaarlijks door in De Lange Munte, het weekend na Alcatraz. Beide festivals delen dan ook grotendeels de terreinindeling en enkele tenten om logistieke redenen. |
| weekend eind augustus         | Zomercarnaval                                   | Stadsfestival              | de hele binnenstad                                                       | Tijdens dit zomers feest kleurt de hele binnenstad in felgeel en vinden er tal van optredens plaats met als orgelpunt de grote carnavalsstoet op zondagnamiddag. |
| laatste zondag van augustus   | Vlastreffen                                     | Motortreffen               | eindpunt op de Grote Markt                                               | Het Vlastreffen is uitgegroeid tot een groot motortreffen voor het goede doel elke laatste zondag van augustus. |
| 1e weekend van september      | Golden River City Jazz Festival                 | Jazzfestival               | diverse pleinen en cafés in de binnenstad                                | Een muziekfestival dat jaarlijks samenvalt met de septemberbraderie. |
| 2e weekend van september      | Tinekesfeesten                                  | Verkiezing                 | Heule                                                                    | Een verkiezing waar elk jaar het nieuwe "Tineke van Heule" wordt verkozen, naast de proeven die de Tinekes moeten afleggen zijn er ook allerhande andere activiteiten (avondmarkt, 90's Party, optredens ...) |
| 1e donderdag van oktober      | Student Welcome Concert                         | Muziekfestival             | Schouwburgplein                                                          | Dit studentenfestival vindt jaarlijks plaats op het Schouwburgplein, telkens op de 1e donderdag van oktober. |
| november                      | Kiekenfuif                                      | Muziekfestival             | Depart & JC Tranzit. Diverse stages met kwaliteitsvolle muziek en sfeer. | Een evenement georganiseerd door de studente vereniging Centaura |
| november                      | Next                                            | Kunstenfestival            | Diverse locaties doorheen de Euroregio.                                  | Een kunstenfestival voor het Eurodistrict Kortrijk-Rijsel-Doornik + Valenciennes. |
| november                      | Sonic City                                      | Muziekfestival             | Concertzaal De Kreun, JC Tranzit                                         | Een indoor muziekfestival, telkens gecureerd door een muzikant of band die meteen ook headliner is op 1 van de 2 festivaldagen. |
| november - december           | BudaFest                                        | Kunstenfestival            | Buda Kunstencentrum                                                      | 13-daags Internationaal kunstenfestival met theater, dans, performance, muziek, lezingen, nieuwe media en feesten. |

#### Kermissen
Elk jaar rond Pasen staat in de binnenstad van Kortrijk gedurende 18 dagen de Paasfoor, een van de grootste kermissen in België. De foor telt ruim 100 attracties en strekt zich uit over talrijke pleinen en kaaien. Ze palmt hierbij heel de Grote Markt in alsook het Schouwburgplein, de Dolfijnkaai, de Handelskaai, het Conservatoriumplein, het Stationsplein en het Casinoplein. De Paasfoor start traditiegetrouw telkens op Witte Donderdag en loopt tot en met de tweede zondag na Pasen.
Reeds tien jaar op rij worden tijdens de oudejaarsperiode enkele hallen van Kortrijk Xpo omgebouwd tot een groots overdekt indoorpretpark van 20.000 m². Voor een vaste toegangsprijs kan men hier een volledige dag gebruikmaken van alle attracties.

### Gastronomie en streekspecialiteiten
- Kortrijkse graanjenever St-Pol
- Streekbier Bockor en Omer
- Kortrijkse beschuiten
- Kortrijkse peperbollen
- Chocolade, o.a. Kortrijkse begijntjes
- De befaamde Kalletaart
- Kortrijkse bil (gepekelde kalfsbil)
- Kortrijkse Mantenworst
- Restaurant Table d'Amis, op 19 november 2012 bekroond met een Michelinster

### Uitgaan

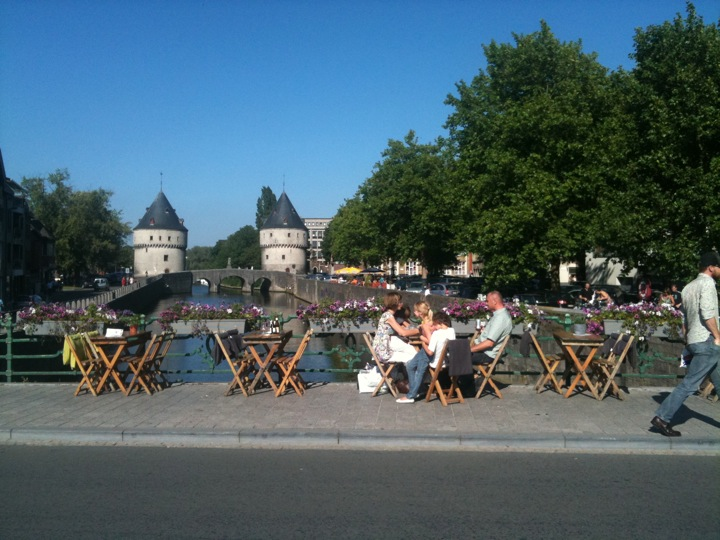
Terrasjes nabij de Broeltorens

In Kortrijk bevinden zich diverse buurten met een grote verscheidenheid aan uitgaansmogelijkheden. Kortrijk telt 13 jeugdhuizen, waarvan vier in Kortrijk zelf en vier in de deelgemeente Heule. Bekende jeugdhuizen zijn Reflex en Limelight.

#### De binnenstad
- Een uitgaanscentrum in Kortrijk is het zogenaamde straatje. Deze verkeersvrije straat, de Burgemeester Reynaertstraat, ligt tussen het Schouwburgplein en het Stationsplein en kent langs weerszijden diverse cafés en eetgelegenheden.
- Op het Buda-eiland is de Kapucijnenstraat ('t Mirakelstraatje) gekend als een uitgangsbuurt. Naast diverse cafés en bistro's bevindt zich hier de Budascoop. Sinds de heropening van de Budascoop (de voormalige Pentascoop) en de heraanleg tot verkeersvrije straat kende deze buurt een heropleving.
- De Vlasmarkt is een verkeersvrij pleintje waar zich diverse jongerencafés bevinden. Dit pleintje is eerder gekend als de alternatieve scène.
- Op de Veemarkt bevinden zich eveneens heel wat volkscafés en bistro's.

#### Hoog Kortrijk
Op Hoog-Kortrijk bevindt zich eveneens een uitgangsbuurt met tal van cafés die eerder gericht zijn naar de universiteits- en hogeschoolstudenten. Bovendien bevindt zich hier ook een Kinepolis-vestiging. Ook in Kortrijk Xpo vinden grote fuiven plaats.

#### De Pottelberg
In het bouwcentrum op de Pottelberg, op de site en in de aangepaste en uitgebreide gebouwen van de voormalige pannenfabriek, is er tegenwoordig een commercieel centrum gevestigd waar verschillende kmo's hun zetel hebben.

### Parken en bossen
Parken
- Begijnhofpark

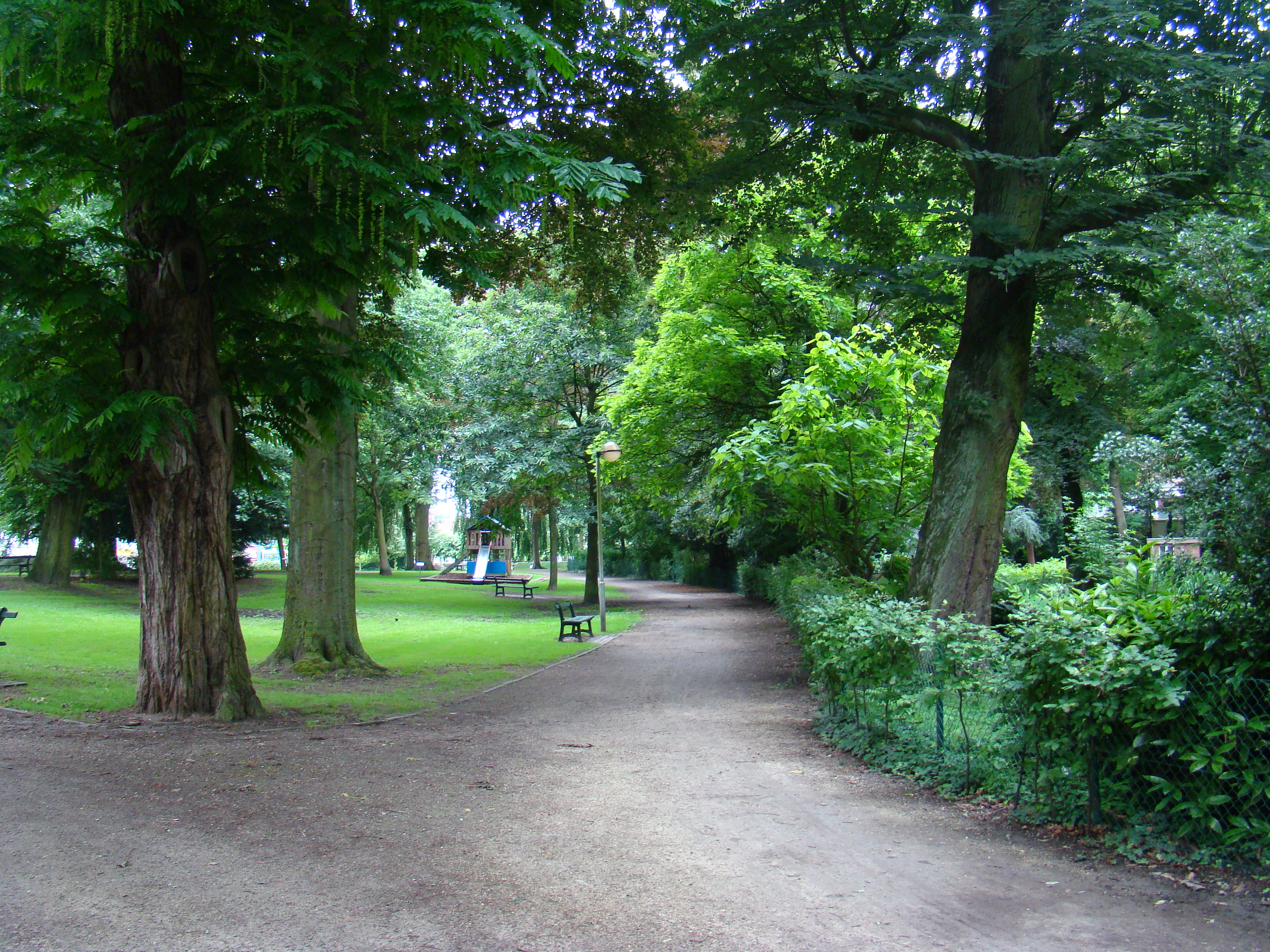
Het Koningin Astridpark

- Groeningepark op de historische Groeningekouter, hier bevinden zich de Groeningepoort en het Groeningemonument
- Koning Albertpark met het Leiemonument voor de gesneuvelden tijdens de Leieslag
- Gebroeders van Raemdonckpark of 'stadsgroen Drie hofsteden'
- Koningin Astridpark in de wijk Overleie
- Stadsgroen 't Plein
- Park de Blauwe Poort
- Magdalenapark
- Internationale Rozentuin
- Stadsgroen Messeyne
- Kasteelpark Blommeghem
- Kasteelpark 't Hooghe
- Nolfpark
- Stadsgroen Venning met de vlindertuin

Bossen en natuurgebieden
- Kennedybos
- Stadsgroen Marionetten, voorheen Groen Lint Zuid genoemd
- Neerbeekvallei en Leievallei 't Schrijverke

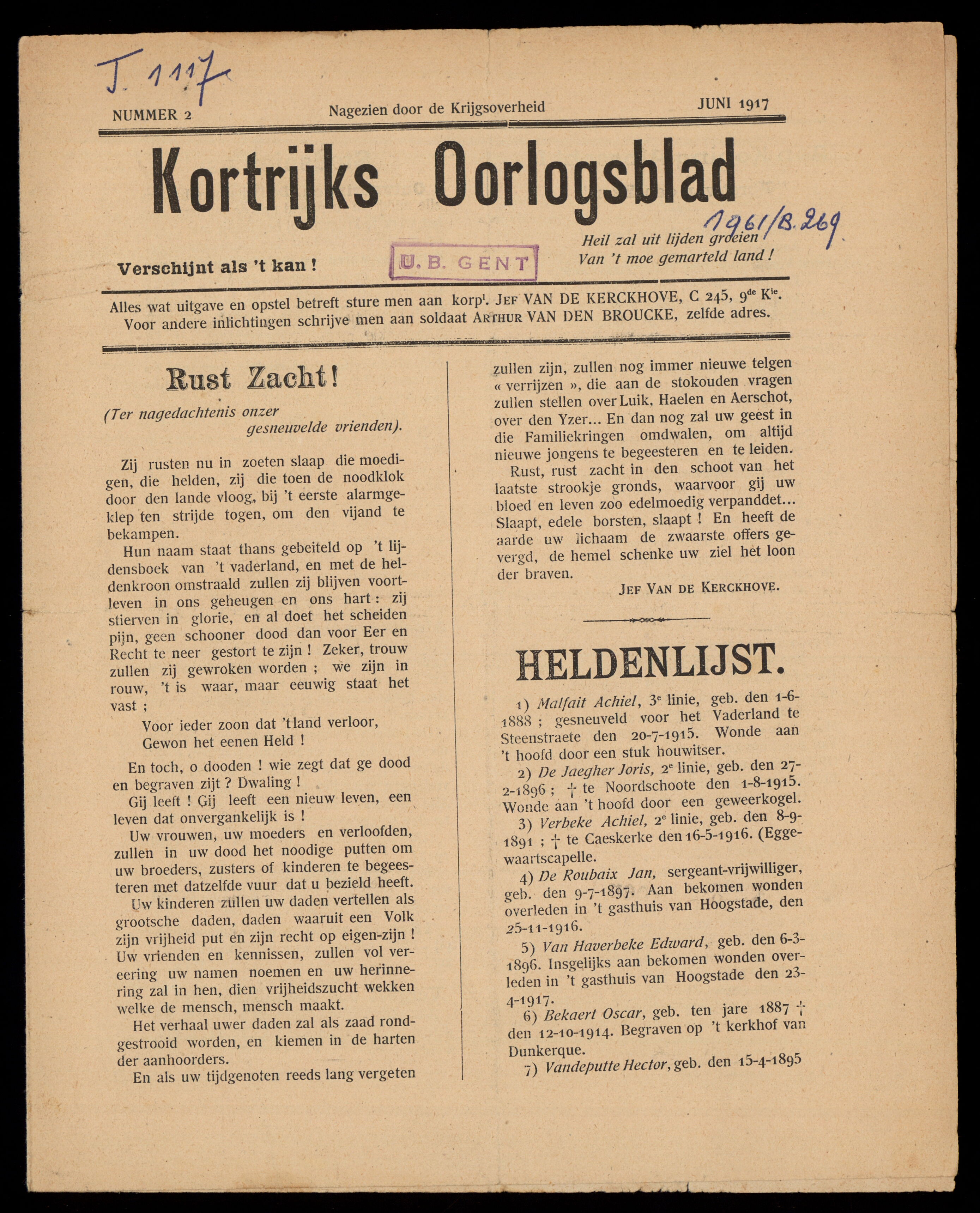
Fragment uit het Kortrijks Oorlogsblad uit 1917. Bewaard in de Universiteitsbibliotheek Gent.

- Fragment uit het Kortrijks Oorlogsblad uit 1917. Bewaard in de Universiteitsbibliotheek Gent.[17]Bellegembos en Argendaalbos
- Heulebeekvallei en Heulebos
- de Kleiputten
- Kooigembos

### Media
- Kranten:
  - Het Kortrijks Handelsblad
  - Daarnaast zijn er nog Vlaamse dagbladen, zoals Het Nieuwsblad, De Standaard of Het Laatste Nieuws, met een regionaal katern voor Kortrijk.
  - Kortrijk had vroeger zijn eigen oorlogsblad, namelijk het Kortrijks Oorlogblad.
- Lokale televisie:
  - WTV met daarop de stadstelevisie Trefpunt Kortrijk
- Lokale radio's:
  - Vroeger: EXQI FM Kortrijk/Harelbeke, Radio Intercity, Radio Contact Kortrijk, Mega fm, Topradio Gemini
  - Radio 2 West-Vlaanderen zendt uit vanuit de studio's op het Conservatoriumplein in de binnenstad.

## Verkeer en vervoer
Kortrijk ligt zowel langs het water als via de weg en via het spoor op belangrijke verkeersassen. Opvallend is de bundeling in oost-westrichting van de belangrijkste assen terwijl de stad zelf zich vooral in noord-zuidrichting heeft ontwikkeld.

### Binnenvaart

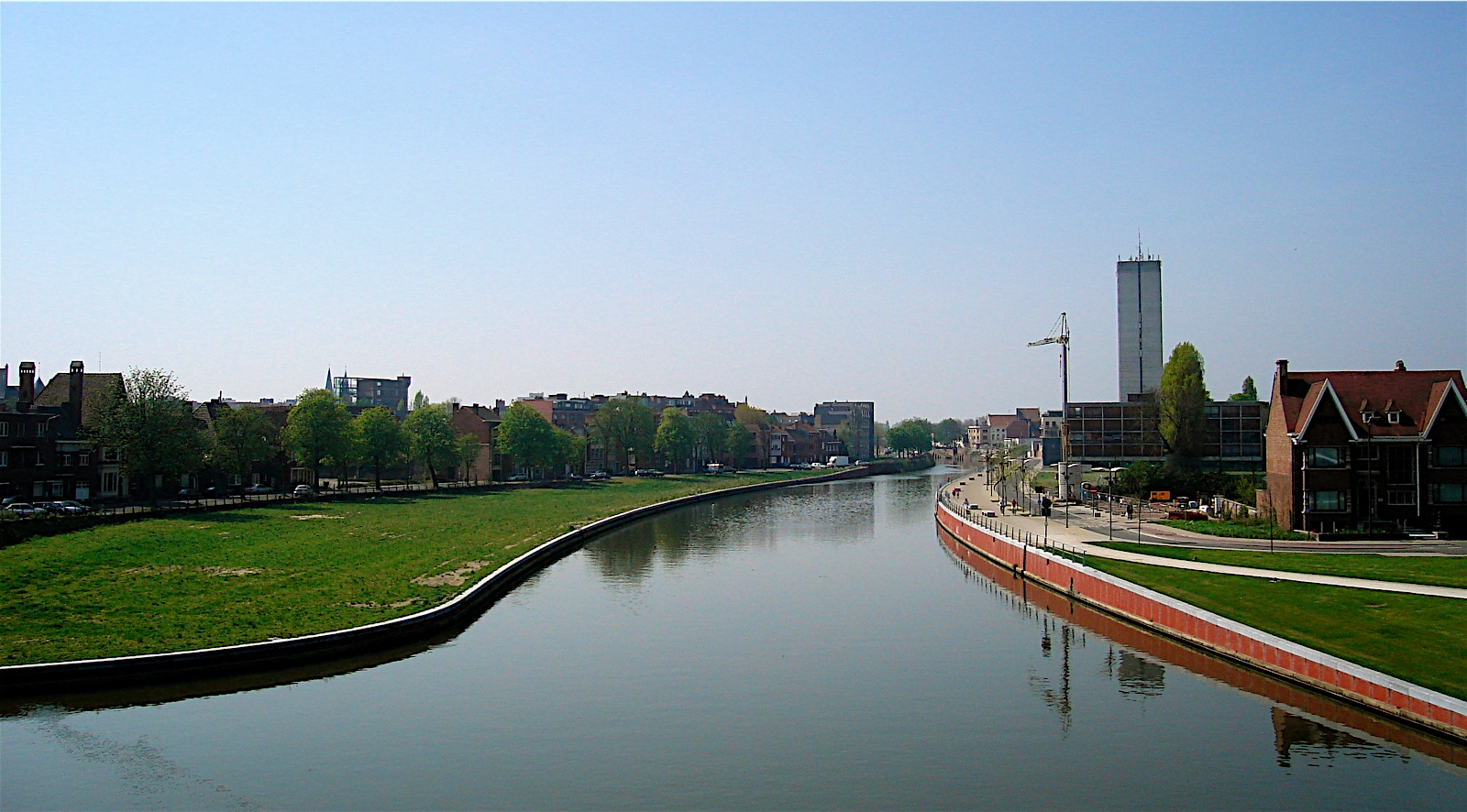
Leie te Kortrijk, met nieuwe kaaimuren

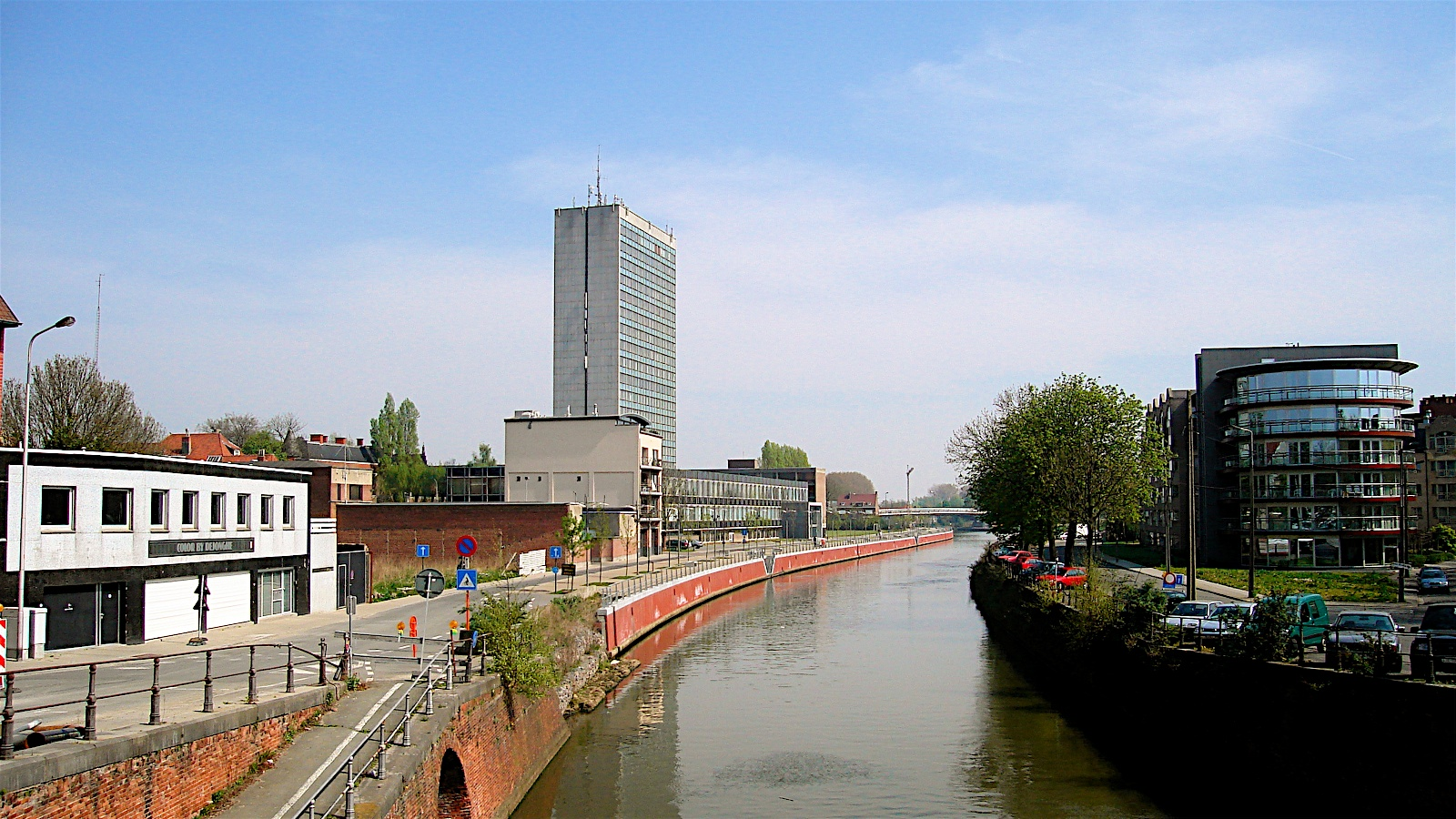
Leie in Kortrijk, 2007

De rivier Leie vormt een belangrijke as voor de binnenscheepvaart. Het Kanaal Bossuit-Kortrijk zorgt ter hoogte van de stad voor een verbinding met de Schelde.
Sedert het einde van de jaren zeventig van de 20e eeuw is er sprake van de uitdieping en de verbreding van de nieuwe Leie, de zogenaamde Leiewerken. Dit grootse stedenbouwkundige project moet de rivier bevaarbaar maken voor schepen tot 4400 ton en maar ook de oevers verfraaien en aantrekkelijke wijken aan het water creëren. De werken zijn begonnen in 1997 en hebben al veel vertragingen opgelopen, onder andere door saneringen. Momenteel zijn er vertragingen bij de bouw van nieuwe Budabrug, waardoor de exacte einddatum van de werken nog niet vastligt. Het project is een van de meest drastische veranderingen van de Kortrijkse binnenstad in het voorbije decennium. De stad krijgt er langsheen dit traject zeven nieuwe bruggen bij die minstens zeven meter boven het wateroppervlak moeten komen zodat grote containerschepen eronderdoor kunnen varen. Zes van deze bruggen zijn intussen al gebouwd (Dambrug, Groeningebrug, Ronde van Vlaanderenbrug, Collegebrug (eind 2008 opgeleverd), de nieuwe Gerechtshofbrug, ook wel de Noordbrug (eind 2010 opgeleverd) en de Budabrug (begin 2015 opgeleverd). De Reepbrug is momenteel in aanbestedingsfase. De kaaien langsheen de verbrede rivier worden opnieuw aangelegd, met bomen en een breed voetgangers- en fietspad. Daarnaast komen er drie nieuwe parken, waaronder 'Budabeach' aan de westelijke tip van het Buda-eiland.
Ook de oevers van de niet bevaarbare oude Leie worden aangepakt. Aan de Broeltorens worden de oevers verlaagd, zodat contact met het water terug mogelijk is, naar model van de Graslei in Gent.

### Wegen en snelwegen

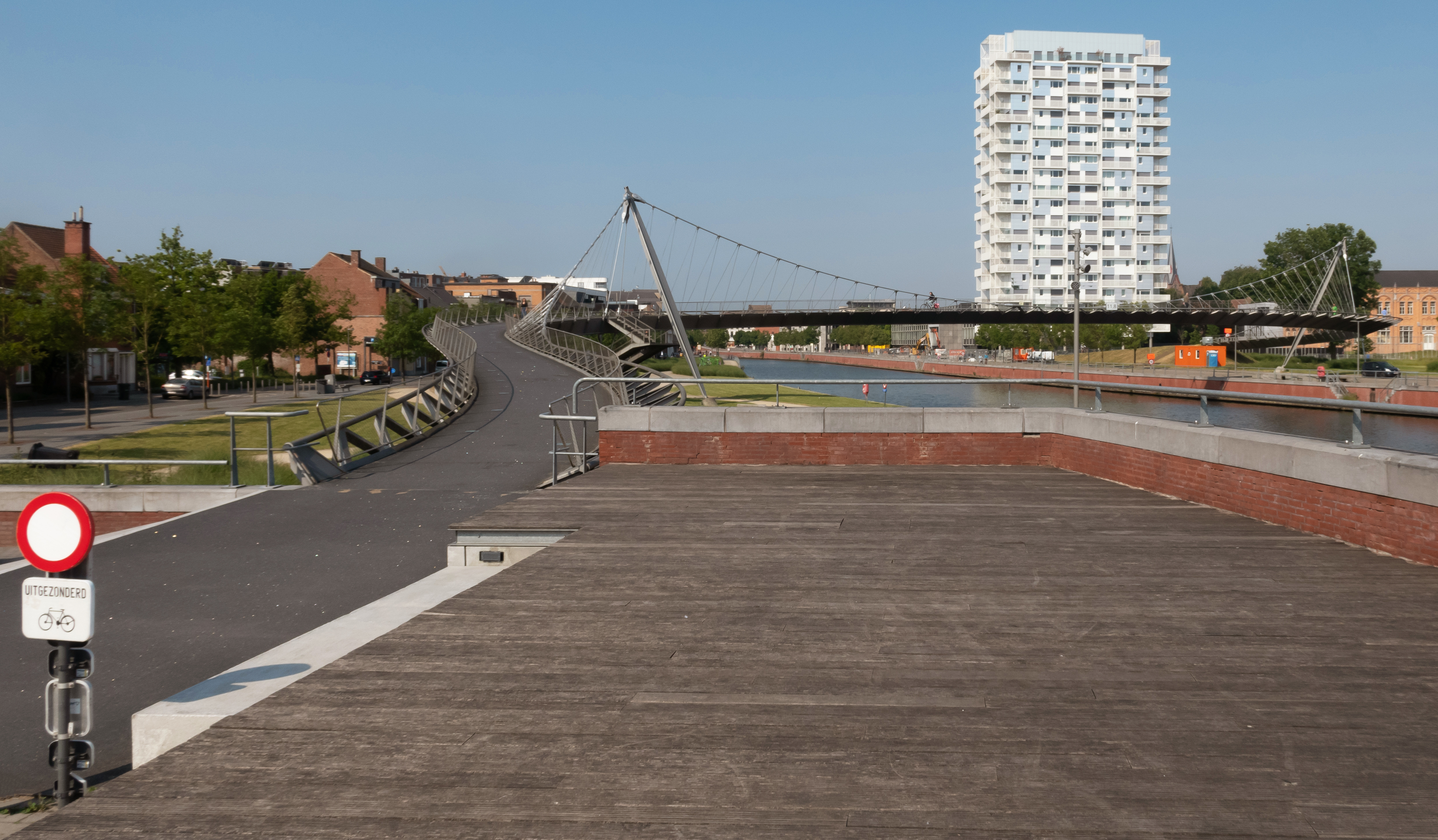
De Collegebrug over Leie voor fietsers en voetgangers

Omdat Kortrijk op een knooppunt van enkele autosnelwegen en belangrijke gewestwegen ligt, is de stad goed bereikbaar vanuit diverse steden uit zowel Vlaanderen als Wallonië, maar ook Noord-Frankrijk.
De grote ring rond Kortrijk, de R8, vormt de centrale draaischijf die de stad verbindt met de autosnelwegen en tegelijk de binnenstad ontlast van doorgaand verkeer. De ring is in het zuiden niet volledig gesloten, hoewel de bedding reeds voorzien is, en sluit er een stuk aan op de E17, wat ervoor zorgt dat dit gedeelte van de snelweg iets drukker is, omdat het zowel voor doorgaand als lokaal verkeer gebruikt wordt. Opmerkelijk is een grote eivormige verkeerswisselaar, het Ei van Kortrijk, die de E17, de R8 en enkele andere gewestwegen verbindt.
De kleine ring, die rond het centrum van de stad loopt, is de R36. Rond de stad en tussen beide ringwegen ligt een radiaal systeem van invalswegen.

#### Overzicht belangrijkste toegangswegen
In en rond Kortrijk liggen volgende belangrijke nationale en internationale wegen:
- : richting Gent / Antwerpen en Rijsel (Lille) / Parijs (Paris)
- : richting Brugge / Roeselare en Doornik (Tournai)
- : richting Ieper
- : richting Menen / Ieper / Veurne
- : richting Oudenaarde / Brussel
- : richting Harelbeke / Deinze / Gent
- : richting Moeskroen
- : richting Brugge
- : richting Doornik (Tournai) / Bergen (Mons)

#### Binnenstad
Een groot deel van de Kortrijkse binnenstad is autovrij. De eerste autovrije straten waren de Korte Steenstraat en de Lange Steenstraat. Later zou het autovrij gedeelte nog sterk uitgebreid worden. Tegelijkertijd is er sinds 2015, en nadien sterk uitgebreid, een systeem van fietsstraten. Hierbij hebben fietsers voorrang op alle autoverkeer en mogen auto's ook de fietsers niet inhalen. Sinds de oprichting van het Stedelijk Parkeerbedrijf Kortrijk (Parko) wordt het stadsverkeer bovendien ook via een parkeerroute naar boven- en ondergrondse parkeergarages geleid. Om het grotendeels verkeersvrije centrum vlotter toegankelijk te maken, werd begin 2010 een nieuw parkeergeleidingssysteem met digitale infoborden geïnstalleerd langs de belangrijkste invalswegen. Dit moet de bestuurders in staat stellen om vanaf de rand van de stad vlot een van de verschillende boven- of ondergrondse parkeergarages te bereiken. Het systeem is bovendien ook in staat files te detecteren en via de informatie op de digitale borden de autobestuurders een alternatieve route aan te reiken.

### Spoorwegen

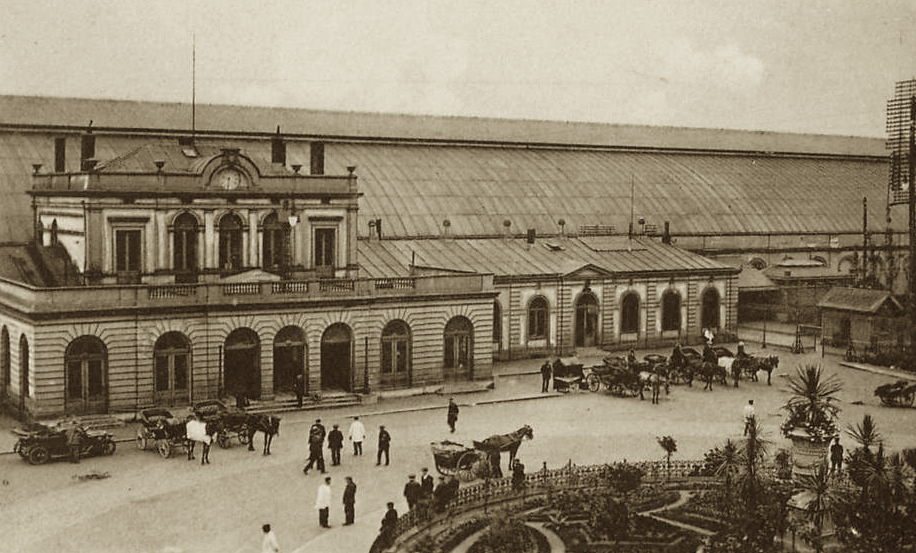
Het station van Kortrijk rond het einde van de 19e eeuw.

Het station Kortrijk ligt in het centrum van de stad. Er zijn treinverbindingen met belangrijke Belgische steden en de Franse stad Rijsel. Het station is na dat van Brugge het belangrijkste NMBS-treinstation in West-Vlaanderen en staat met ongeveer 10.100 reizigers op een weekdag op de 14e plaats in België. In 2007 en 2008 werd een tweede stationshal gebouwd aan de achterzijde van het station en werd de westelijke voetgangerstunnel gerenoveerd. Dit gebeurde in het kader van het grensoverschrijdende hst-project 'Connect', deels gesubsidieerd door de EU. De onmiddellijke omgeving van het station werd hierbij eveneens opgeknapt.
Meer westwaarts bevindt zich het rangeerstation Kortrijk-Vorming, vroeger de "Congostatie" genoemd. De stations Kortrijk-West en Kortrijk-Weide werden in de tweede helft van de 20e eeuw gesloten. Ook heeft de Kortrijkse deelgemeente Bissegem een station. Station Bissegem bevindt zich langsheen de spoorlijn 69.
Dit zijn de huidige en voormalige (cursief) treinstations in de stad Kortrijk:
| - Station Aalbeke - Station Bissegem - Station Heule - Station Heule-Leiaarde - Station Kortrijk - Station Kortrijk-Luipaardbrug | - Station Kortrijk-West - Station Kortrijk-Vorming - Station Kortrijk-Weide - Station Marke - Station Sint-Katerine |

### Openbaar stadsvervoer

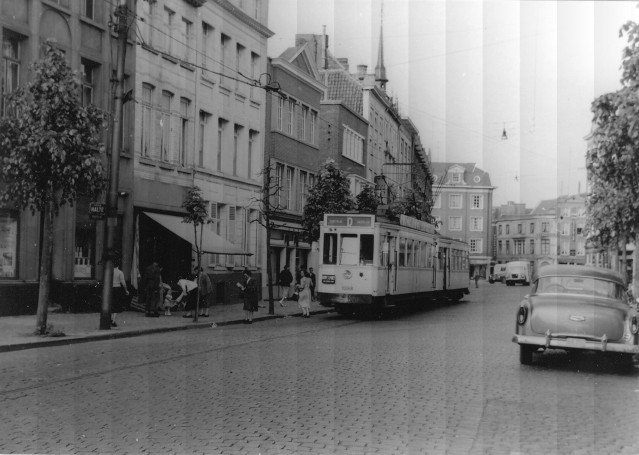
Tramlijn D met 2 tramstellen in de Kortrijkse Rijselsestraat op 24 mei 1956.

Vanaf 1893 werd in en rond Kortrijk een openbaar vervoersnetwerk aangelegd. Deze tramlijnen werden uitgebaat door de SA Intercommunale de Courtrai en verbonden de verschillende stadswijken in Kortrijk met de nabijgelegen dorpen en gemeenten. Op 25 mei 1963 werd de laatste elektrische tramlijn in Kortrijk verbust.
Op vandaag wordt het openbaar stadsvervoer in Kortrijk geëxploiteerd door Vlaamse Vervoermaatschappij De Lijn. Het bestaat uit een uitgebreid busnetwerk, onderverdeeld in stads-, voorstads- en streeklijnen.
De stads- en voorstadslijnen zijn:
| 1 | 2 | 3 | 4 | 50 | 51 | 6 | 80 | 81 | 9 | 91 | 92 | 93 | 12 | 13 |

Het hoofdbusstation Tolstraat van waaruit alle bussen in de stad en streek vertrekken, bevond zich net naast het hoofdtreinstation. Naast een stadsbusnet, bestaande uit acht stadslijnen en zeven voorstadslijnen, kwamen en vertrokken er ook verschillende streekbuslijnen naar/uit Kortrijk, alle geëxploiteerd door de De Lijn. Door de werken aan het station en de stationsomgeving is het busstation Tolstraat sinds 2017 buiten gebruik. De bussen stoppen nu aan vier tijdelijke terminals ter hoogte van het Stationsplein, Doornikselaan, Minister Tacklaan en Wandelweg. Sinds 1 december 2008 verzorgt de Waalse vervoersmaatschappij TEC een directe busverbinding tussen Kortrijk en Herseaux (Moeskroen). Verder wordt er internationaal openbaar busvervoer aangeboden door Flixbus.

### Luchthaven

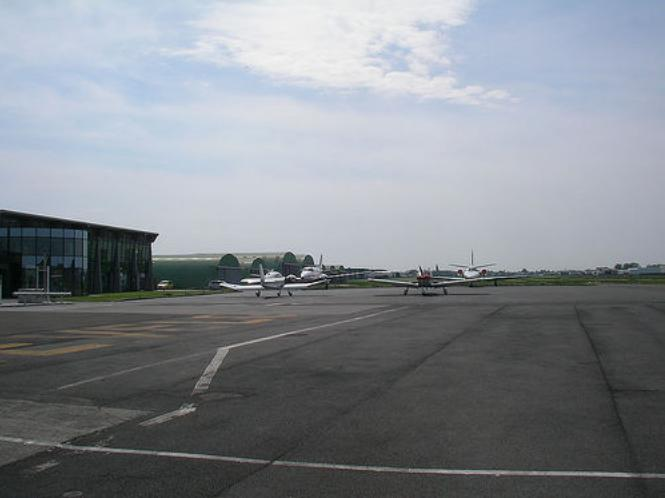
De Internationale luchthaven Kortrijk-Wevelgem

Nabij Kortrijk, deels in Wevelgem en deels in deelgemeente Bissegem, bevindt zich de Internationale luchthaven Kortrijk-Wevelgem, een vliegveld waar vooral zaken- en sportverkeer de kroon spannen. De luchthaven beschikt over een 2 km lange verharde startbaan. Aan de startbaan grenst een bedrijvenzone die gereserveerd is voor specifieke luchthavenactiviteiten. De ondernemingen die zich in deze zone vestigen hebben rechtstreeks toegang tot de startbaan. De luchthaven wordt voornamelijk gebruikt als zakenluchthaven. De luchtvaartmaatschappijen Abelag en ASL hebben er een zetel. Verder zijn er ook vliegclubs en een vliegschool actief en is er ook het Flanders Aviation Society-luchtvaartmuseum.

## Economie
Kortrijk is economisch een belangrijk centrum in België. Tot in de helft van de 20e eeuw was de Kortrijkse economie nauw verbonden met de vlasnijverheid (zoals tentoongesteld in het Nationaal Vlasmuseum). Nog steeds speelt de regio Kortrijk een belangrijke rol in de textielindustrie. In en rond Kortrijk bevinden zich diverse industrieterreinen zoals de zones op de Pottelberg, Kortrijk-Noord/Kuurne, Evolis en nabij de Luchthaven Kortrijk-Wevelgem.
Met de omschakeling naar de dienstensector in de tweede helft van de 20e eeuw werden diverse bedrijventerreinen opgericht, veelal door de Intercommunale Leiedal, waarvan het Kennedypark op Hoog Kortrijk het bekendste voorbeeld is. Op deze terreinen heeft het internationale beeldschermenbedrijf Barco zijn hoofdkwartieren. Een van de nieuwste bedrijventerreinen dat de komende jaren ontwikkeld zal worden is het Evolis park ten zuiden van de autostrade E17.

### Winkelen

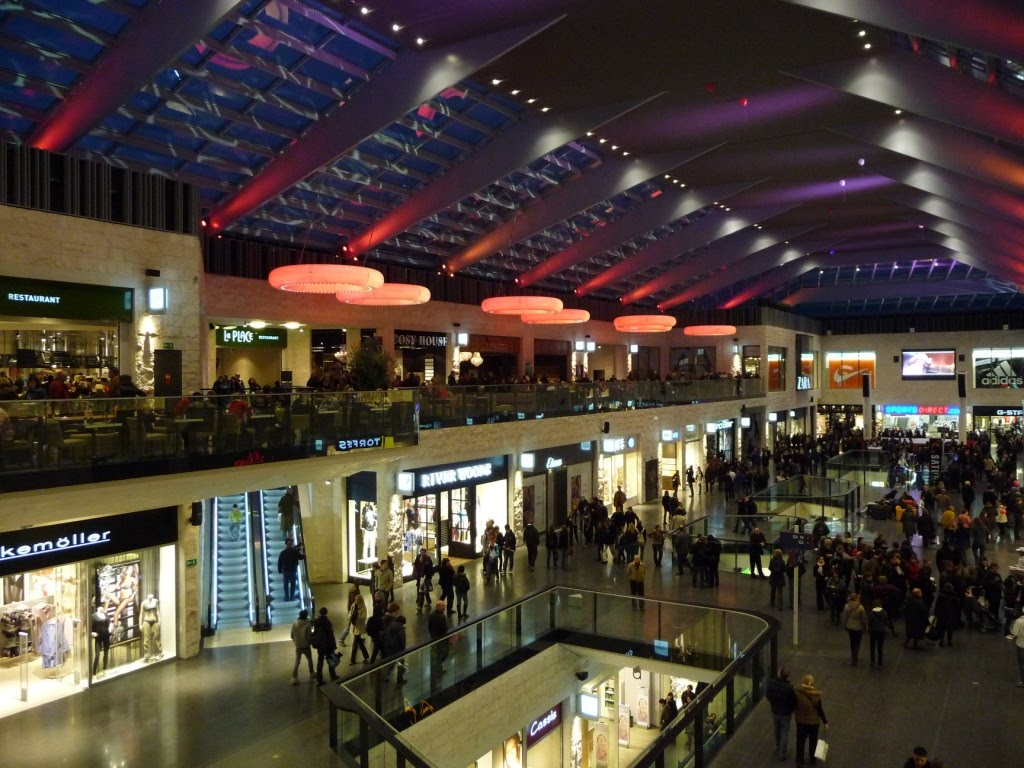
Het winkelcentrum K in Kortrijk

#### Algemeen
In het centrum van Kortrijk bevindt zich een groot verkeersvrij winkel- en wandelgebied dat bestaat uit een aaneenschakeling van diverse straten en pleinen in de oude binnenstad. De belangrijkste winkelstraten zijn hierbij deze die twee aaneengesloten 'winkellussen' vormen en zo samen het verkeersvrij wandelcircuit uitmaken. Een eerste lus verbindt de Grote Markt via de Korte Steenstraat met de Lange Steenstraat om zo via de Doorniksestraat en het Schouwburgplein terug op de Grote Markt uit te komen. De tweede, omvangrijkere, winkellus loopt via de Lange Steenstraat, de Steenpoort, de Sint-Jansstraat, de Kleine Sint-Jansstraat, de Wijngaardstraat en de Lekkerbeetstraat. Langsheen dit traject liggen ook tal van pleintjes die ook tot het winkelwandelcircuit behoren, zoals de Veemarkt, de Vlasmarkt, het Vandaeleplein, het Sint-Maartenskerkhof, de Grote Kring, het Overbekeplein en andere. Midden in de grote winkellus ligt het winkelcentrum K in Kortrijk. Andere winkelstraten in de binnenstad zijn de Rijselsestraat, de Onze-Lieve-Vrouwestraat, de Leiestraat en de Budastraat. Net buiten de binnenstad bevindt zich de Doorniksewijk, waar heel wat detailhandel gevestigd is.
Buiten de binnenstad vormen het winkelcentrum Ring Shopping Kortrijk Noord, de steenweg langsheen de luchthaven Kortrijk-Wevelgem, de Gentse- en Brugsesteenweg, het Handelscentrum Pottelberg, alsook het stadsdeel Hoog-Kortrijk, belangrijke winkelzones, vaak met grotere lijnbaanwinkels zoals Décathlon en Carrefour.

#### Gegevens
- Kortrijk was de eerste stad in België die een autovrije winkelstraat aanlegde (in 1962): de Korte Steenstraat. Later werden ook nabijgelegen straten, zoals de Lange Steenstraat en de Wijngaardstraat, autovrij gemaakt.
- Overdekte winkelcentra: Ring Shopping Kortrijk Noord en het nieuwe woon- en winkelcentrum K in Kortrijk.
- Om het winkelaanbod in de binnenstad verder te versterken, besloot het Stadsontwikkelingsbedrijf (SOK) tot de bouw van een groot winkelcomplex in het centrum van de stad tussen de voornaamste winkelassen. Nadat begin augustus 2007 de sloopwerken van oude, vaak leegstaande panden (waaronder de school Onze-Lieve-Vrouwe van Bijstand) tussen de Veemarkt, Wijngaardstraat en de Lange Steenstraat begonnen, werd in het najaar van 2007 begonnen met de bouw van een groots shoppingcenter dat de naam "K in Kortrijk" draagt. Vele grote ketens (waaronder Saturn, H&M, Zara, Bart Smit en Massimo Dutti) tekenden vrij snel voor een plaats in het winkelcomplex. Dit project, dat de grootste privé-investering ooit is in de Kortrijkse binnenstad, wordt beheerd door investeringsmaatschappij Foruminvest. In het voorjaar van 2009 werd gestart met de overkoepeling van het winkelcomplex, met een stalen koepel van 110 bij 30 meter. Het winkelcentrum opende zijn deuren op 11 maart 2010.
- Om het winkelcentrum en de binnenstad toegankelijker te maken voor de auto, werd begin 2010 tevens een nieuw parkeergeleidingssysteem met digitale infoborden geïnstalleerd langs de belangrijkste invalswegen, om zo vanaf de rand van de stad vlot een van de verschillende boven- of ondergrondse parkeergarages te kunnen bereiken.

## Nieuwe stadsprojecten
Sinds eind jaren 1990 zijn diverse stadsvernieuwingsprojecten op gang gekomen die de stad een nieuw aanzicht en een nieuwe dynamiek pogen te geven. De stuwende kracht achter veel van deze projecten is het Stadsontwikkelingsbedrijf Kortrijk, kortweg SOK. Enkele lopende of op til staande stadsprojecten:
- De ontwikkeling van het Buda-eiland tot kunsteneiland met de Budafabriek, de Budatoren, de Budascoop en kunstencentrum Broelkaai 6.
- De afbraak van de oude Collegetoren en de bouw van de K Toren.
- het Westerkwartier (bestaande uit zowel Kortrijk Weide als de Blekerijsite), een nieuw stadsdeel met het nieuwe gerechtsgebouw, een nieuw evenementenplein (het Nelson Mandelaplein), een nieuwe campus voor volwassenenonderwijs, een evenementenhal Depart en een nieuw subtropisch zwembad.
- Leiewerken, met de bouw van zeven nieuwe bruggen, de verbreding van de Leie en de heraanleg van de Leieboorden.
- Het verlagen van de historische Leieboorden zoals de Broelkaai en Verzetskaai.
- Stationsomgeving, met bouw nieuwe concertzaal voor De Kreun, de bouw van een ondergrondse parkeergarage voor pendelaars en de bouw van een nieuw trein- en busstation.
- Heraanleg van het historische hart van Kortrijk (restauratie van het Begijnhof, verhuis van het Museum 1302 naar de Onze-Lieve-Vrouwekerk, Inrichting van een nieuwe tentoonstellingssite (Abby) in de Groeningeabdij, afbraak van de oude site van het Sint-Vincentiusrusthuis, uitbreiding van het Begijnhofpark, heraanleg van de straatjes en het groen rondom de Onze-Lieve-Vrouwekerk).[18]
- Vetex.
- Masterplan Spoorweglaan.

## Onderwijs

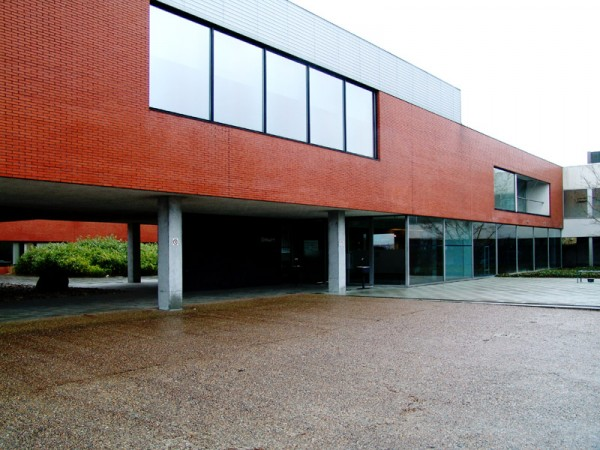
Campusgebouw B van de Kortrijkse universiteitscampus Kulak

Kortrijk heeft heel wat kleuter-, lagere en middelbare scholen. Leerlingen die in de wijde omtrek rond de stad wonen volgen hier secundair onderwijs. De drie verschillende netten zijn in de stad vertegenwoordigd: katholiek onderwijs, gemeenschapsonderwijs en provinciaal onderwijs.
Daarnaast is Kortrijk ook de belangrijkste West-Vlaamse studentenstad op het vlak van hoger onderwijs. Zo is de stad de zetel van verschillende hogescholen en van de universiteitscampus KULAK van de KU Leuven.
- Hogeschool West-Vlaanderen (Howest):
  - Gebouwen gesitueerd op de cluster Kortrijk Weide:
    - Gebouw A (voor de bacheloropleidingen Energiemanagement en Multimedia en Creatieve Technologie)
    - Gebouw C - Industrial Design Center (voor de bacheloropleiding Industrieel Productontwerpen)
    - Gebouw P - The Penta (voor de bacheloropleidingen Communicatiemanagement, Ergotherapie, Journalistiek, Netwerkeconomie, Sociaal werk en Toerisme en recreatiemanagement)
    - The Level (voor de bacheloropleiding Digital Arts and Entertainement, kortweg DAE, die in 2021 voor de derde keer in vijf jaar tijd de prijs kreeg voor "Best Game Design & Development School" ter wereld[19])

  - Buda (gesitueerd op het gelijknamige Buda-eiland, voor de opleiding Digital Design and Development, kortweg Devine)
- Katholieke Hogeschool Vives (Vives): vier studiegebieden op deze campus (allen op Hoog-Kortrijk)
  - Handelswetenschappen en bedrijfskunde (vroeger departement HANTAL)
  - Sociaal-agogisch werk (vroeger departement Ipsoc)
  - Gezondheidszorg (vroeger departement HIVV)
  - Industriële wetenschappen en technologie (vroeger departement VHTI)
- Kulak: De universiteitscampus, een afdeling van de Katholieke Universiteit Leuven, is gelegen op Hoog-Kortrijk.
- UGent Campus Kortrijk (deze campus is een gedeelde campus met Howest Campus GKG)
  - Industriële wetenschappen (industrieel ingenieur)

In het academiejaar 2020-2021 overschreed het aantal studenten dat een opleiding volgde aan een van Kortrijkse instellingen voor hoger onderwijs de mijlpaal van 15.000. Het gros hiervan, ruim 10.000, studeerde aan de Hogeschool Vives, terwijl de Howest in dat jaar ook boven de 3.000 studenten uitkwam. Aan de lokale takken van de KU Leuven en de UGent hadden zich respectievelijk zo'n 1.600 en 400 studenten ingeschreven toen.

## Sport
- Atletiek
  - Kortrijkse Guldensporenmeeting
  - KKS Atletiek
- Badminton
  - LEBAD Kortrijk (Eerste Nationale)
- Tafeltennis
  - TTC Atanis Kortrijk
- Triatlon

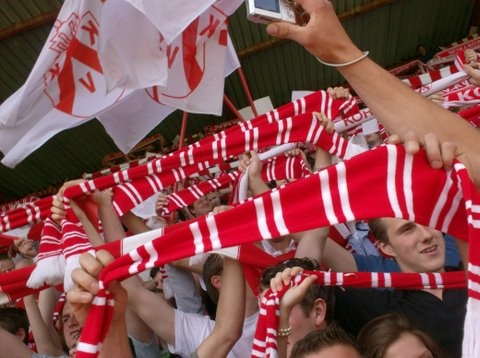
Supporters KV Kortrijk in vak I van het Guldensporenstadion

  - Kortrijkse Triatlon- en duatlonclub
- Basketbal
  - Basketbalteam Kortrijk
  - Kortrijk Sport CB (Heren 1 spelen in 3e klasse)
- Handbal
  - Apolloon Kortrijk (de heren spelen in eerste nationale, de vrouwen in provinciale reeksen)
  - KZ Kortrijk (Eerste Nationale)
  - WDP Kortrijk (Tweede Nationale)
- Rugby
  - RugbyClub Curtrycke
- Ultimate Frisbee
  - KUFC
- Voetbal (aangesloten bij KBVB)
  - KV Kortrijk is de oudste en succesvolste voetbalploeg uit Kortrijk. De club treedt aan in Eerste Klasse A.
  - SV Kortrijk treedt aan in Derde Provinciale.
  - Wikings Kortrijk treedt aan in Vierde Provinciale.
- Minivoetbal
  - CBL Camoso Kortrijk (Eerste Nationale)
  - Maghreb Kortrijk United (Derde Nationale)
- Zwemmen en waterpolo
  - KZ Kortrijk: waterpolo- en zwemvereniging (Eerste Nationale)
- Ijshockey
  - HC Kortrijk Spurs (eerste nationale)
  - Spartans Cortryck

#### United Spurs
In oktober 2021 sloegen 9 professionele ploegen uit verschillende sportdisciplines de handen in elkaar ter ondersteuning van het professionaliseringsproces binnen de ploegen. Hiervoor richtten de ploegen United Spurs Kortrijk op. De bedoeling is dat alle aangesloten ploegen gaan samenwerken op medisch en administratief vlak. Enkele ploegen namen ook de naam "Spurs" mee om dit initiatief extra in de verf te zetten.
- KZK Spurs (zwemmen)
- KKS Spurs (atletiek)
- Kortrijk Spurs (ijshockey)
- House of Talents Spurs (basket)
- Curtrycke (rugby)
- KV Kortrijk (voetbal)
- Appoloon Spurs (handbal)
- Balti Kortrijk Spurs (volleybal)
- KWK Spurs (waterpolo)

## Politiek

### Structuur
| Kortrijk       | Kortrijk   | Supranationaal         | Nationaal                         | Nationaal                         | Gemeenschap               | Gewest                    | Provincie                 | Arrondissement  | Provinciedistrict | Kanton          | Gemeente        |
| -------------- | ---------- | ---------------------- | --------------------------------- | --------------------------------- | ------------------------- | ------------------------- | ------------------------- | --------------- | ----------------- | --------------- | --------------- |
| Administratief | Niveau     | Europese Unie          | België                            | België                            | Vlaanderen                | Vlaanderen                | West-Vlaanderen           | Kortrijk        | Kortrijk          | Kortrijk        | Kortrijk        |
| Administratief | Bestuur    | Europese Commissie     | Belgische regering                | Belgische regering                | Vlaamse Regering          | Vlaamse Regering          | Deputatie                 | Deputatie       | Deputatie         | Deputatie       | Gemeentebestuur |
| Administratief | Raad       | Europees Parlement     | Kamer van volksvertegenwoordigers | Kamer van volksvertegenwoordigers | Vlaams Parlement          | Vlaams Parlement          | Provincieraad             | Provincieraad   | Provincieraad     | Provincieraad   | Gemeenteraad    |
| Kieskring      | Kieskring  | Nederlands Kiescollege | Kieskring West-Vlaanderen         | Kieskring West-Vlaanderen         | Kieskring West-Vlaanderen | Kieskring West-Vlaanderen | Kieskring West-Vlaanderen | Kortrijk-Ieper  | Kortrijk          | Kortrijk        | Kortrijk        |
| Verkiezing     | Verkiezing | Europese               | Federale                          | Federale                          | Vlaamse                   | Vlaamse                   | Provincieraads-           | Provincieraads- | Provincieraads-   | Provincieraads- | Gemeenteraads-  |

### College van burgemeester en schepenen 2013-2018
Burgemeester was Vincent Van Quickenborne (Open Vld). Hij leidde een coalitie bestaande uit Open Vld, N-VA en sp.a. Samen waren deze in de loop van de legislatuur teruggevallen tot 20 op 41 zetels.
| College van burgemeester en schepenen | College van burgemeester en schepenen                                                   | College van burgemeester en schepenen | College van burgemeester en schepenen | College van burgemeester en schepenen                                                                           |
| Functie                               | Naam (partij)                                                                           | Partij                                | Partij                                | Bevoegdheden |
| ------------------------------------- | --------------------------------------------------------------------------------------- | ------------------------------------- | ------------------------------------- | --- |
| Burgemeester                          | Vincent Van Quickenborne (Open Vld) tot februari 2013 vervangen door Rudolf Scherpereel |                                       | Open Vld                              | burgemeester, veiligheid                                                                                        |
| Eerste Schepen                        | Rudolf Scherpereel                                                                      |                                       | N-VA                                  | ondernemen, economie, werk, middenstand, landbouw, toerisme, markten en foren                                   |
| Schepen                               | Koen Byttebier                                                                          |                                       | Open Vld                              | bevolking, personeel en facility                                                                                |
| Schepen                               | Philippe De Coene                                                                       |                                       | Sp.a                                  | sociale zaken, OCMW-voorzitter, consumenten en ICT                                                              |
| Schepen                               | Bert Herrewyn                                                                           |                                       | Sp.a                                  | leefmilieu, klimaat, jeugd en Noord en Zuid                                                                     |
| Schepen                               | Marc Lemaitre tot 1 januari 2015                                                        |                                       | Sp.a                                  | mobiliteit, openbare werken en parkeerbeleid                                                                    |
| Schepen                               | Axel Weydts vanaf 1 januari 2015                                                        |                                       | Sp.a                                  | mobiliteit, openbare werken en parkeerbeleid                                                                    |
| Schepen                               | Wout Maddens                                                                            |                                       | Open Vld                              | stedenbouw, bouwkundig erfgoed en monumentenzorg, ruimtelijke ordening, huisvestingsreglementering, grondbeleid |
| Schepen                               | An Vandersteene                                                                         |                                       | N-VA                                  | cultuur, sport en onderwijs                                                                                     |
| Schepen                               | Catherine Waelkens                                                                      |                                       | N-VA                                  | financiën |

### College van burgemeester en schepenen 2019-2024
Burgemeester was Vincent Van Quickenborne (Team Burgemeester). Hij leidde een coalitie bestaande uit Team Burgemeester (een lokale lijst van Open Vld), N-VA en Vooruit. Samen hadden ze 25 op 41 zetels. In de loop van de legislatuur werd Ruth Vandenberghe waarnemend burgemeester tijdens het ministermandaat van Van Quickenborne (2020-2023).
| College van burgemeester en schepenen | College van burgemeester en schepenen | College van burgemeester en schepenen | College van burgemeester en schepenen | College van burgemeester en schepenen |
| Functie                               | Naam                                  | Partij                                | Partij                                | Bevoegdheden |
| ------------------------------------- | ------------------------------------- | ------------------------------------- | ------------------------------------- | --- |
| Burgemeester                          | Vincent Van Quickenborne              |                                       | Team Burgemeester                     | Veiligheid, brandweer, politie, preventie, samenleven, diversiteit en inburgering, GAS, strategische planning, coördinatie stedenbeleid, externe relaties en samenwerking, Eurometropool, intercommunales en samenwerking met derden, bestuurszaken, recht, communicatie |
| Eerste schepen                        | Ruth Vandenberghe                     |                                       | Team Burgemeester                     | Protocol, nette stad, afvalbeleid, Kortrijk Spreekt, gebiedswerking, begraafplaatsen, bevolking, burgerzaken, administratieve vereenvoudiging, 1777, onthaal en stadhuis, groenonderhoud, toerisme, digitale transformatie, energie                                      |
| Schepen                               | Axel Weydts                           |                                       | Vooruit                               | mobiliteit en openbare werken, Kortrijk Fietst, Kortrijk Stapt |
| Schepen                               | Axel Ronse                            |                                       | N-VA                                  | cultuur, musea, bibliotheken en roerend erfgoed |
| Schepen                               | Wout Maddens                          |                                       | Team Burgemeester                     | wonen, bouwen, huisvesting, sociale huisvesting, stadsvernieuwingsprojecten, stedenbouw, ruimtelijke ordening, grondbeleid |
| Schepen                               | Bert Herrewyn                         |                                       | Vooruit                               | milieu, klimaat, biodiversiteit, kinderen en jongeren, groenbeleid en dierenwelzijn |
| Schepen                               | Kelly Detavernier                     |                                       | N-VA                                  | financiën, budget, personeel, interne organisatie, kerkfabrieken, jumelages, onderwijs, evenementen |
| Schepen                               | Wouter Allijns                        |                                       | Team Burgemeester                     | ondernemen, economie, middenstand, markten, braderieën en foren, landbouw, sport, facility, Beleef Kortrijk, deelgemeenten, ontmoetingscentra, vrijwilligers, coördinatie wijkteams                                                                                      |
| Schepen                               | Philippe De Coene                     |                                       | Vooruit                               | Voorzitter Bijzonder Comité Sociale Dienst, sociale zaken, zorg, armoedebestrijding, consumenten, welzijn, werk en activering, senioren en onroerend erfgoed |

### College van burgemeester en schepenen 2024-2030
Burgemeester is Ruth Vandenberghe (TBSK). Zij leidt een coalitie bestaande uit TBSK (een lokaal kartel van Open Vld en CD&V), N-VA en Vooruit. Samen hebben ze 33 op 41 zetels. 
| College van burgemeester en schepenen | College van burgemeester en schepenen | College van burgemeester en schepenen | College van burgemeester en schepenen | College van burgemeester en schepenen |
| Functie                               | Naam                                  | Partij                                | Partij                                | Bevoegdheden |
| ------------------------------------- | ------------------------------------- | ------------------------------------- | ------------------------------------- | --- |
| Burgemeester                          | Ruth Vandenberghe                     |                                       | TBSK                                  | Veiligheid, Brandweer, Politie, Preventie, GAS, bestuurszaken, Recht, Externe relaties, Communicatie, Protocol, Meldpunt 1777, Gebiedswerking, Kortrijks Spreekt, Citymarketing                                                       |
| Eerste schepen                        | Wout Maddens                          |                                       | TBSK                                  | Stadsvernieuwingsprojecten, Planologie, (Sociale) Huisvesting, Wonen, Bouwen, Onroerend erfgoed, Begraafplaatsen, Grondbeleid, Vastgoed                                                                                               |
| Schepen                               | Hannelore Vanhoenacker                |                                       | TBSK                                  | Ruimtelijke ordening, Milieuvergunningen, Stedenbouw, Landbouw, Samenleven, diversiteit en inburgering, Hoger Onderwijs |
| Schepen                               | Maxim Veys                            |                                       | Vooruit                               | Zorg Kortrijk, Kinderopvang, Allemaal digitaal, Energie, Klimaat, Biodiversiteit en Natuur, Leefmilieu, Gezonde lucht, Toerisme, Mondiaal beleid, Dierenwelzijn                                                                       |
| Schepen                               | Felix De Clerck                       |                                       | TBSK                                  | Cultuur, Musea, Bibliotheken, Archief, Roerend Erfgoed, Kinderen en jongeren, Kerkfabrieken, Ondernemen, KMO-beleid, Sociale economie, Digitale transformatie                                                                         |
| Schepen                               | Trui Steenhoudt                       |                                       | N-VA                                  | Mobiliteit, Openbare werken, Publiek domein |
| Schepen                               | Stephanie Demeyer                     |                                       | TBSK                                  | Onthaal en Stadhuis, Bevolking, Burgerzaken, Vrijwilligers, Ontmoetingscentra, Deelgemeenten, Senioren, Groenonderhoud, Consumenten                                                                                                   |
| Schepen                               | Wouter Allijns                        |                                       | TBSK                                  | Sport, Financiën, Budget, Facility, Evenementen, Braderieën en foren, Personeel, markten, Middenstand, Afvalbeleid, Nette Stad |
| Schepen                               | Giovanny Saelens                      |                                       | N-VA                                  | Voorzitter Bijzonder Comité Sociale Dienst, Sociale Zaken, Welzijn, Flankerend onderwijsbeleid (Brugfiguren), Armoedebestrijding, Werk en Activering, Wijk- en dienstencentra, Wijkteams, Gemeentelijk onderwijs, Gelijke kansen, DKO |

### Gemeenteraad
De gemeenteraad van Kortrijk telt 41 zetels. Aan het begin van de legislatuur telde de coalitie van Open Vld, sp.a en N-VA samen 25 zetels op 41. De zittingen van de Kortrijkse gemeenteraad gaan doorgaans door op de tweede maandag van de maand om 19 u. in het historisch stadhuis op de Grote Markt.

### Resultaten gemeenteraadsverkiezingen sinds 1976
| Partij of kartel     | Partij of kartel                                          | 10-10-1976 | 10-10-1976 | 10-10-1982 | 10-10-1982 | 9-10-1988 | 9-10-1988 | 9-10-1994 | 9-10-1994 | 8-10-2000 | 8-10-2000 | 8-10-2006 | 8-10-2006 | 14-10-2012 | 14-10-2012 | 14-10-2018 | 14-10-2018 | 13-10-2024 | 13-10-2024 |
| Stemmen / Zetels     | Stemmen / Zetels                                          | %          | 41         | %          | 41         | %         | 41        | %         | 41        | %         | 41        | %         | 41        | %          | 41         | %          | 41         | %          | 41         |
| -------------------- | --------------------------------------------------------- | ---------- | ---------- | ---------- | ---------- | --------- | --------- | --------- | --------- | --------- | --------- | --------- | --------- | ---------- | ---------- | ---------- | ---------- | ---------- | ---------- |
|                      | PVDA1/ KP-PVDA2/ PVDA+3                                   | 0,821      | 0          | 0,391      | 0          | 0,612     | 0         | 0,441     | 0         | 0,351     | 0         | 0,593     | 0         | 1,183      | 0          | 2,11       | 0          | 3,61       | 0          |
|                      | SP1/ sp.a2/ Vooruit3                                      | 19,091     | 8          | 18,511     | 7          | 15,81     | 7         | 13,361    | 5         | 15,521    | 6         | 17,962    | 7         | 14,292     | 6          | 14,42      | 6          | 16,63      | 7          |
|                      | Agalev1/ Groen!2/ Groen3                                  | -          |            | 4,421      | 1          | 6,61      | 2         | 8,481     | 3         | 7,421     | 2         | 5,562     | 1         | 7,353      | 2          | 9,93       | 4          | 6,43       | 2          |
|                      | PVV1/ VLD2/ VLD-VUB/ Open Vld3/ Team Burgemeester4/ TBSKD | 12,281     | 4          | 12,521     | 5          | 13,511    | 5         | 15,122    | 6         | 20,83B    | 9         | 21,482    | 9         | 21,313     | 9          | 31,34      | 15         | 37,5D      | 18         |
|                      | CVP1/ CD&V+N-VAC/ CD&V2/ CD&V 4.03/ TBSKD                 | 54,251     | 25         | 51,581     | 24         | 52,781    | 25        | 48,491    | 24        | 45,071    | 21        | 39,98C    | 18        | 32,982     | 15         | 16,83      | 7          | 37,5D      | 18         |
|                      | VU1/ VLD-VUB/ CD&V+N-VAC/ N-VA2                           | 12,331     | 4          | 11,291     | 4          | 6,121     | 2         | 4,561     | 1         | B         |           | 39,98C    | 18        | 16,322     | 7          | 11,22      | 4          | 19,22      | 8          |
|                      | Vlaams Blok1/ Vlaams Belang2                              | -          |            | 0,461      | 0          | 0,861     | 0         | 6,31      | 2         | 9,591     | 3         | 14,422    | 6         | 6,082      | 2          | 12,02      | 5          | 14,92      | 6          |
| Anderen(*)           | Anderen(*)                                                | 1,24       | 0          | 0,83       | 0          | 3,72      | 0         | 3,26      | 0         | 1,24      | 0         | -         |           | 0,49       | 0          | 2,3        | 0          | 1,8        | 0          |
| Totaal stemmen       | Totaal stemmen                                            | 53754      | 53754      | 53953      | 53953      | 55143     | 55143     | 54170     | 54170     | 53379     | 53379     | 53591     | 53591     | 51769      | 51769      | 52375      | 52375      | 36950      | 36950      |
| Opkomst %            | Opkomst %                                                 |            |            |            |            | 94,55     | 94,55     | 92,92     | 92,92     | 92,31     | 92,31     | 93,84     | 93,84     | 90,03      | 90,03      | 91,5       | 91,5       | 63,7       | 63,7       |
| Blanco en ongeldig % | Blanco en ongeldig %                                      | 3,91       | 3,91       | 4,96       | 4,96       | 4,37      | 4,37      | 5,05      | 5,05      | 4,4       | 4,4       | 3,59      | 3,59      | 2,37       | 2,37       | 2,9        | 2,9        | 0,7        | 0,7        |

De rode cijfers naast de gegevens duiden aan onder welke naam de partijen telkens bij een verkiezing opkwamen.

De zetels van de gevormde meerderheid staan vet afgedrukt. De grootste partij staat in kleur.
 (*) 1976: KPB (1,24%) / 1982: KPB (0,83%) / 1988: D88 (3,72%) / 1994: W.O.W. (2,62%), ANDERS (0,38%), SRD (0,26%) / 2000: Vivant (0,69%), ANDERS (0,4%), D.U. (0,13%) / 2012: VCD (0,31%), Onafhankelijke-K (0,18%) / 2018: Kortrijk Vooruit (2,3%) / 2024: Gezond Verstand (1,8%)

## Dialect
In de stad en haar ruime regio wordt het Kortrijks gesproken, een vorm van het West-Vlaamse dialect dat een typische uitspraak en woordenschat omvat. Door de ligging nabij de Franse grens bevat het Kortrijks bovendien veel Franse invloeden. Binnen de stad zelf kan ook een licht onderscheid gemaakt worden met het 'Overleis', een typisch stadsdialect dat zich door de eeuwen heen ontwikkeld heeft op de wijk Overleie die oorspronkelijk niet tot de omwalde stad behoorde.

## Kortrijk op het scherm, de radio of in de literatuur
- Films, televisieprogramma's of series waarin Kortrijk een hoofdrol speelt of als decor voorkomt:
  - De Rodenburgs: Vlaamse televisieserie rond de schatrijke industriële familie Rodenburg. De naam verwijst naar de gelijknamige Rodenburgwijk in Marke.
  - Het Goddelijke Monster: Vlaamse drama/fictiereeks op Eén over de ondergang van een machtig geslacht van ondernemers en politici aan het einde van de 20e eeuw, gebaseerd op een boek van Tom Lanoye die met Het goddelijke monster, Zwarte tranen en Boze tongen een trilogie schreef over België als het uiteenvallende hart van Europa.
  - Mijn Restaurant: in het tweede seizoen van het VTM-programma Mijn Restaurant vertegenwoordigde het restaurant Dell' Anno in de Oude Dekenij de stad Kortrijk en bij uitbreiding heel de provincie West-Vlaanderen. Het restaurant in Kortrijk was de winnaar van dit seizoen.
  - Mijn Pop-uprestaurant: in het eerste seizoen vat het VTM-programma Mijn Pop-uprestaurant vertegenwoordigde Visbar STORM op het Schouwburgplein de stad Kortrijk en bij uitbreiding heel de provincie West-Vlaanderen. De deelnemers strandden op een 4e plaats.
  - Fata Morgana: in de finale aflevering van de populaire Eén-programma haalden de inwoners van de stad vijf sterren (het maximum) binnen.
  - Het Eén-programma Villa Vanthilt zond gedurende 5 weken in juli en augustus 2010 iedere maandag, dinsdag, woensdag, donderdag en zondag rechtstreeks uit vanop de Grote Markt, waar de televisiestudio (Marcels villa) opgebouwd stond. De villa, het resultaat van een ontwerpwedstrijd, was geïnspireerd op een botsautokraam. Iedere zondagavond was er een speciale thema-uitzending.
- Radio
  - Studio Kortrijk: naar aanleiding van de verjaardag van de radiozender Studio Brussel, werd de naam van deze zender op 1 april 2010 veranderd in Studio Kortrijk. Er werd rechtstreeks uitgezonden vanop de Vlasmarkt tussen 6 en 19 uur, waarna verder werd uitgezonden vanuit de muziekclub De Kreun tot middernacht.
  - In 2011 werd in samenwerking met Studio Brussel een wedstrijd gehouden waarmee men een kot en een jaar gratis studeren in Kortrijk kon winnen. De finale vond plaats op 1 september 2011 en werd live uitgezonden op Studio Brussel.
- Boeken
  - De Leeuw van Vlaanderen: boek door Hendrik Conscience uit 1838 over de Guldensporenslag die in 1302 op de Groeningenkouter werd uitgevochten waarin de stad vanwege dezelfde historische gebeurtenis een belangrijke locatie vervult.
  - Het Verdriet van België: boek uit 1983 van Hugo Claus dat zich in de wijk Walle afspeelt.
- Muziek
  - Een van de bekendste muzikanten die liedjes zong in het Kortrijks, vaak ook over Kortrijk, is Johny Turbo. Een van de bekendste liedjes die in het Kortrijkse gemeengoed zijn geworden is Vis in de Leie. Dit nummer wordt ook vaak gedraaid en gezongen tijdens voetbalmatchen van KV Kortrijk.
  - Willem Vermandere vermeldt Kortrijk in zijn lied Blanche en zijn peird (1972). Boer Blanche en zijn paard doen hun dagelijkse tocht "tussen Kortrijk en Lauwe".
  - De stad van mijn jeugd, een lied van Bart Van den Bossche, is aan Kortrijk gewijd.

## Ziekenhuizen
- AZ Groeninge, waaronder:
  - Campus Kennedylaan
  - Onze-Lieve-Vrouwehospitaal
  - Kliniek Maria's Voorzienigheid
  - Sint-Maartenskliniek
  - Sint-Niklaaskliniek
- PZ Heilige Familie

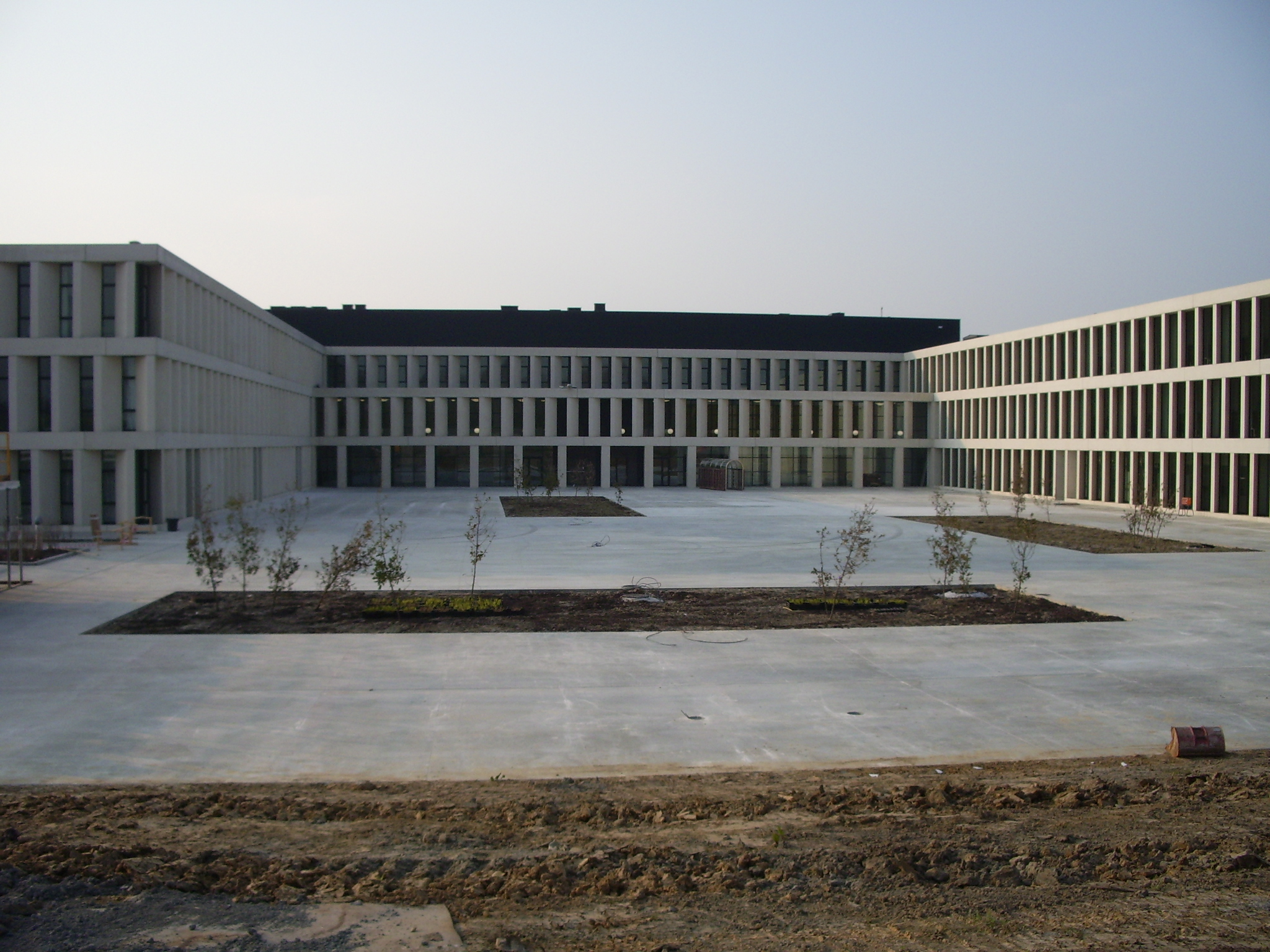
Toegang tot de nieuwe Campus Kennedy van het AZ Groeninge.

- De Korbeel - Kinderkliniek voor observatie en psychotherapie

## Zustersteden
Kortrijk is gejumeleerd met vier Europese steden. Uniek daarbij is dat de vier steden en Kortrijk ook onderling met elkaar verzusterd zijn.
- Bad Godesberg (Bonn, Duitsland), sinds 1964
- Frascati (Italië), sinds 1967
- Saint-Cloud (Frankrijk), sinds 1993
- Windsor and Maidenhead (Verenigd Koninkrijk), sinds 1981

Kortrijk heeft ook een stedenband met steden buiten Europa.
- Cebu City (Filipijnen), sinds 2005
- Greenville (South Carolina, Verenigde Staten), sinds 1991
- Tasjkent (Oezbekistan), sinds eind jaren 1980
- Wuxi (China), sinds 2007

Bron

## Fotogalerij

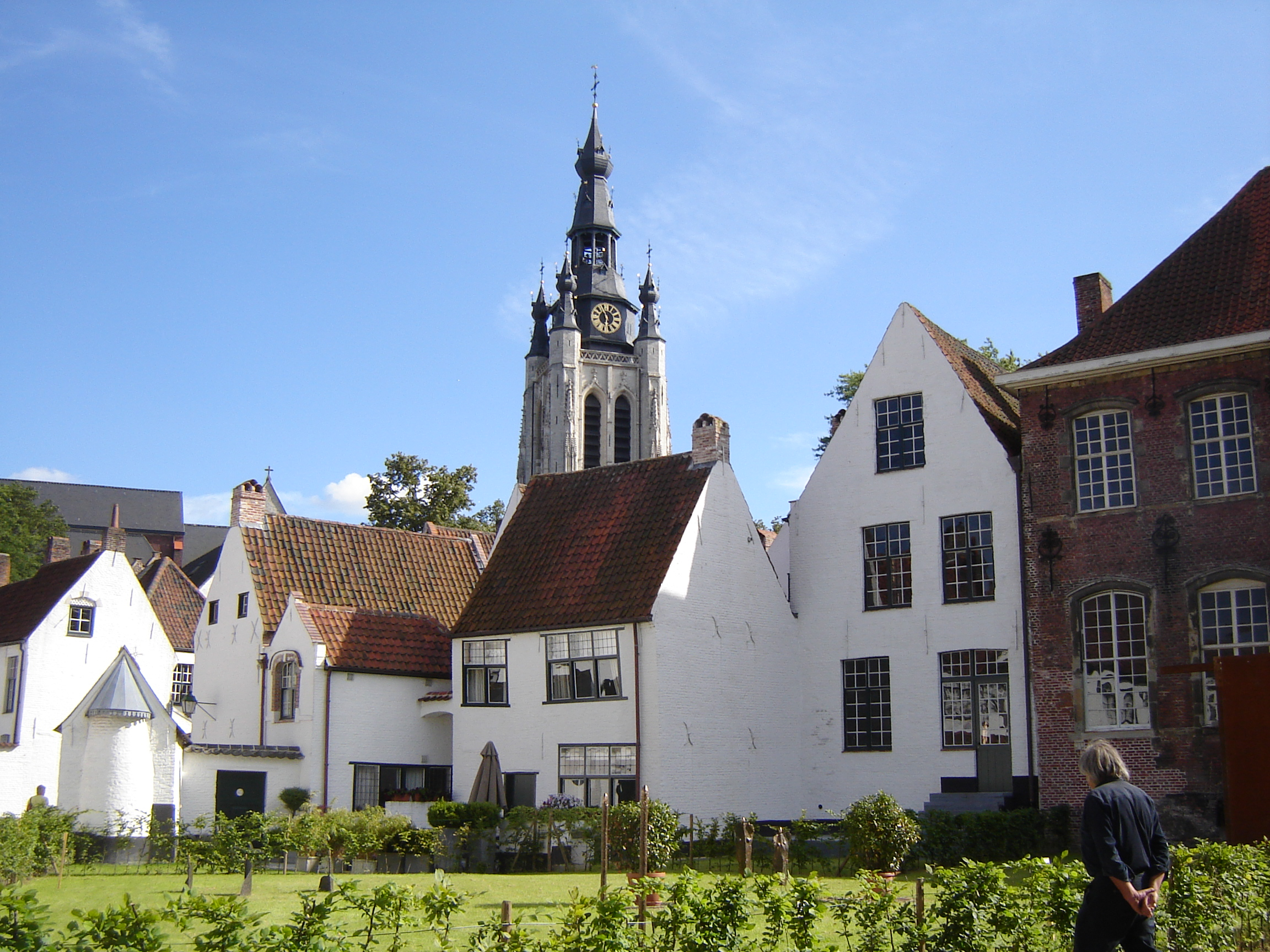
Het begijnhof
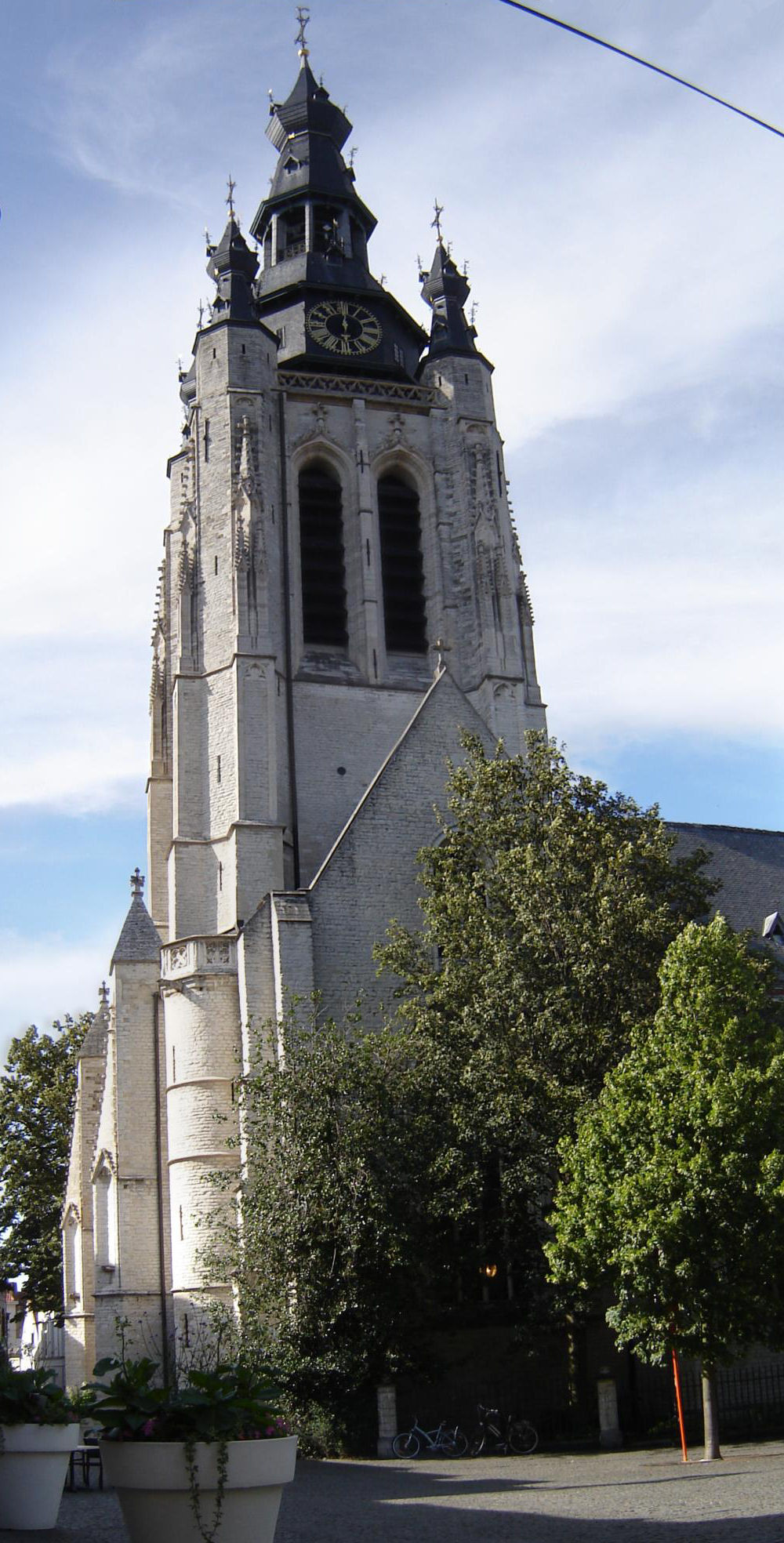
De Sint-Maartenstoren
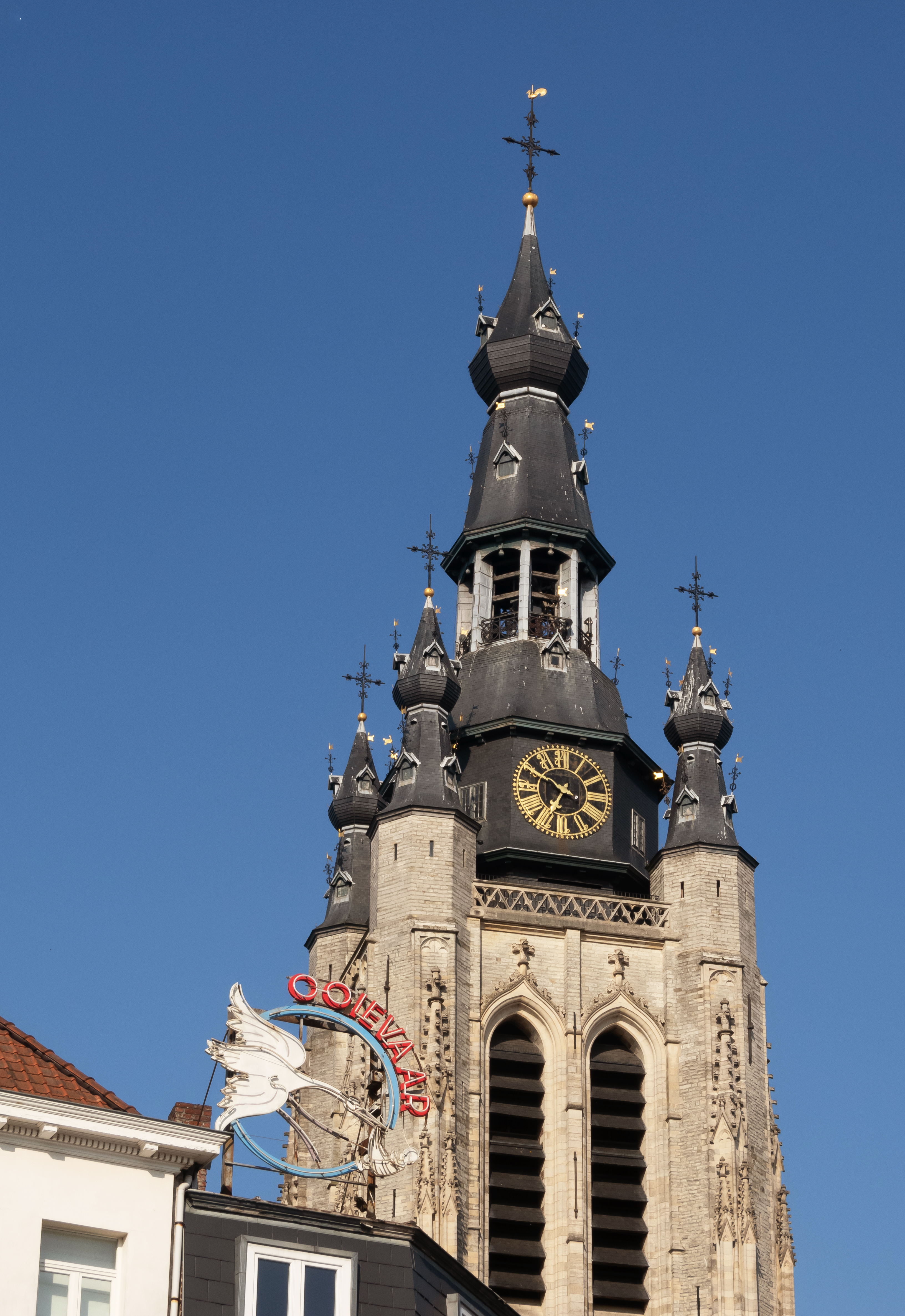
De toren van de Sint-Maartenskerk
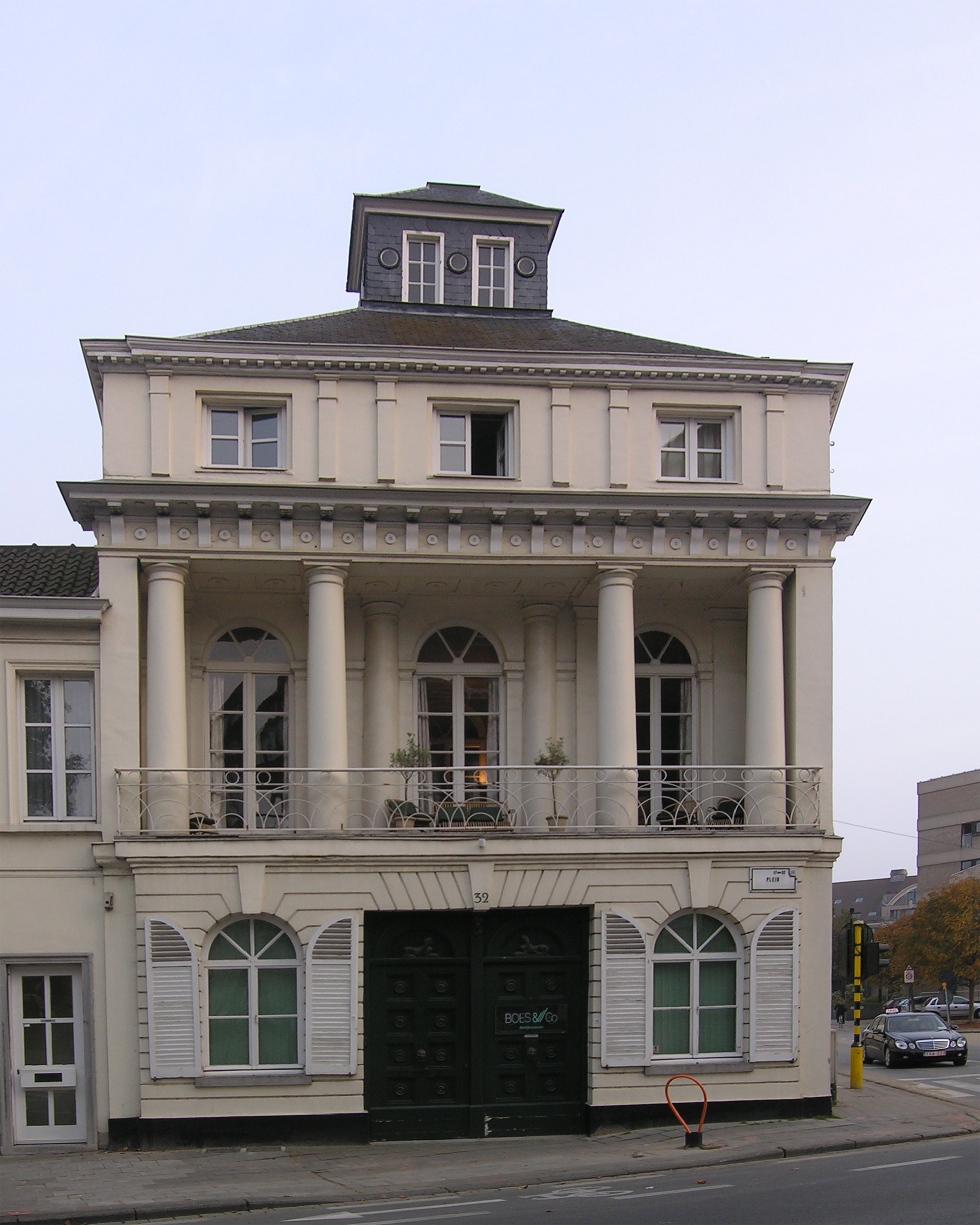
Huis op het Plein
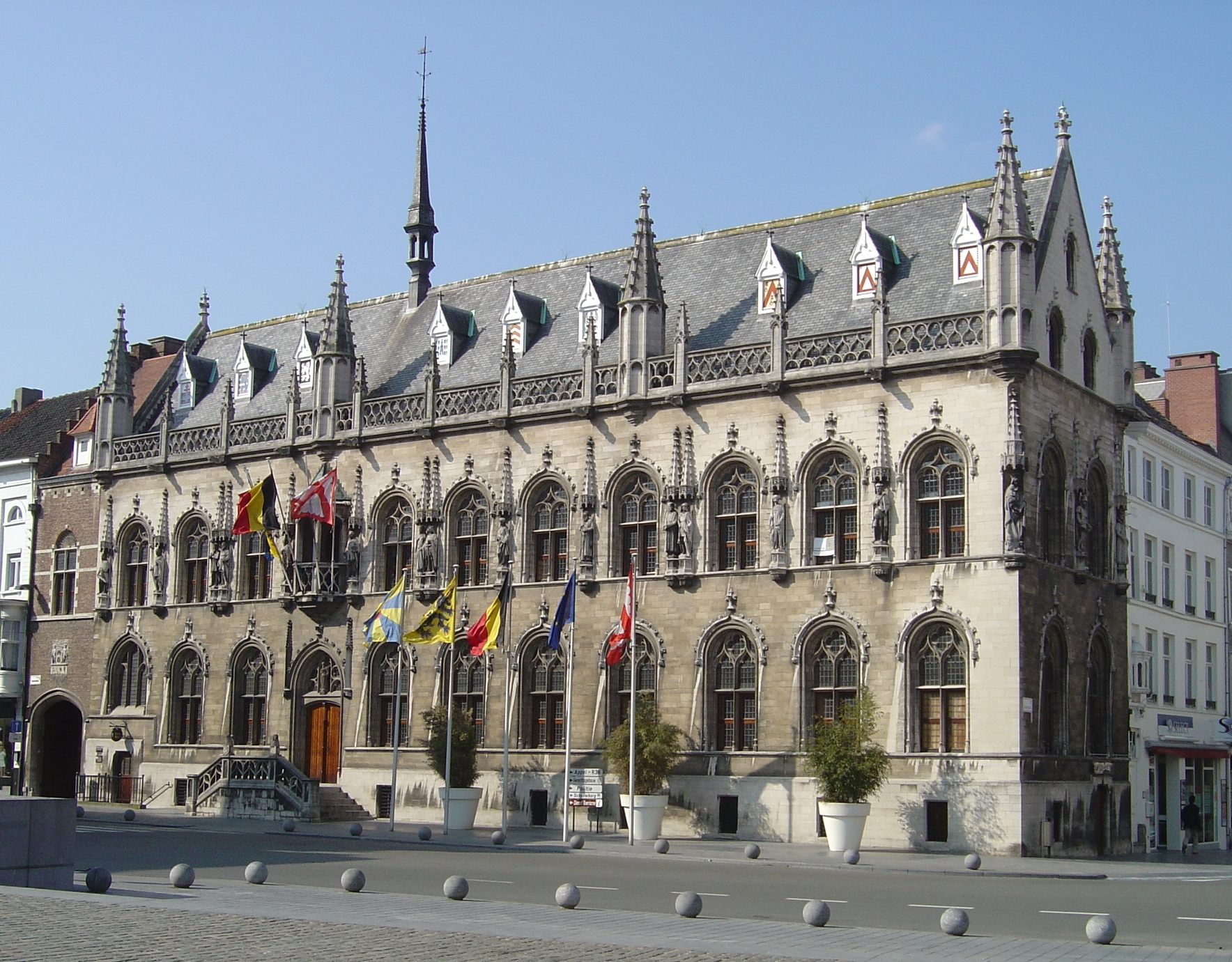
Het gotische stadhuis
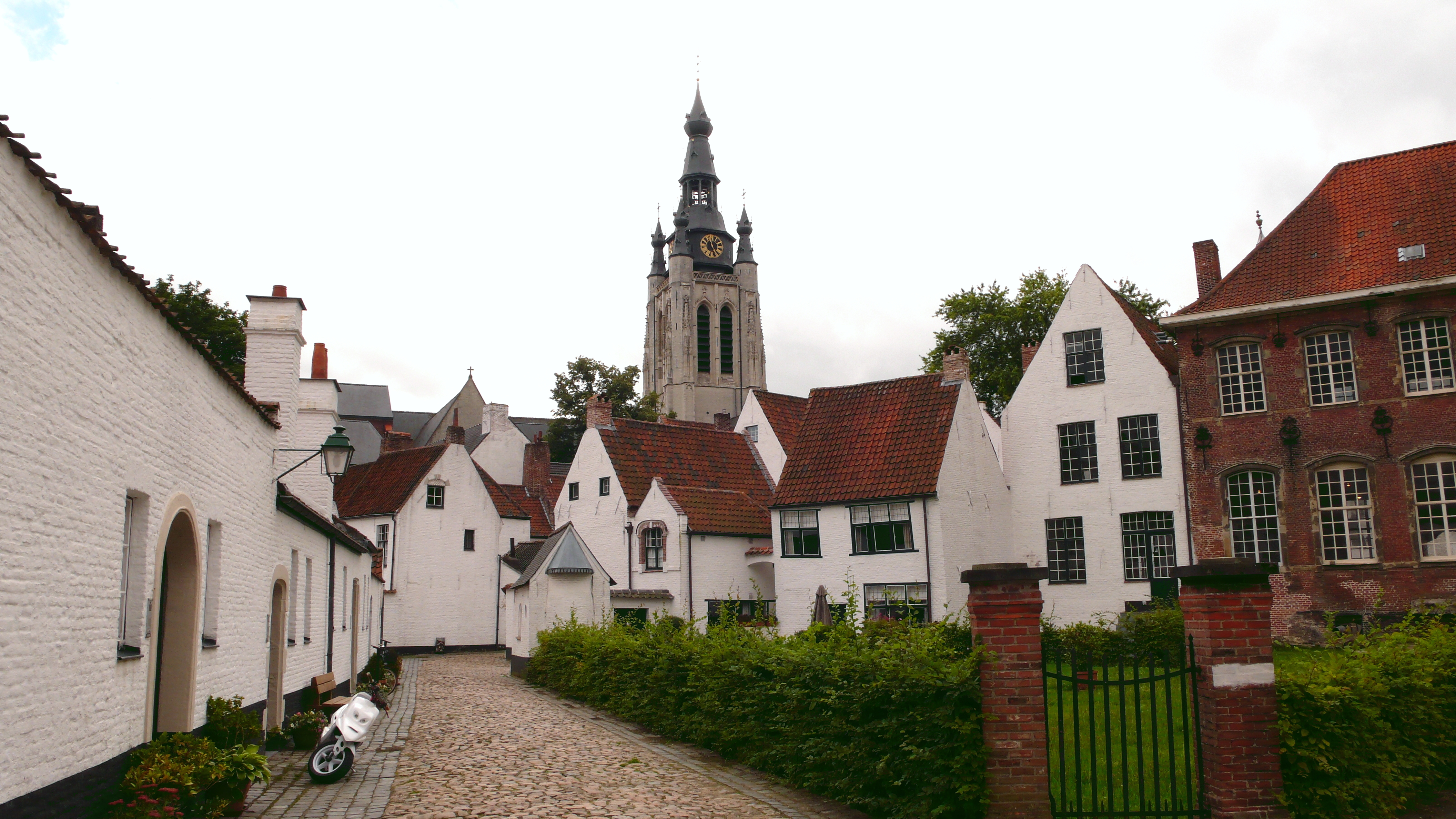
Het begijnhof
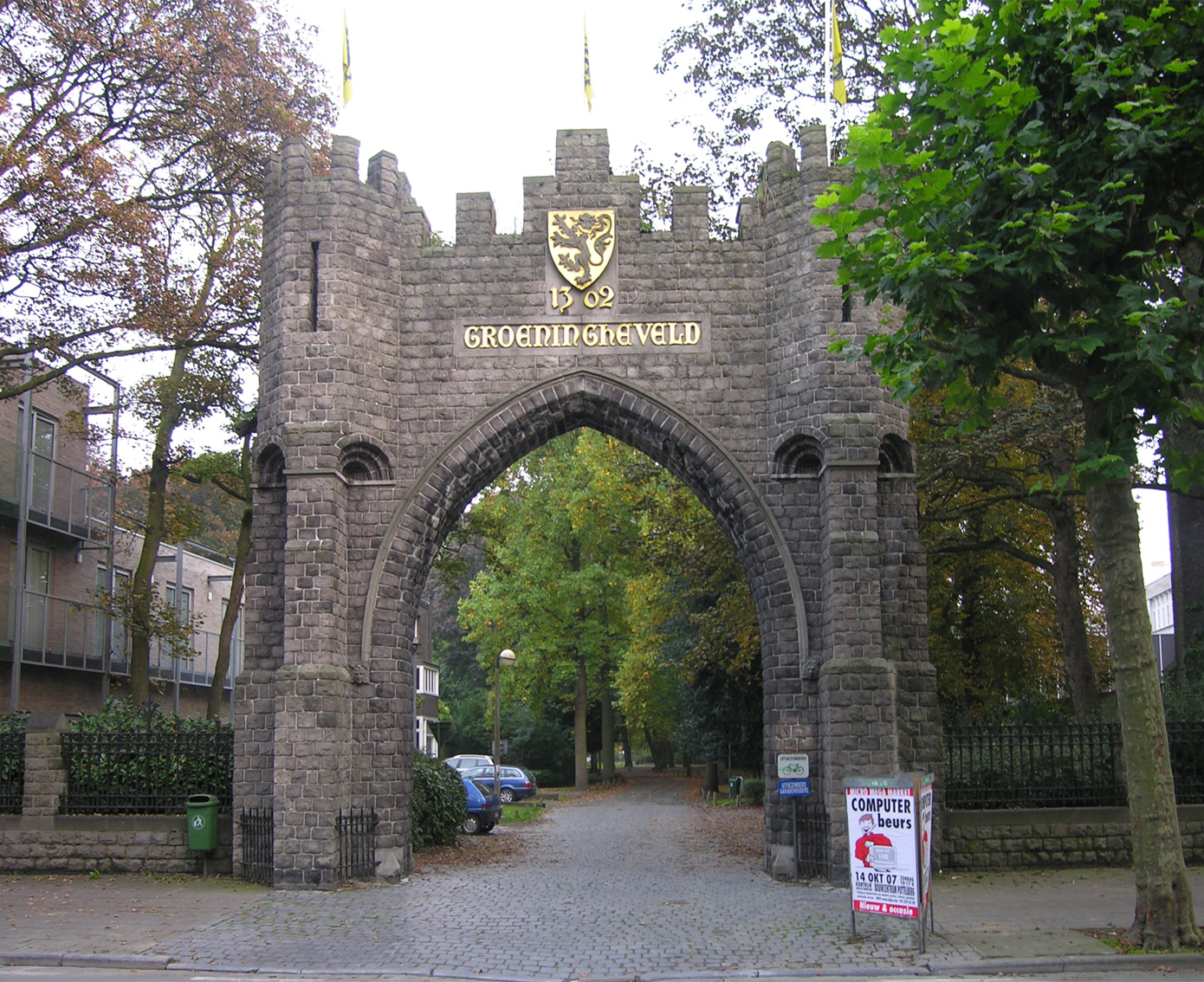
De Groeningepoort
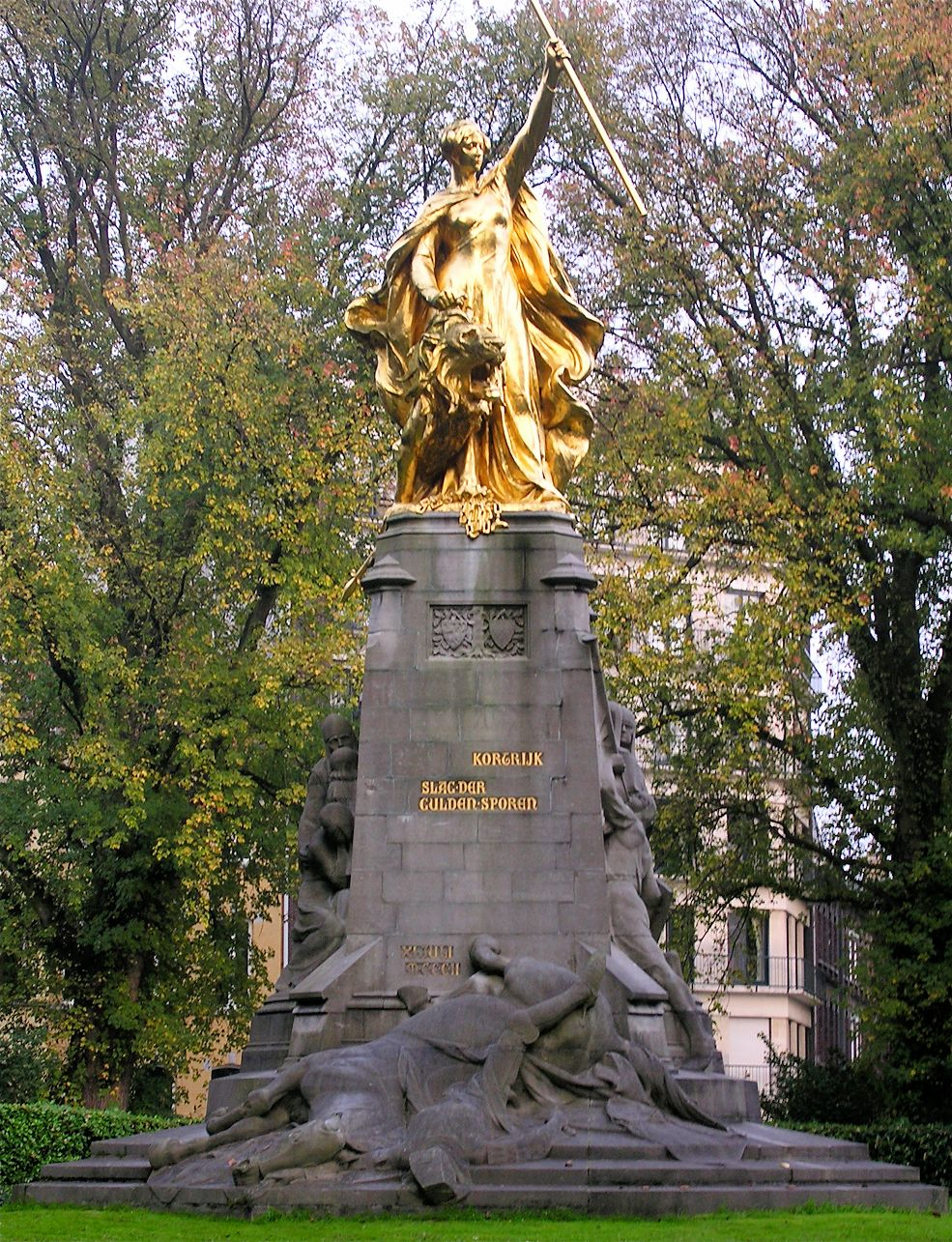
Het Groeninge Monument
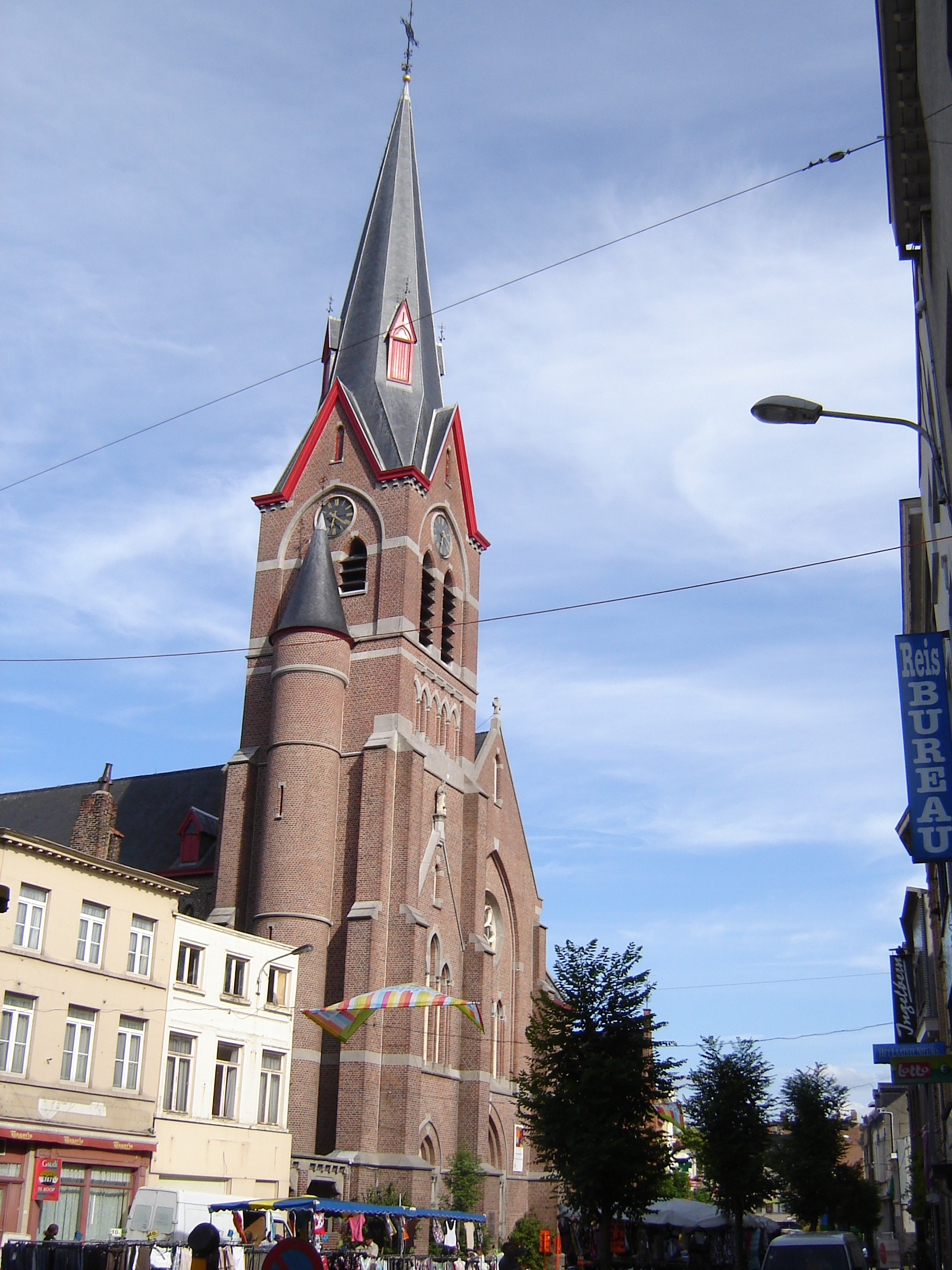
De Sint-Elooiskerk in de wijk Overleie
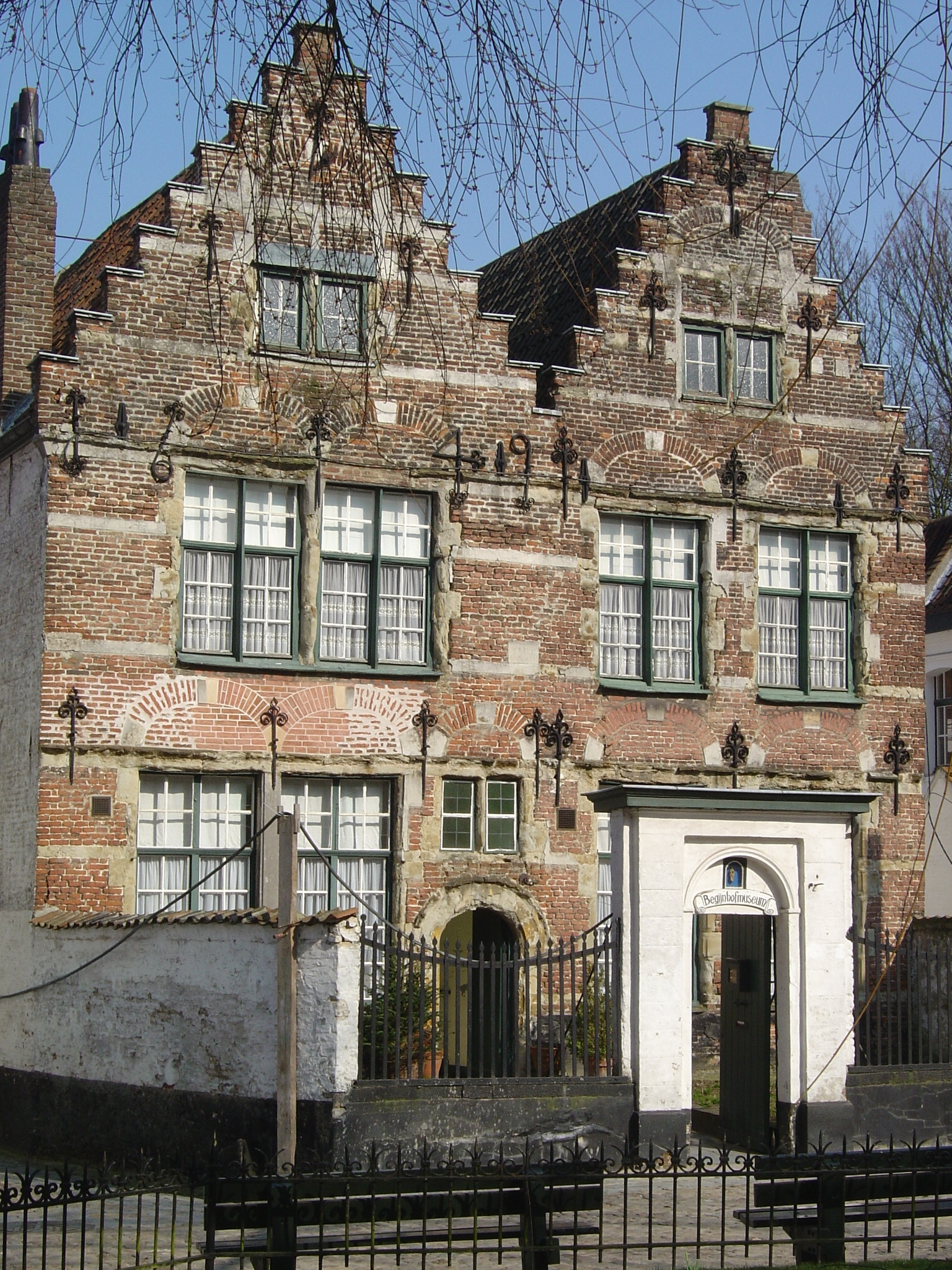
Begijnhof: Huis van de Grootjuffrouw
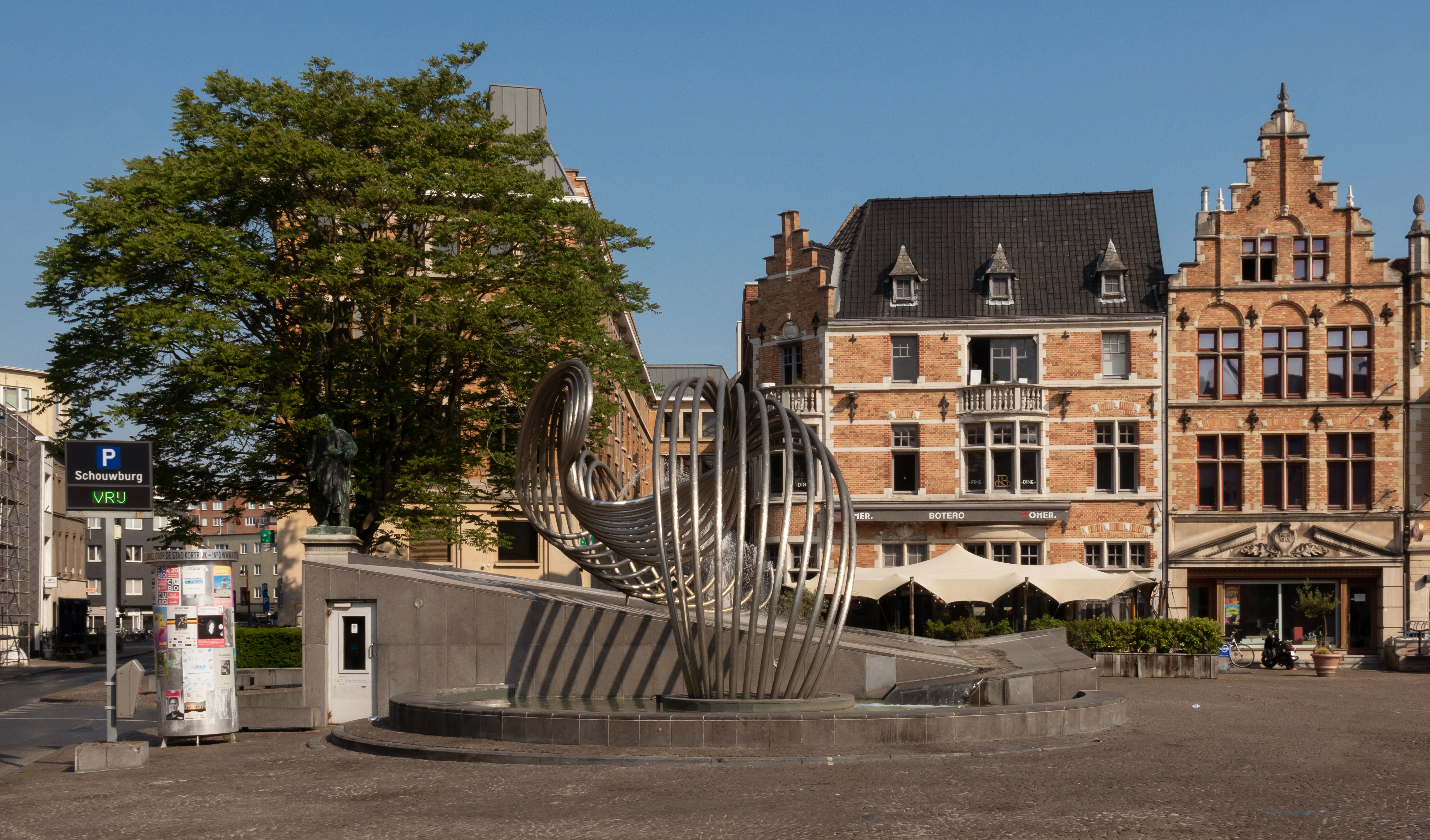
Sculptuur (de Golf van Olivier Strebelle) op het Schouwburgplein
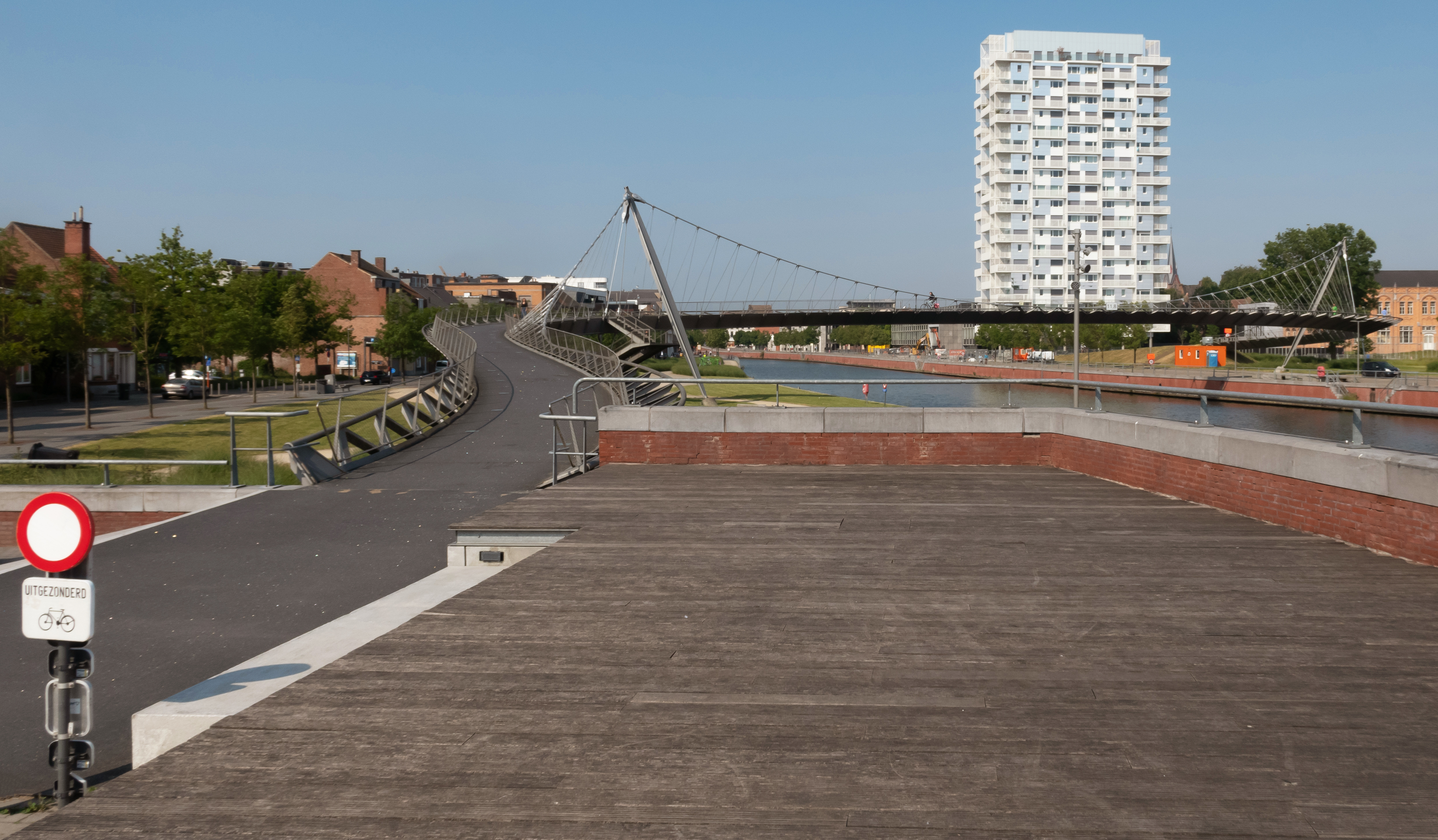
De Collegebrug over de Leie
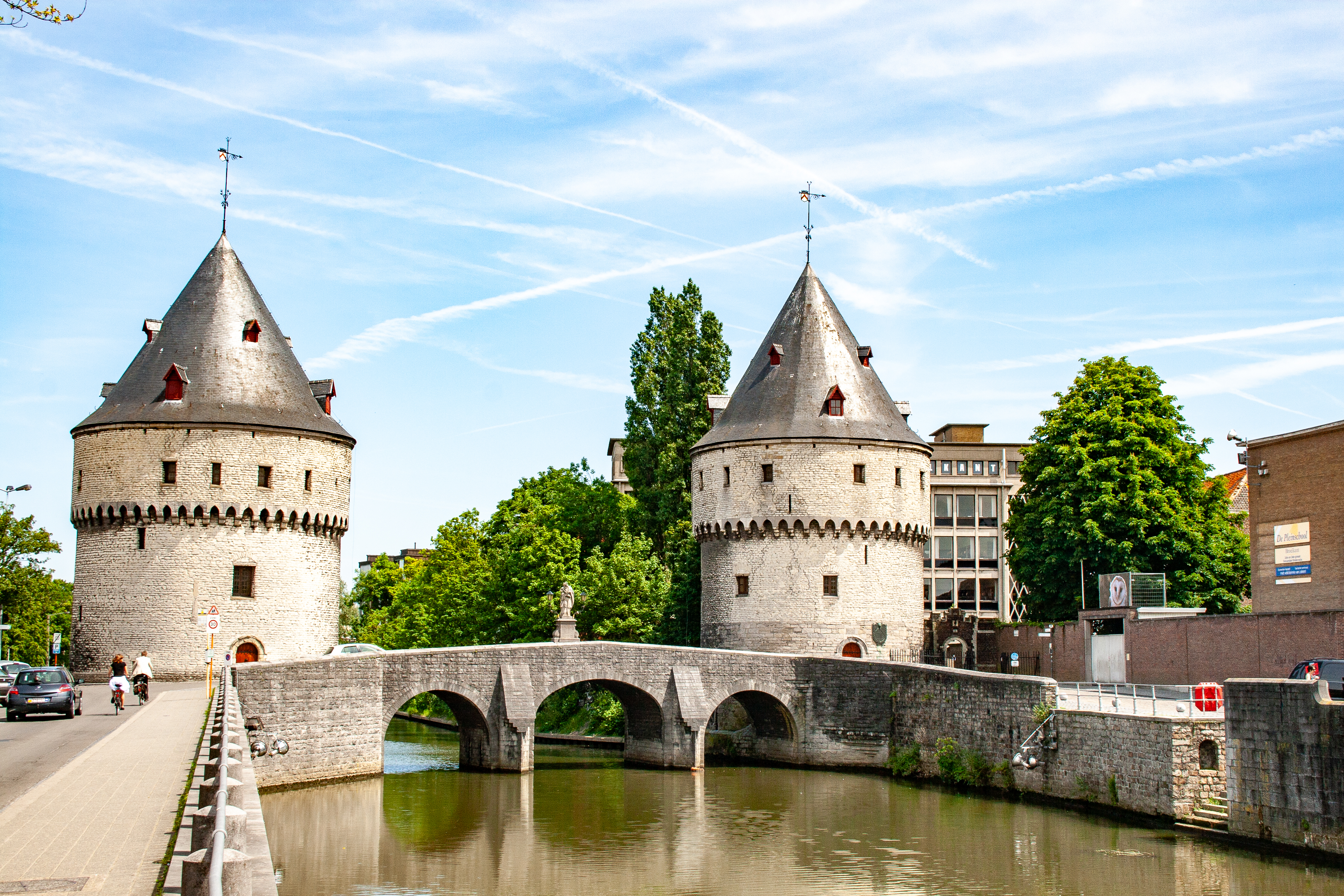
Broeltorens in 2009